# Pintura de España

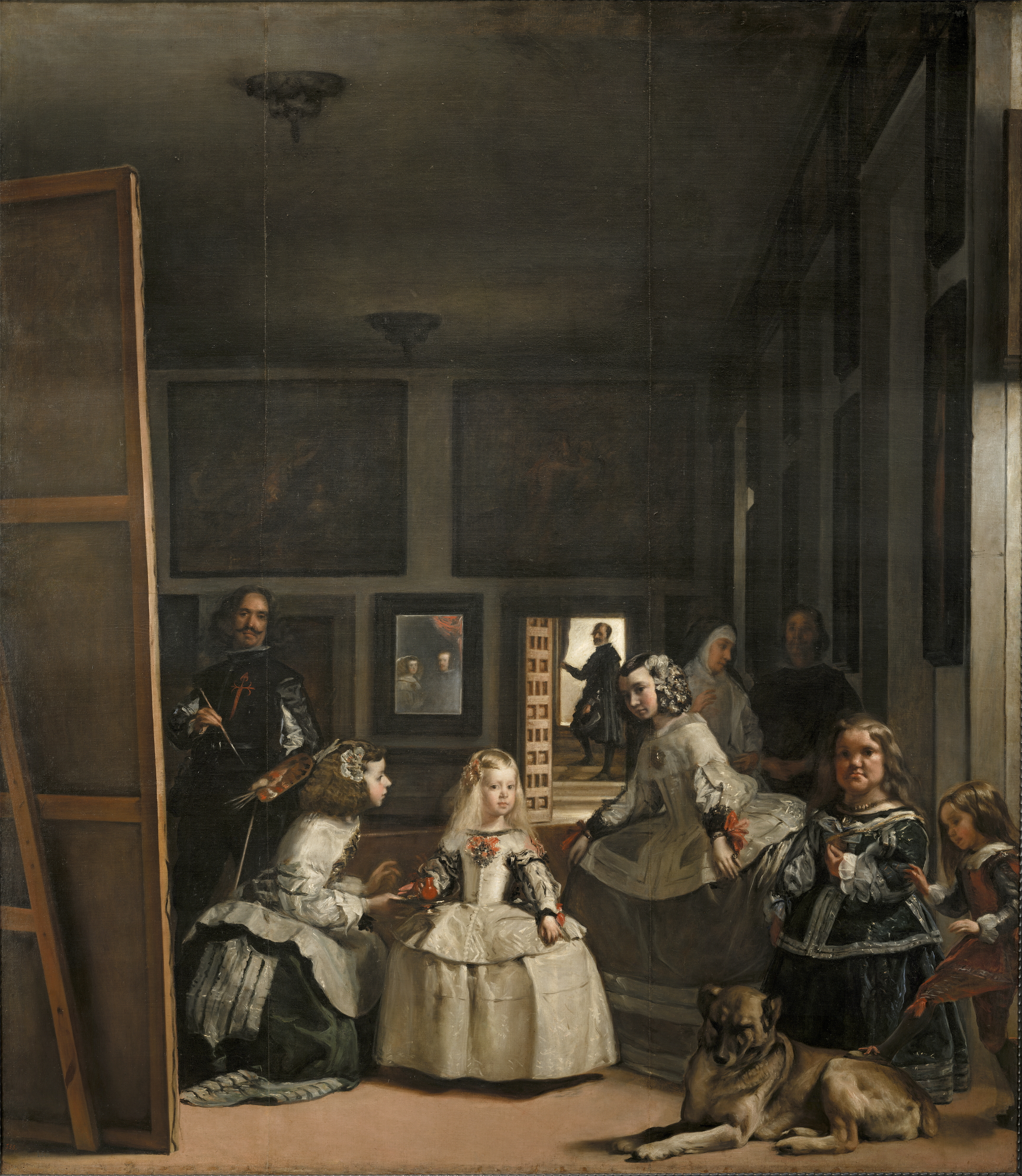
Las meninas, de Diego Velázquez.

Pintura de España es la producción pictórica a lo largo de la historia de España. Al igual que todo el arte español, es una parte destacada del arte universal en todas sus épocas, desde las pinturas rupestres del Paleolítico cuya máxima expresión son las de Altamira (hacia el 14 000 a. C.) hasta la pintura contemporánea, que tiene uno de sus grandes referentes en Pablo Picasso (cuya extensa obra cubre buena parte del siglo XX).

La pintura es, de todas las artes figurativas, aquella por la que el genio de España ha sentido mayor vocación; en las obras de nuestros grandes pintores, España ha hecho a la posteridad algunas de sus más sinceras confidencias. Si en toda manifestación artística hay el deseo, más o menos profundo, de expresar la visión del mundo que late en el artista y, por su mediación, en su país y en su época, los pintores españoles han logrado alumbrar en algunos felices momentos intuiciones sorprendentes del mundo y del hombre con los puros medios de su paleta y sus colores. Por esta razón, los grandes pintores e nuestro país constituyen valores universales y figuran entre lo más valioso con que España ha contribuído a la cultura.
Enrique Lafuente Ferrari, Breve historia de la pintura española.

Bajo el nombre de escuela española de pintura se engloba un vasto conjunto de figuras y tradiciones que, a pesar de sus muy distintos estilos y planteamientos, se caracteriza por la tendencia al realismo (a menudo adjetivado como "trágico") a lo largo de los sucesivos periodos artísticos e identificable en rasgos de artistas muy diferentes. Muchos de ellos, especialmente los de los siglos XV al XVII (el llamado "de Oro" que marca la madurez de la escuela), testimonian en su biografía (incluso algunos en el propio nombre con el que son conocidos) la influencia de las escuelas flamenca e italiana en la conformación de la española: Rodrigo de Osona, Jaume Huguet, Martín Bernat, Fernando Gallego, Bartolomé Bermejo, Pedro Berruguete, Juan de Flandes, Luis de Morales, Juan Correa de Vivar, Juan de Juanes, El Greco (de origen griego y con experiencia italiana, pero que se "hispaniza" profundamente), Juan Bautista Maíno, José de Ribera (cuya biografía es inversa, de España a Italia), Francisco de Zurbarán, Diego Velázquez, Alonso Cano, Antonio de Pereda, Bartolomé Esteban Murillo, etc. Tras ese periodo áureo, la pintura española del siglo XVIII produjo maestros de altísimo nivel (Luis Egidio Meléndez, Luis Paret, Francisco Bayeu) que fueron eclipsados por la dimensión universal de Francisco de Goya. Lo mismo ocurrió con los de la mayor parte del siglo XIX (Vicente López, Federico de Madrazo, Mariano Fortuny). Los de finales del siglo XIX y comienzos del XX sufren un destino equivalente frente a Picasso (Joaquín Sorolla, Ignacio Zuloaga, Darío de Regoyos, Ramón Casas, Hermenegildo Anglada Camarasa, Julio Romero de Torres, Daniel Vázquez Díaz, José María Sert, José Gutiérrez-Solana); únicamente pueden ser comparados en cuanto a impacto en las vanguardias Juan Gris (cofundador del cubismo), Salvador Dalí (el de mayor éxito social de los surrealistas) y Joan Miró. En la segunda mitad del siglo XX alcanzan una gran proyección internacional los pintores españoles que se alejan de la figuración, aunque explícitamente mantienen una profunda conexión con la tradición española (Antoni Tàpies, Modest Cuixart, Josep Guinovart, Joan-Josep Tharrats, Albert Ràfols-Casamada, Pablo Palazuelo, César Manrique, Manolo Millares, Fernando Zóbel, Gerardo Rueda, Gustavo Torner, Antonio Saura, Rafael Canogar, Miquel Barceló, etc.), además de los que siguen cultivándola (Benjamín Palencia, Eduardo Arroyo, Antonio López, Guillermo Pérez Villalta, etc.) Significativamente, se ha intentado la superación de la autoría individual en colectivos de pintores (Equipo Crónica), aunque más habitual ha sido la agrupación de pintores que producen por separado (Grupo El Paso, Dau al Set, Grupo Pórtico, Equipo 57, Escuela de Vallecas, Esquizos, etc.)
Se ha denunciado la invisibilización de las pintoras españolas, muy importantes al menos desde la primera mitad del siglo XX, entre las que destacan María Blanchard, Maruja Mallo o Rosario de Velasco.

## Escuelas regionales de pintura española
La historiografía del arte español ha considerado la existencia escuelas locales en los principales focos artísticos, definiéndose (con diversas características y distinta evolución en el tiempo) las escuelas castellana (desde el siglo XVII centralizada en la corte como madrileña), sevillana, cordobesa, granadina, murciana, valenciana, catalana o barcelonesa (de gran importancia en la Edad Media, vuelve a alcanzarla desde el siglo XIX -con una dimensión muy concreta, se definió la escuela paisajística de Olot-), "del norte" (vizcaína, guipuzcoana, alavesa, asturiana), etc.

## Prehistoria y protohistoria

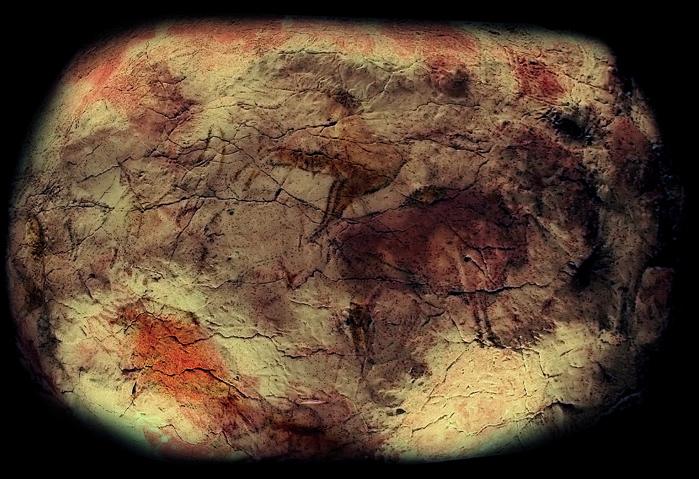
Réplica de las pinturas rupestres de Altamira.

El realismo de las pinturas de Altamira provocó, al principio, un debate en torno a su autenticidad. Su reconocimiento como una obra artística realizada por hombres del Paleolítico supone un largo proceso en el que, también, se van a ir definiendo los estudios sobre la Prehistoria. Actualmente forman parte del Patrimonio de la Humanidad de la Unesco.

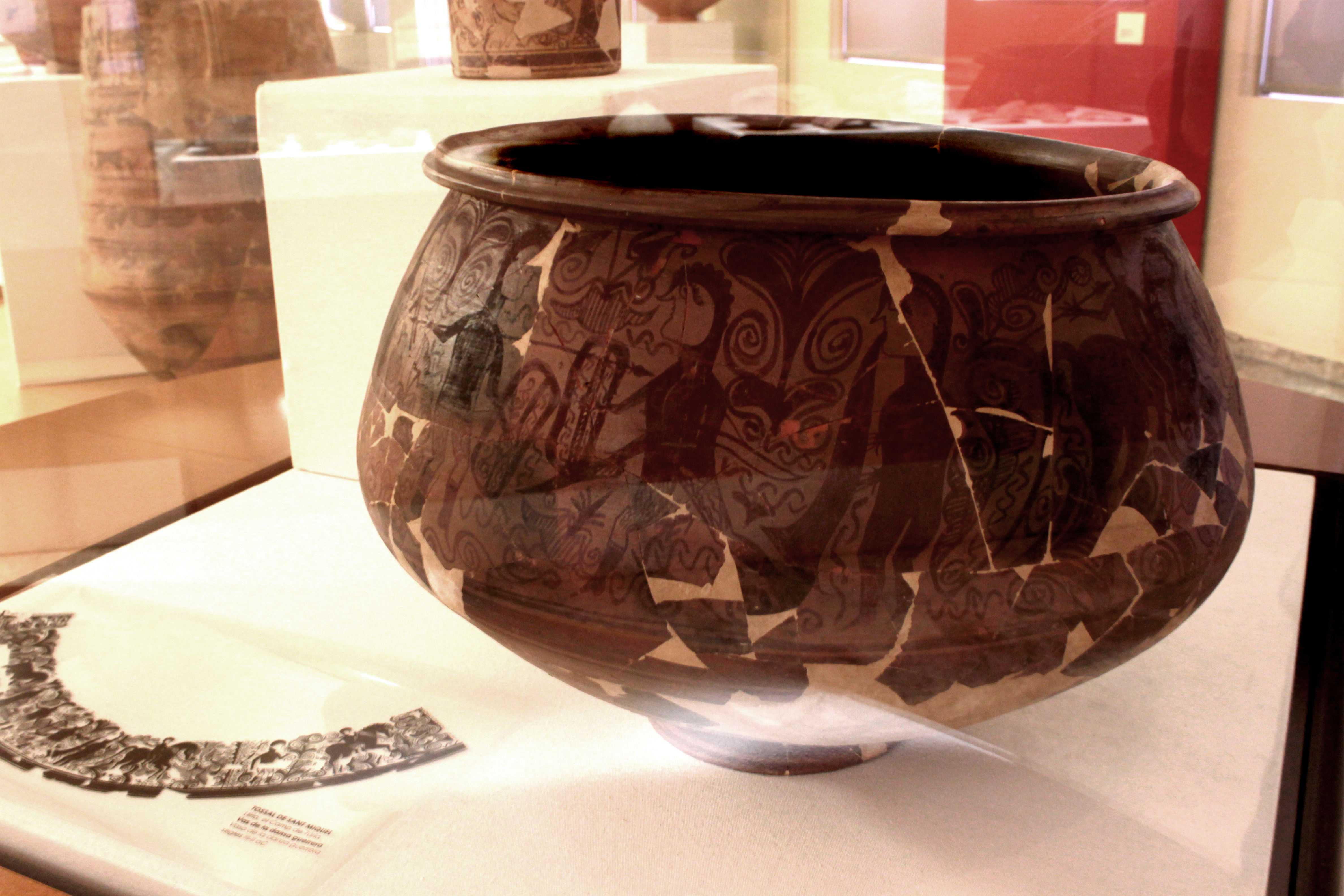
Vaso de la danza guerrera procedente del Tossal de Sant Miguel (Liria, actual provincia de Valencia), -

## Edad Antigua
La presencia de cerámica griega y sus representaciones pictóricas es muy importante en la cultura ibera.

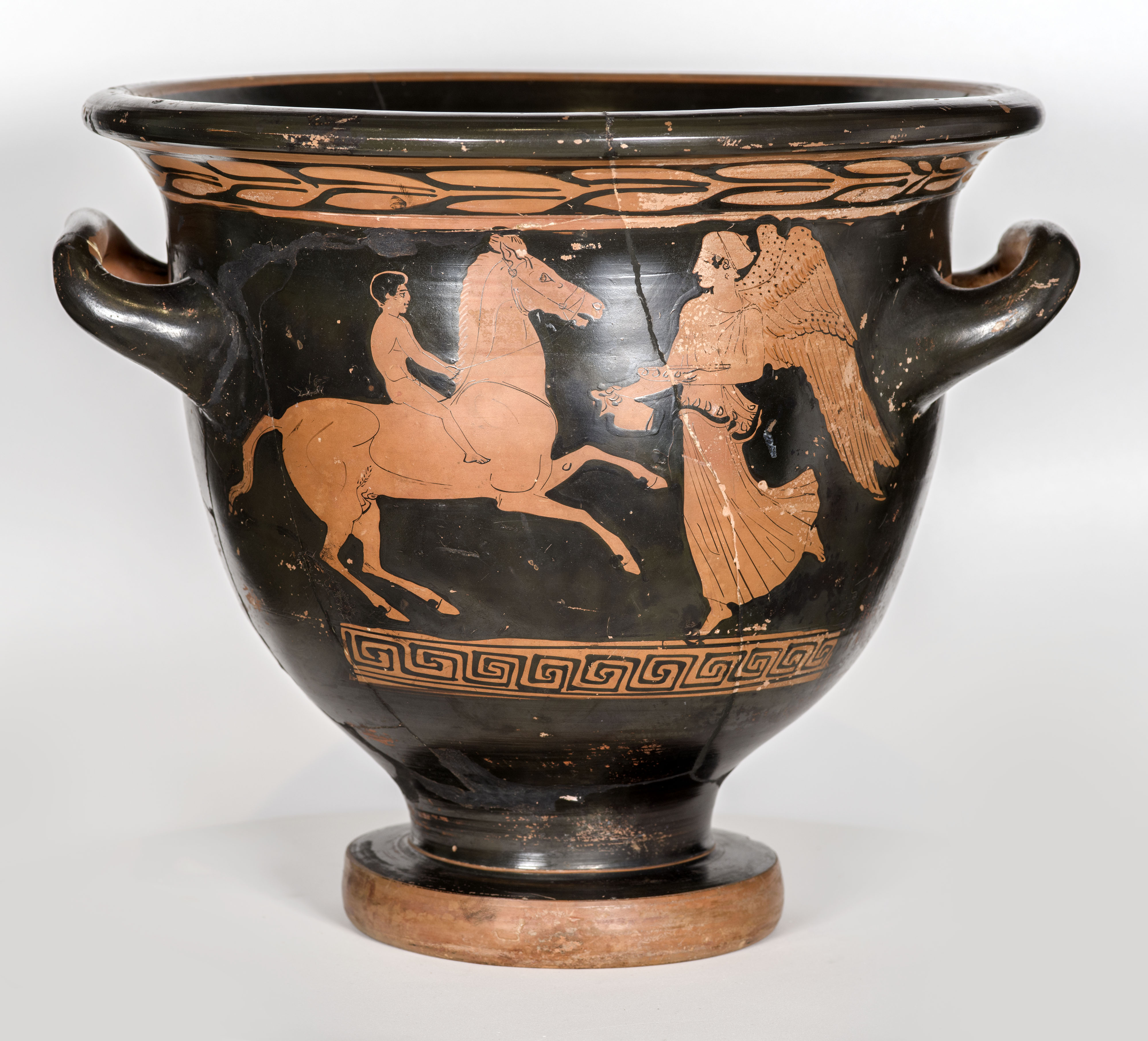
Crátera procedente de la necrópolis de Tútugi.
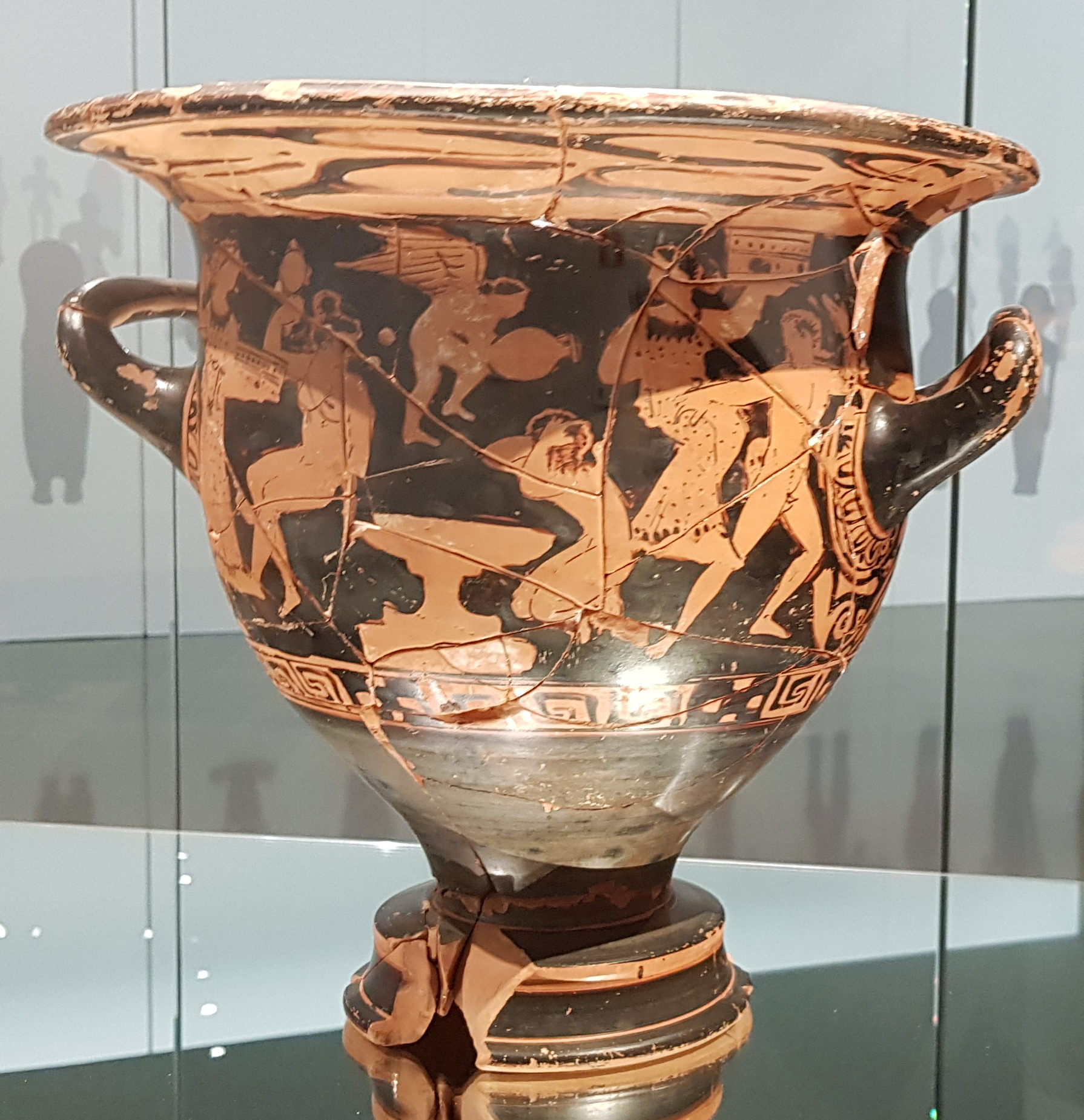
Crátera procedente de la necrópolis de Piquía.

La profunda romanización de Hispania hace que en sus provincias se hayan conservado algunos de los mejores ejemplos de mosaicos romanos. La conservación de otros soportes, también existentes, es mucho más problemática.

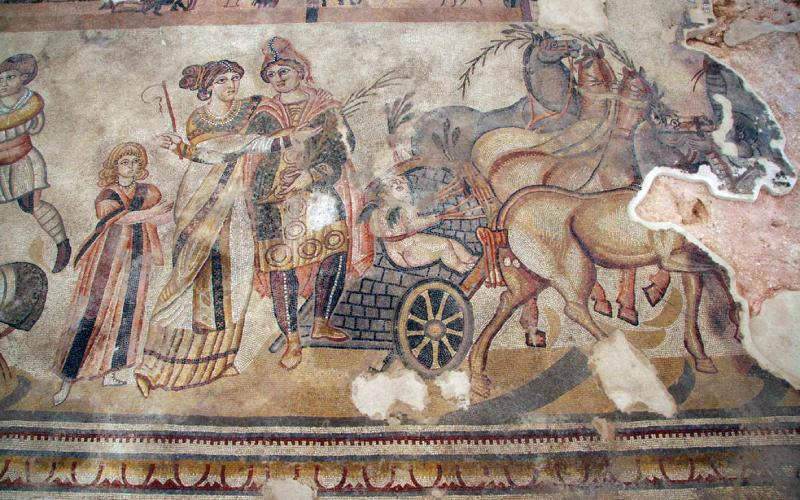
Mosaico de la villa romana de Noheda.
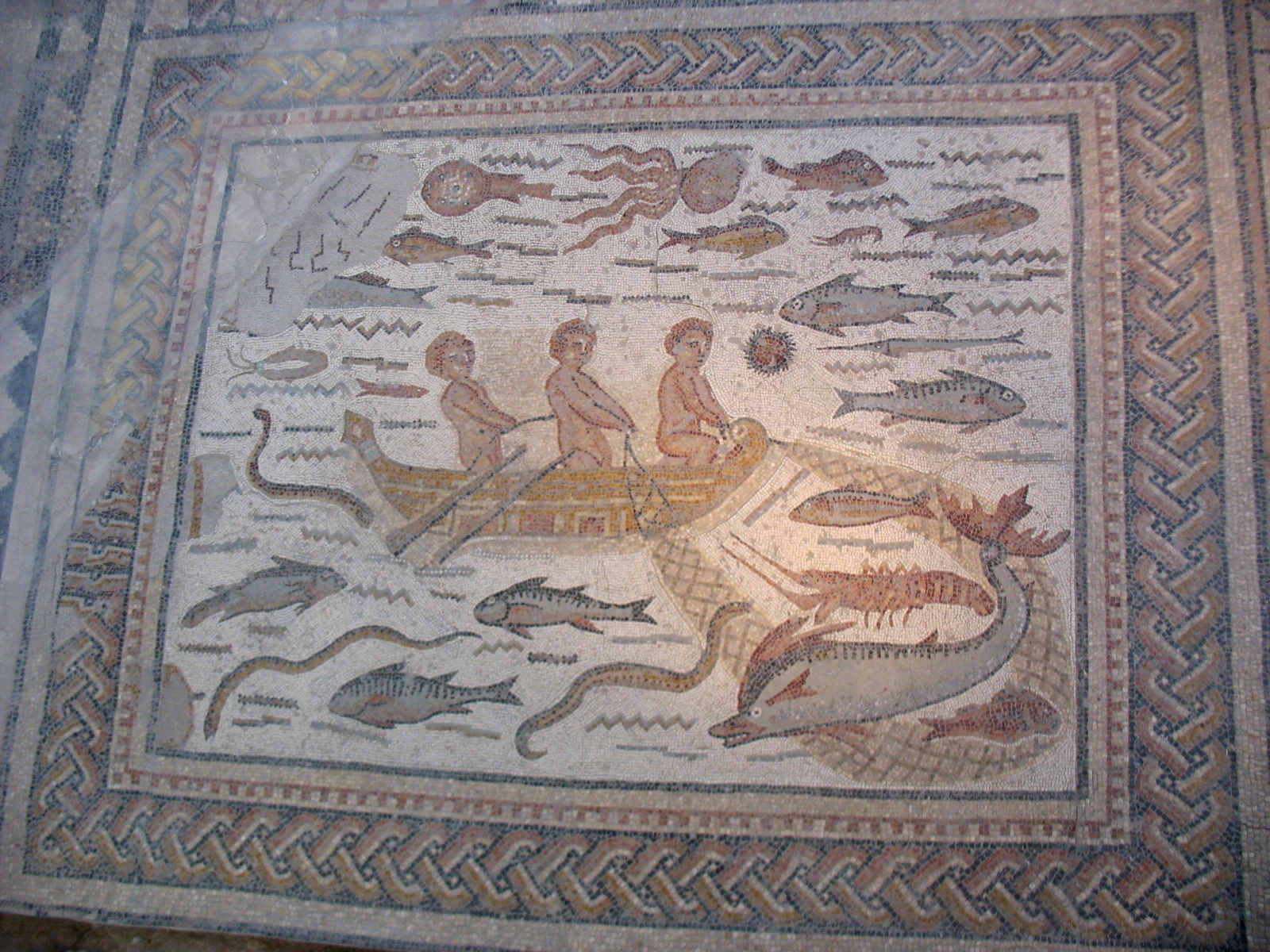
Mosaico de la casa de Hippolytus (Complutum, hoy Alcalá de Heneres).
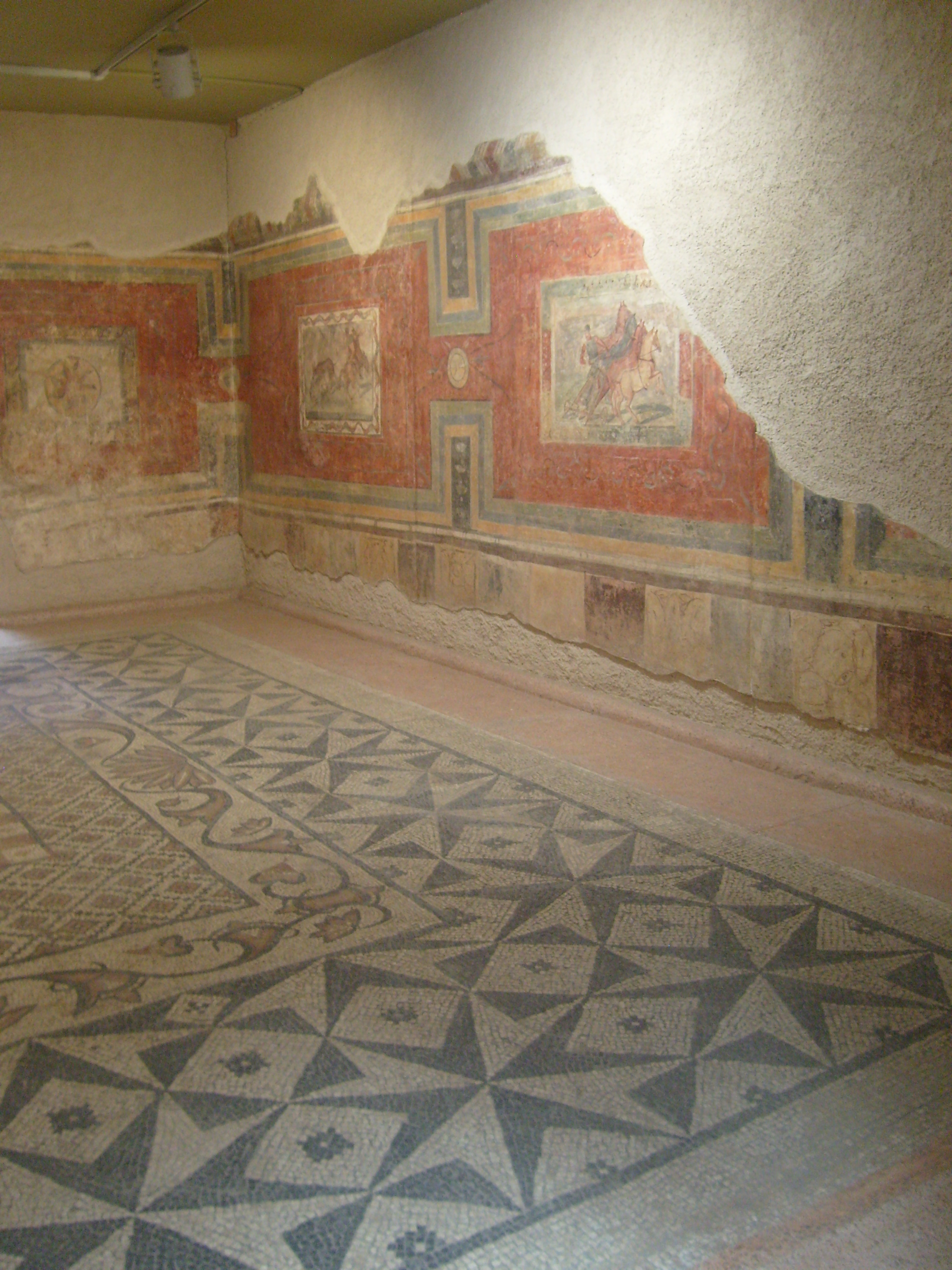
Pinturas murales y mosaicos procedentes de la casa de la calle Suárez-Somonte, exhibidas en el Museo Nacional de Arte Romano (Mérida).

## Edad Media

### Pintura andalusí
El aniconismo de imposición religiosa hace que la pintura islámica se limite habitualmente a decoraciones geométricas, que en Al-Ándalus llegan a ser muy sofisticadas, como los alicatados de la Alhambra de Granada. Aunque hay algunos casos de representaciones figurativas, en la España musulmana fueron, en todo caso, muy poco frecuentes y limitadas a espacios privados, como las existentes en la Sala de los Reyes de la Alhambra.

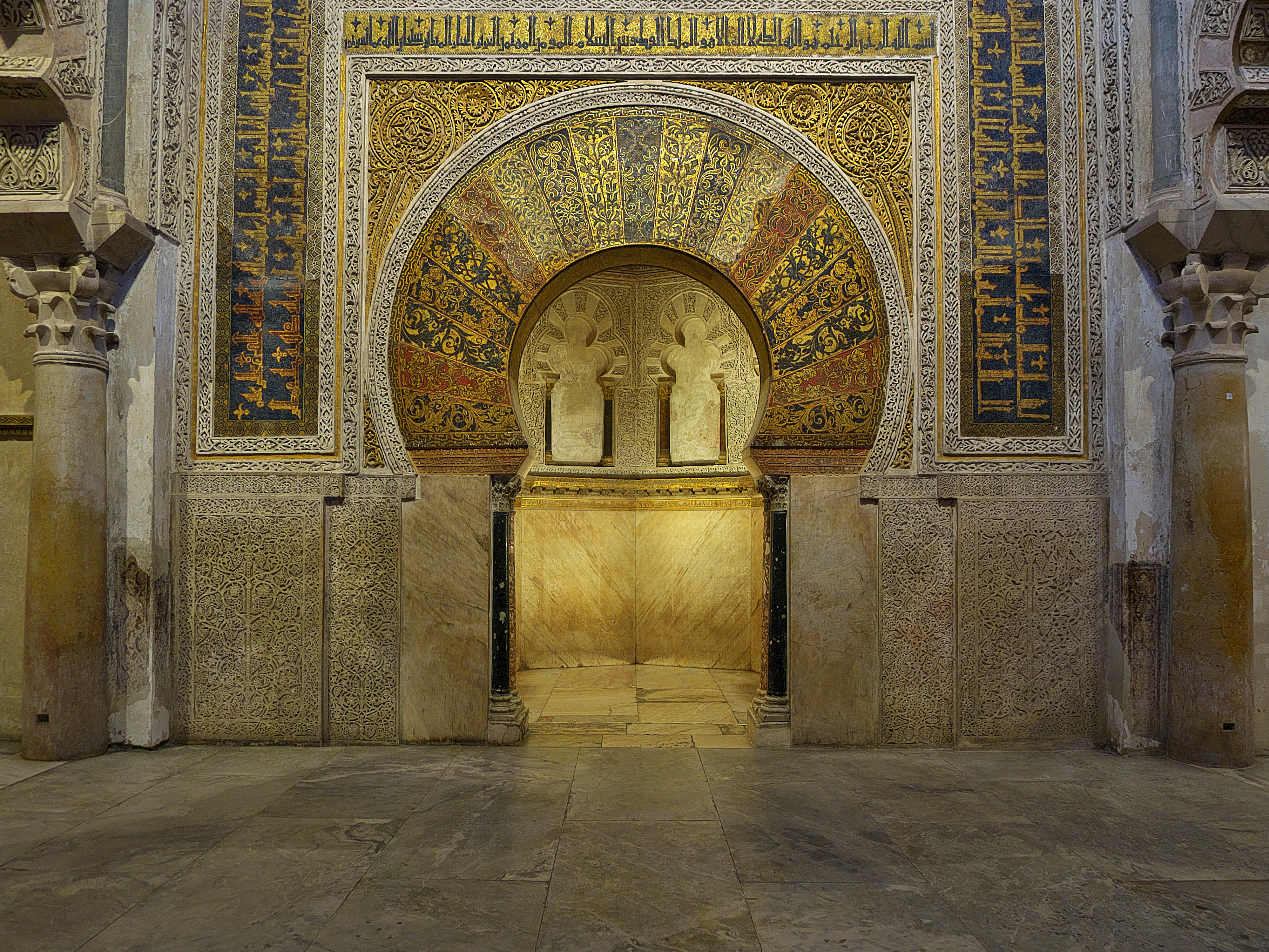
Mihrab de la Mezquita de Córdoba.
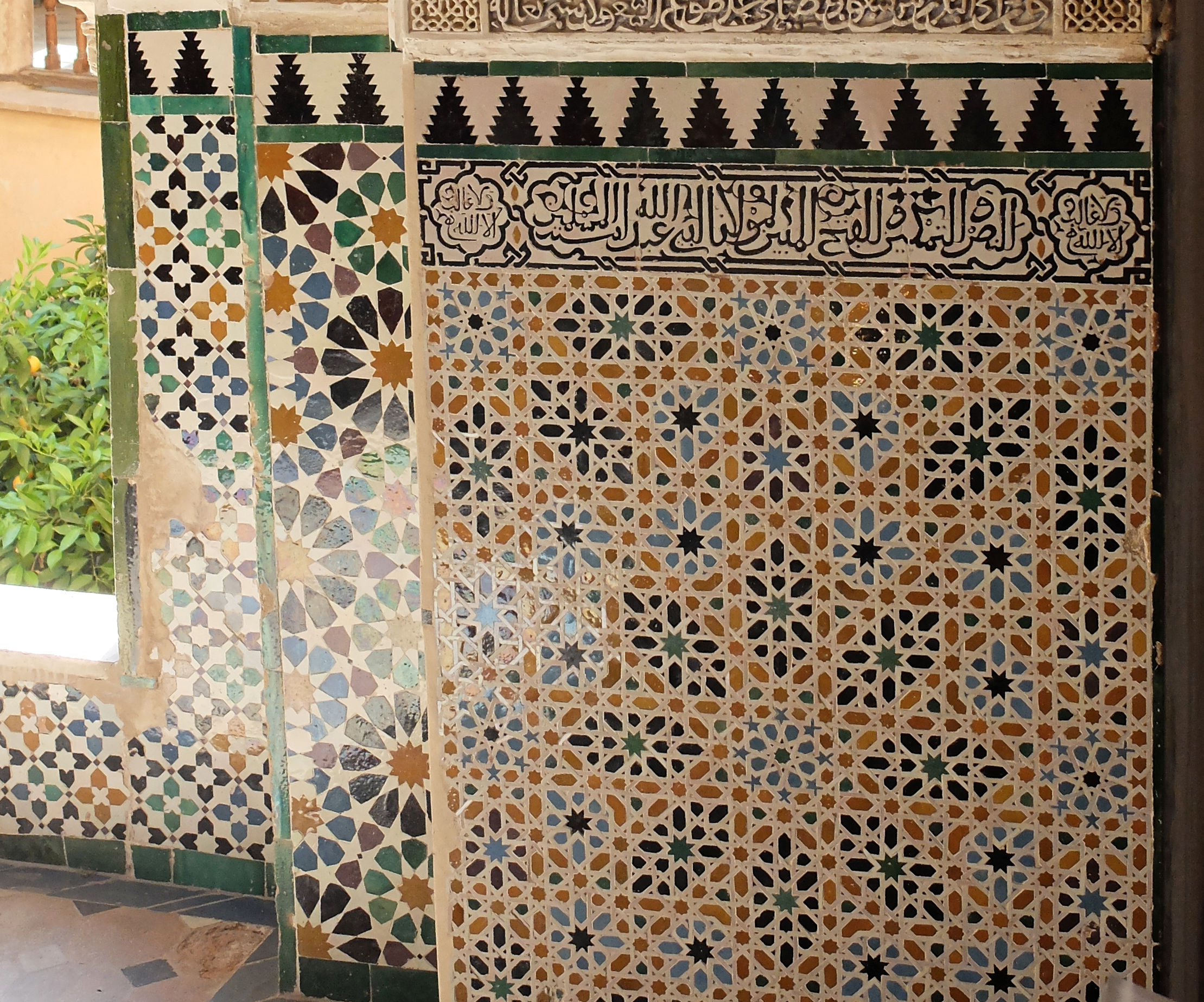
Mirador de Lindaraja (Alhambra de Granada).
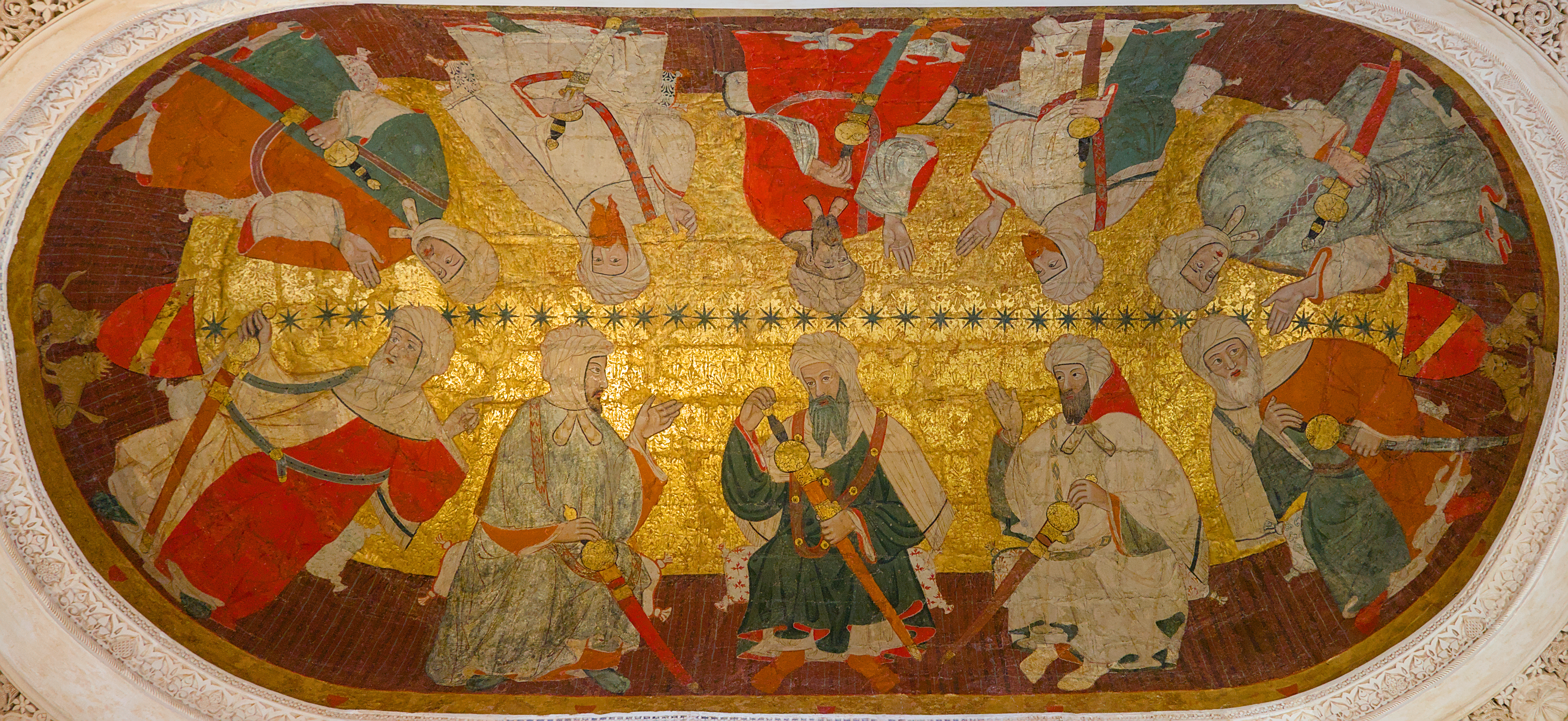
Sala de los Reyes (Alhambra de Granada).
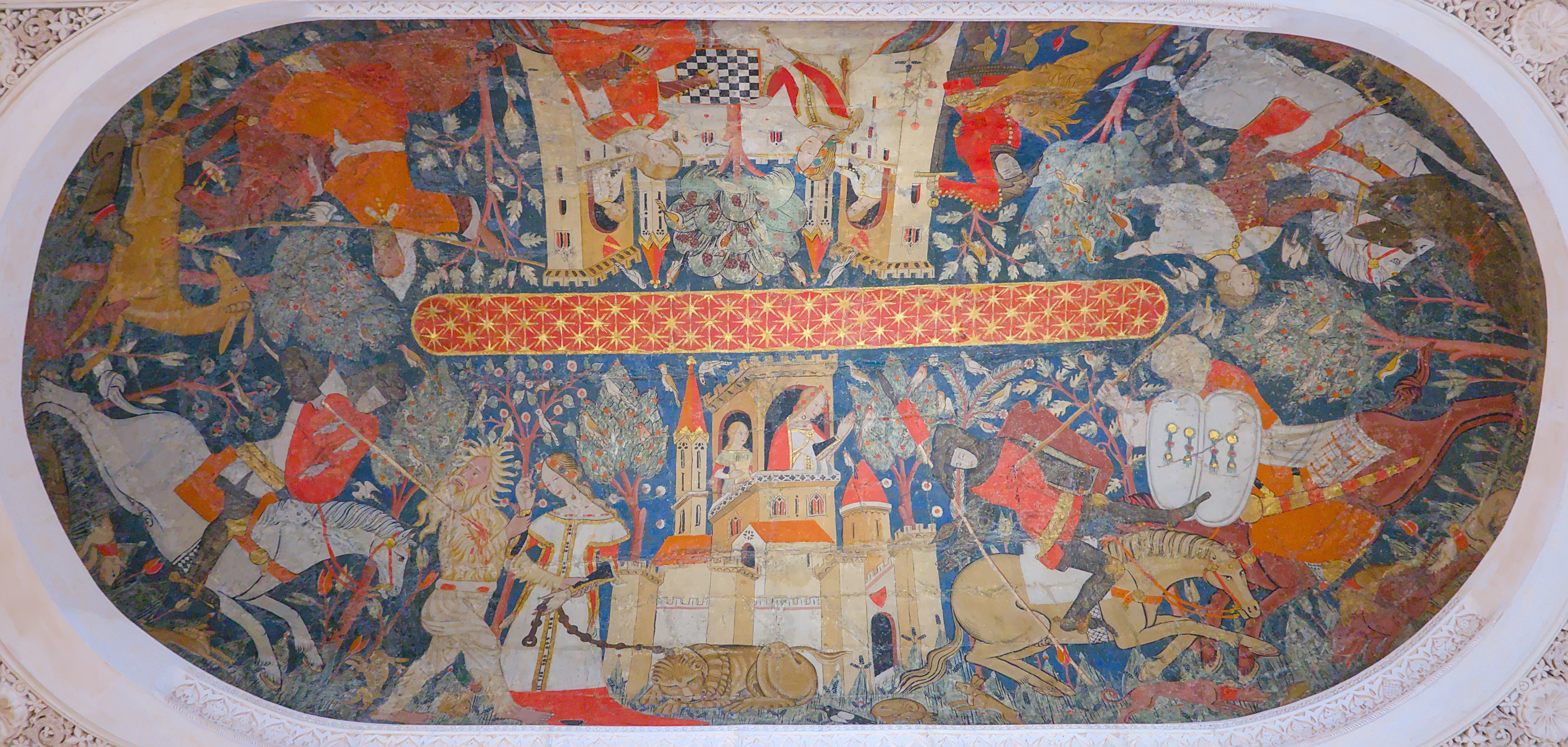
Sala de los Reyes (Alhambra de Granada).

El arte mudéjar (producido por artistas y artesanos musulmanes en los reinos cristianos peninsulares) presenta decoraciones pictóricas, frecuentes en cerámicas y artesonados.

### Visigodo, prerrománico, mozárabe
La existencia de una pintura visigoda es problemática. Se ha propuesto un posible origen visigótico para el Pentateuco de Tours o de Ashburnham. El libro más difundido, que fue Etimologías (redactado por San Isidoro en el siglo VII, su manuscrito más antiguo conservado es del siglo IX) contiene algunas ilustraciones muy esquemáticas (como el famoso mapamundi "T en O" o una personificación de los cuatro elementos). Lo que sí es indudable es la fuerte personalidad de las ricas ilustraciones de los Beatos (producidos en talleres peninsulares a partir del texto de Beato de Liébana, redactado en el siglo VIII -y que contiene su propio mapamundi, evolución del de San Isidoro-) en el contexto de la pintura prerrománica del occidente europeo. La continuidad entre los talleres monásticos visigodos y los mozárabes es una posibilidad que no puede probar pervivencias estilísticas. Son muy escasos los restos de pintura del prerrománico asturiano; aunque se sabe que el interior de San Julián de los Prados (siglo IX) estaba cubierto de decoración pictórica (arquitecturas vistas en perspectiva, pórticos, frontones y cortinajes). Los frescos de San Baudelio de Berlanga, a pesar de corresponder a una cronología correspondiente al primer Románico (hacia 1112), se han identificado como mozárabes.

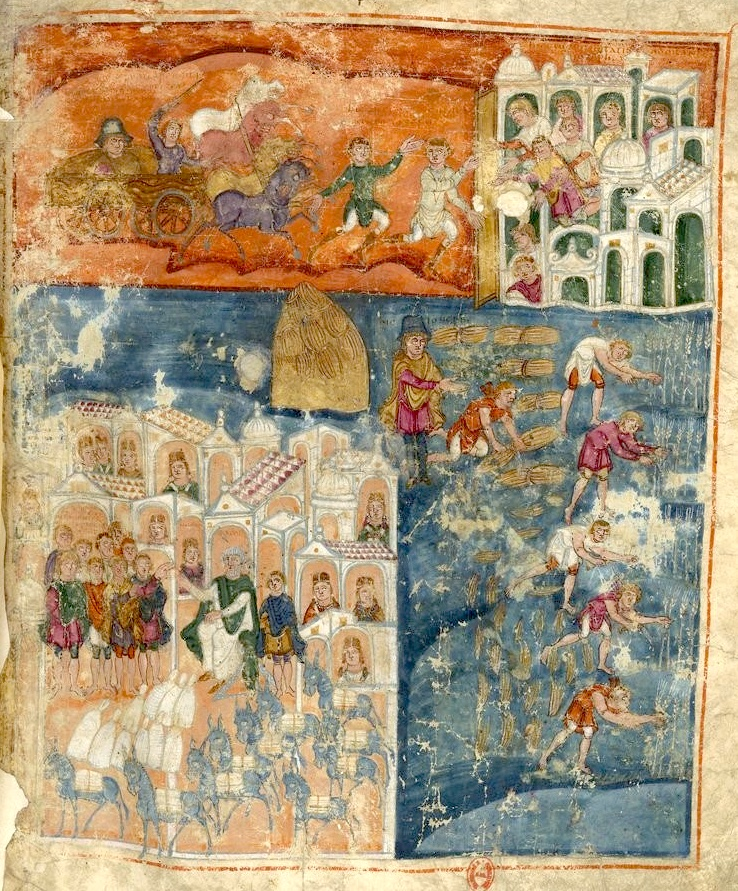
Ilustración del Pentateuco de Tours.
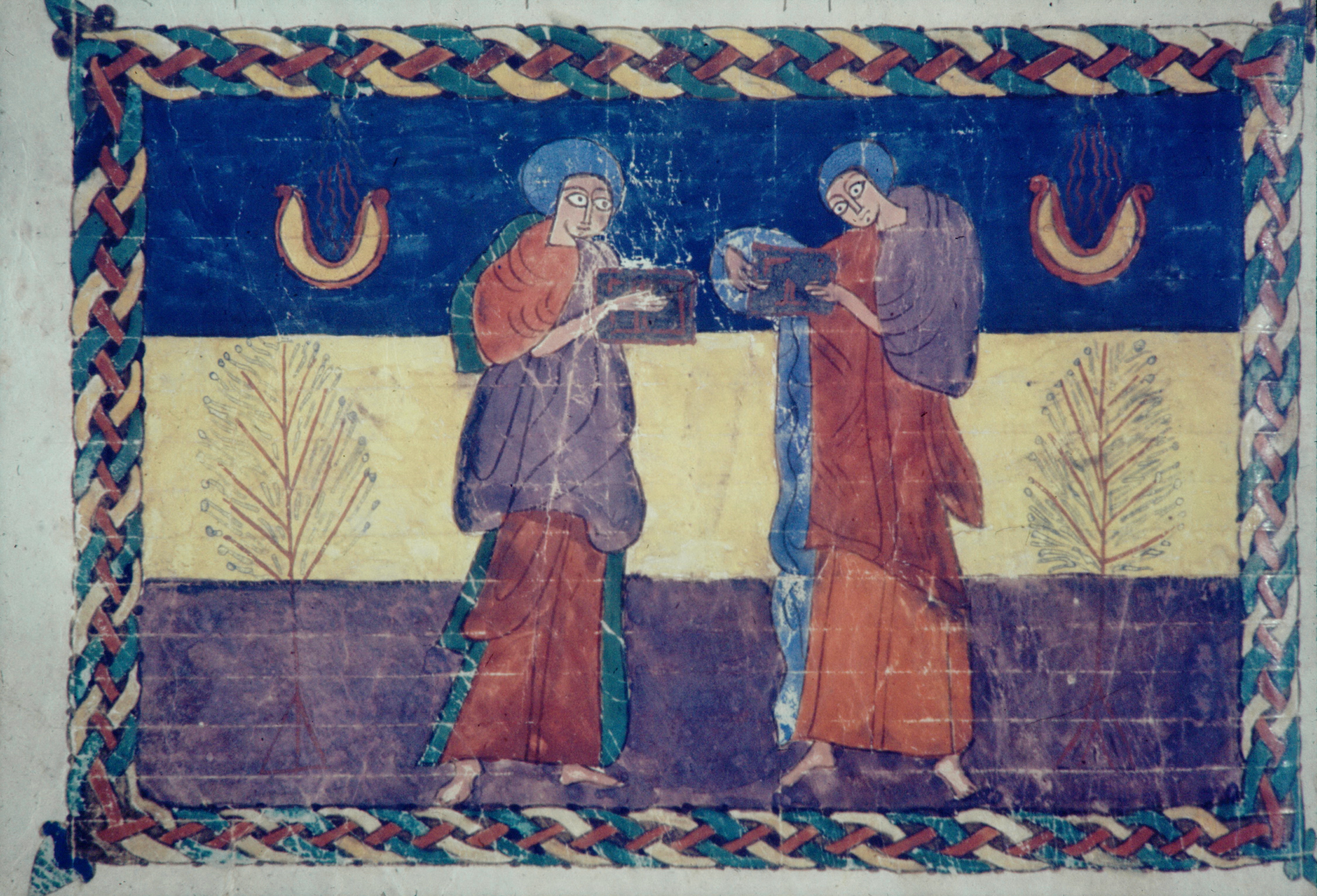
Ilustración del llamado Beato del Valcavado (ca. 970).
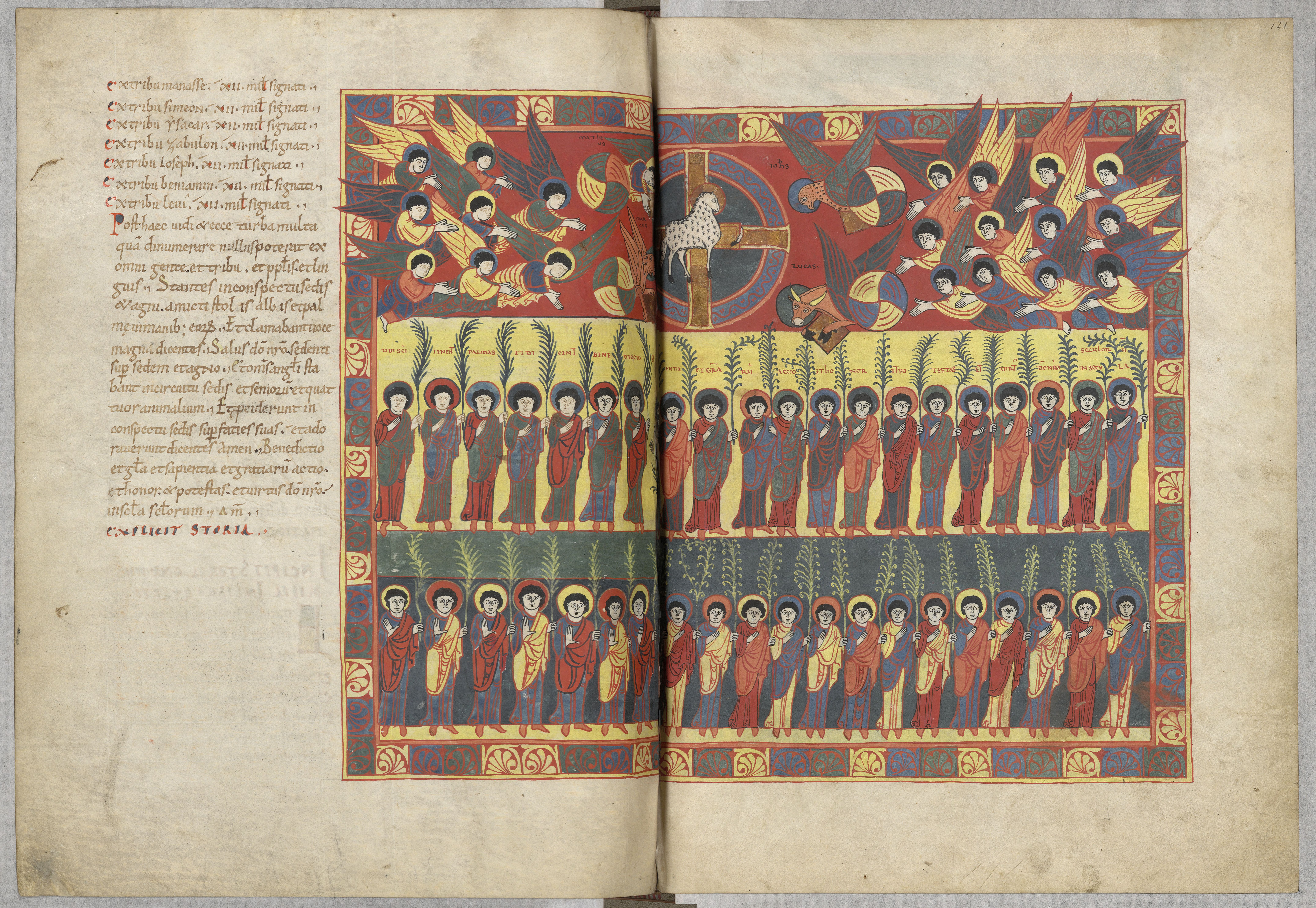
Ilustración de uno de los manuscritos del Beato conservado en la Biblioteca Nacional de Francia (entre 1028 y 1072).
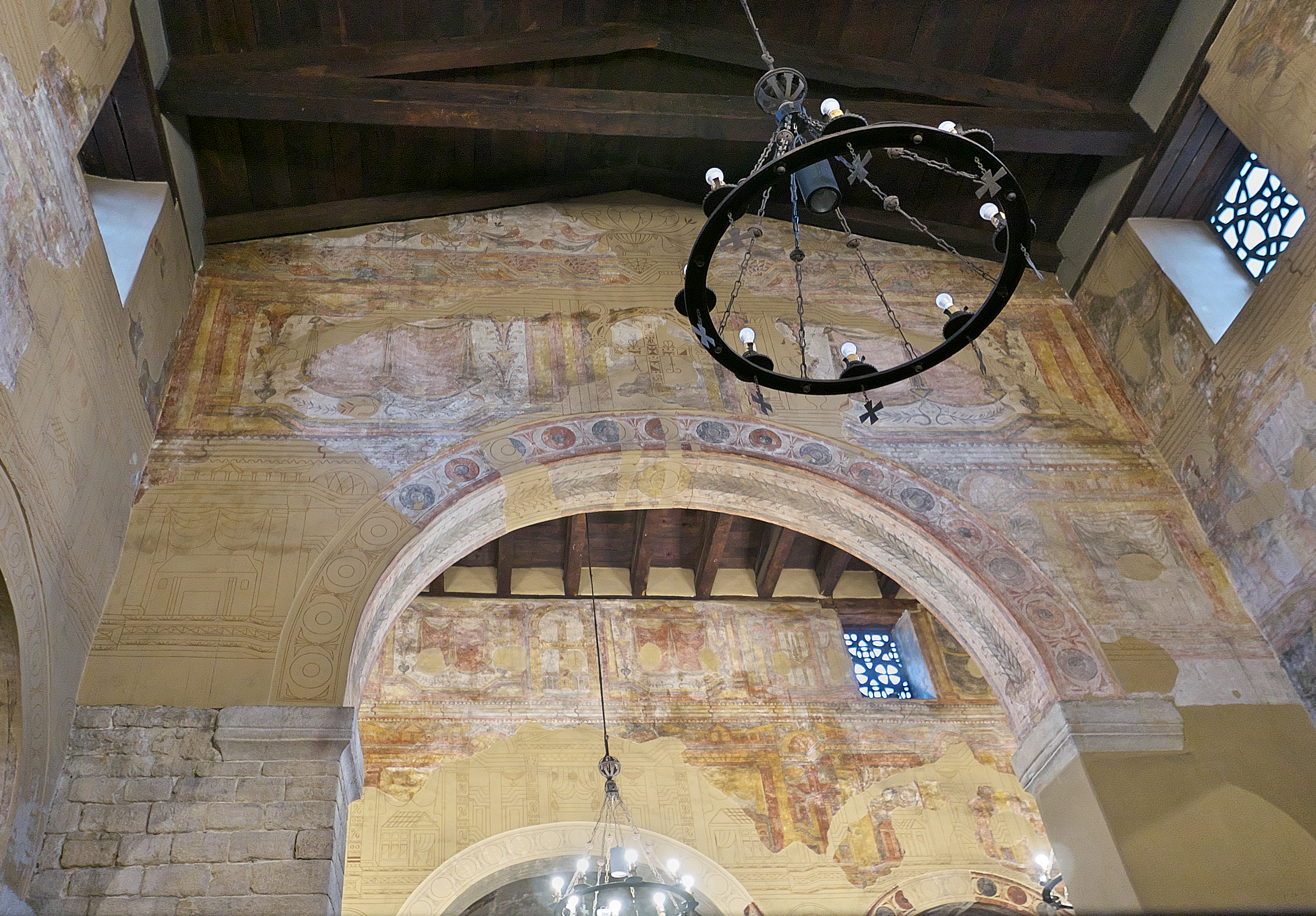
Interior de San Julián de los Prados.
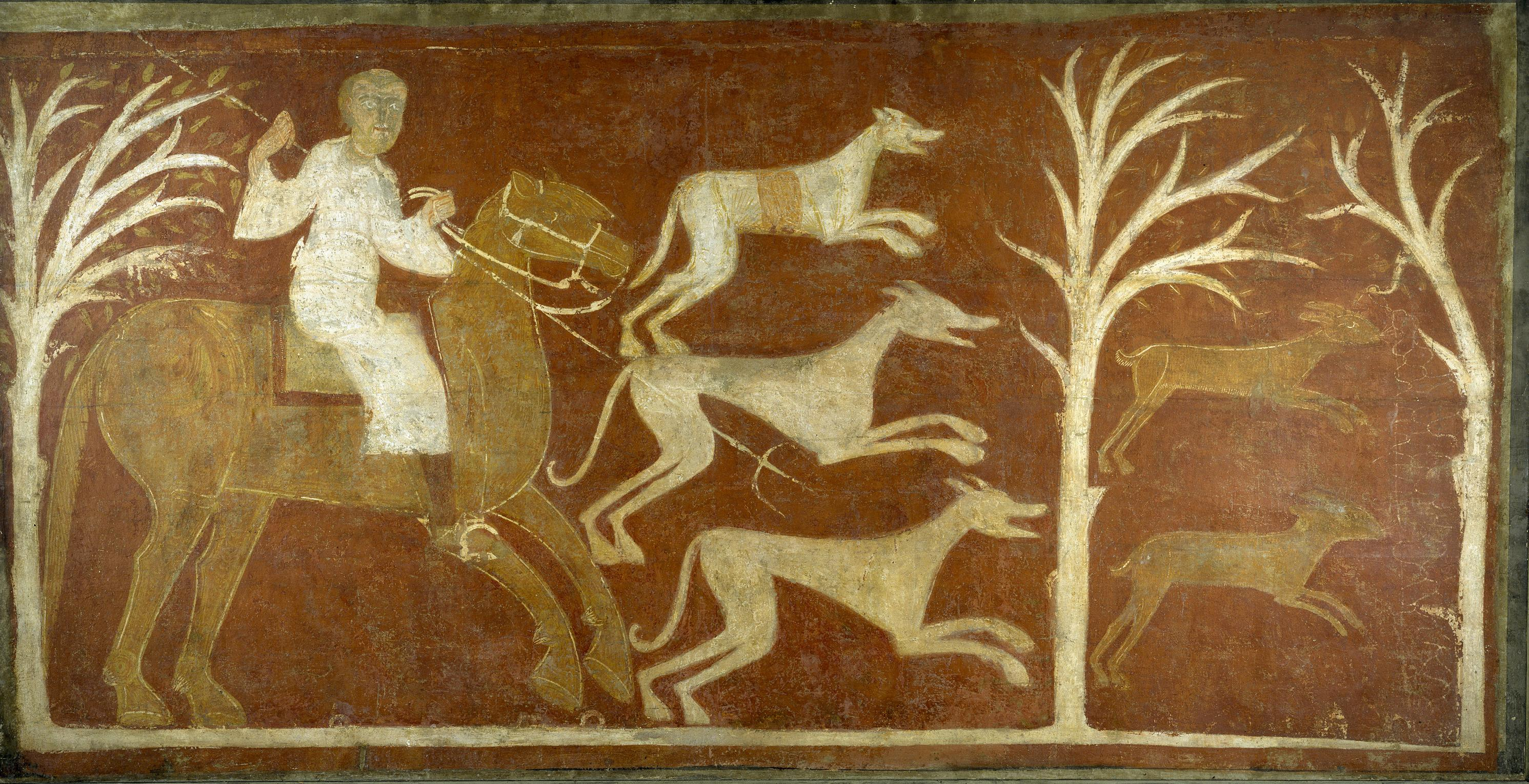
Escena de caza. Detalle de los frescos de San Baudelio de Berlanga.

### Románico
En España no se conocen vidrieras pintadas con anterioridad al siglo XIII, pero sí notables pinturas murales de estilo románico y otras sobre tabla desde el siglo XI aparte de las miniaturas de códices de anteriores fechas. Siguió el estilo de tales miniaturas con poca diferenciación aunque mejorando un tanto el dibujo desde el siglo XII y disminuyendo la ornamentación fantástica como se puede observar en el libro de los testamentos de la catedral de Oviedo y en algunos otros códices de dicha centuria.
Ejemplos de pintura mural románica, por zonas:

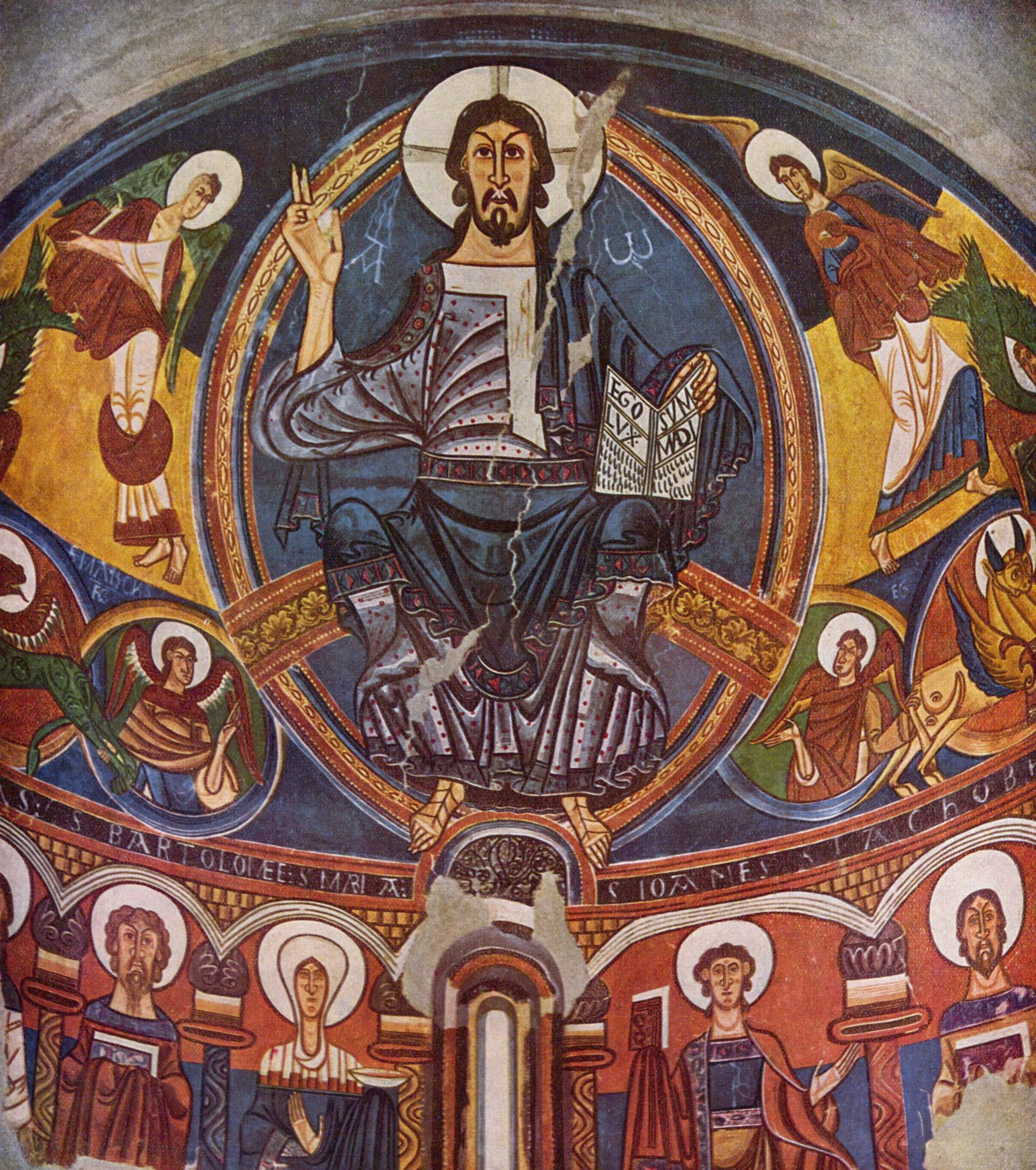
Pantocrátor del ábside de San Clemente de Tahull.

- en Cataluña las pinturas absidales, tales como
  - las del monasterio de Santa María de Mur
  - las del monasterio de Santa María de Aneu
  - las de las iglesias de Tahull (San Clemente y Santa María)
  - las del monasterio de San Pedro de Burgal
  - las de la iglesia de San Quirico de Pedret (pinturas de Pedret)
  - el mosaico del monasterio de Santa María de Ripoll, del segundo tercio del siglo XII[21]
- en Aragón, destacando las pinturas de las iglesias románicas de la diócesis de Jaca que hoy se conservan en el Museo Diocesano de Jaca:
  - las pinturas murales de la iglesia de los Santos Julián y Basilisa de Bagüés (actual provincia de Zaragoza)[22]
  - las pinturas murales de la iglesia de San Juan Bautista de Ruesta (actual provincia de Zaragoza)[23]
  - las pinturas murales de la iglesia de la Asunción de Navasa (actual provincia de Huesca)[24]
- en Castilla y León
  - la ermita de la Vera Cruz (Maderuelo) (siglo XII)[25]
  - la ermita de San Baudelio de Berlanga, representando episodios evangélicos y cacerías (siglo XII)
  - el Panteón de reyes de San Isidoro de León con sus escenas evangélicas, signos del zodiaco y otros elementos ornamentales (siglo XII)
  - la iglesia del Cristo de la Luz (Toledo) (siglo XIII)[26]
- en Galicia
  - las pinturas de Santa María de Mellid (actual provincia de La Coruña)[27]

Las pinturas sobre tabla se admiran en varios antipendios o frontales de altar (antependium, el precedente de los retablos) pertenecientes a los siglos XI, XII y XIII que se guardan en los museos de Vich, Barcelona y Lérida. Suelen tener en el centro un medallón o compartimiento con la imagen de Jesucristo en majestad, o sea, sentado de frente y en actitud de bendecir (o de la Virgen con el Niño) y a sus lados, otros compartimentos con varias escenas de la vida del santo titular de la iglesia o figuras de apóstoles. Se conservan también algunas arquetas (o fragmentos de ellas) con pinturas, como el arca-sepulcro de San Isidro (de madera y forrada de cuero pintado, cuyas pinturas alusivas al santo datan de finales del siglo XIII y pueden considerarse todavía como románico-góticas de transición).

### Gótico

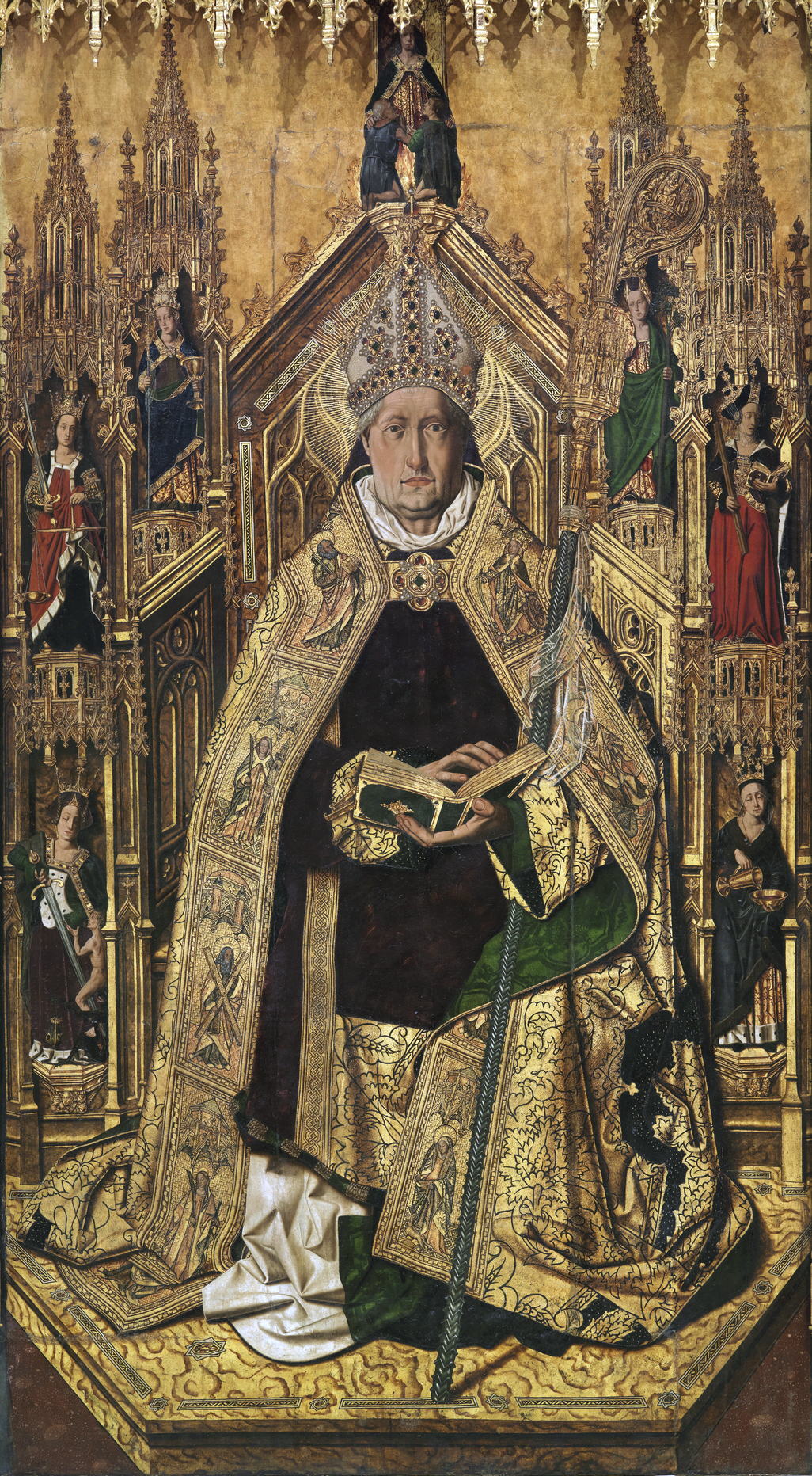
Santo Domingo de Silos, de Bartolomé Bermejo.

La pintura gótica en España se divide en cuatro fases.
Del estilo gótico lineal o francogótico destacan algunas vidrieras, como las de la catedral de León. Perviven algunos frescos en muros de las iglesias, así como pintura sobre tabla. Destacada es la labor de los miniaturistas, cuya obra maestra son las que ilustran el códice de El Escorial de Las Cantigas.
Durante el estilo italogótico o trecentista (segunda mitad del siglo XIV) influye la escuela sienesa en la Corona de Aragón y la escuela florentina en el reino castellano y leonés. En esta fase es particularmente destacada la pintura catalana: Ferrer Basa, Ramón Destorrents y los hermanos Serra: Jaume, Joan y Pere.
Ya en el siglo XV España se adscribe al estilo internacional (Gótico internacional), con autores como los catalanes Lluís Borrassà y Bernat Martorell. En Castilla destacan Dello Delli y Nicolás Francés.
El estilo flamenco llega a España a mediados del siglo XV, con diversas escuelas regionales: Lluís Dalmau y Jaume Huguet en Cataluña; Jacomart y Joan Rexach en Valencia; Bartolomé Bermejo en Aragón; Jorge Inglés y Fernando Gallego en Castilla.

## Renacimiento

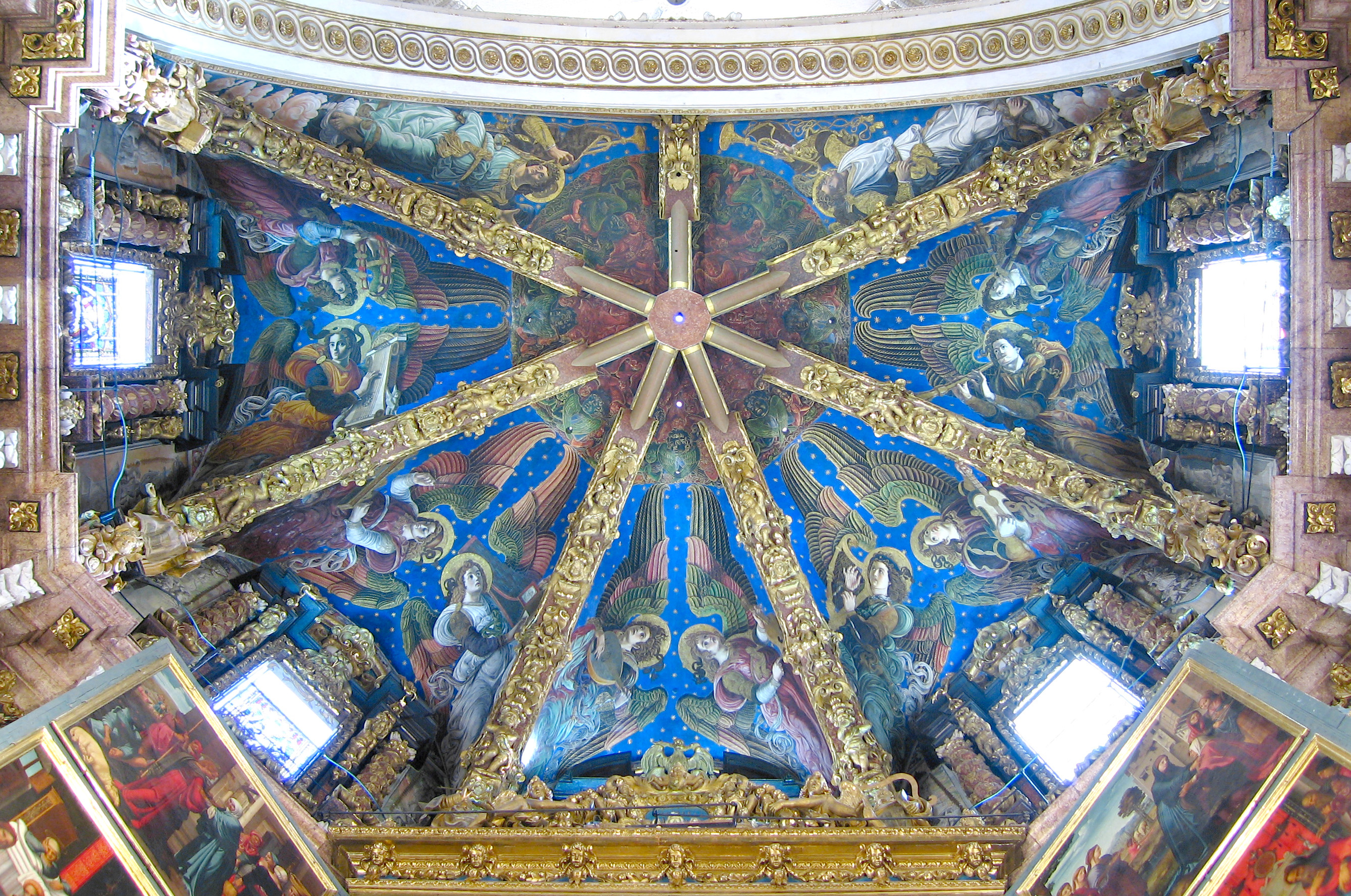
Bóveda del presbiterio de la catedral de Valencia, con frescos de Paolo de San Leocadio y Francesco Pagano, 1474.

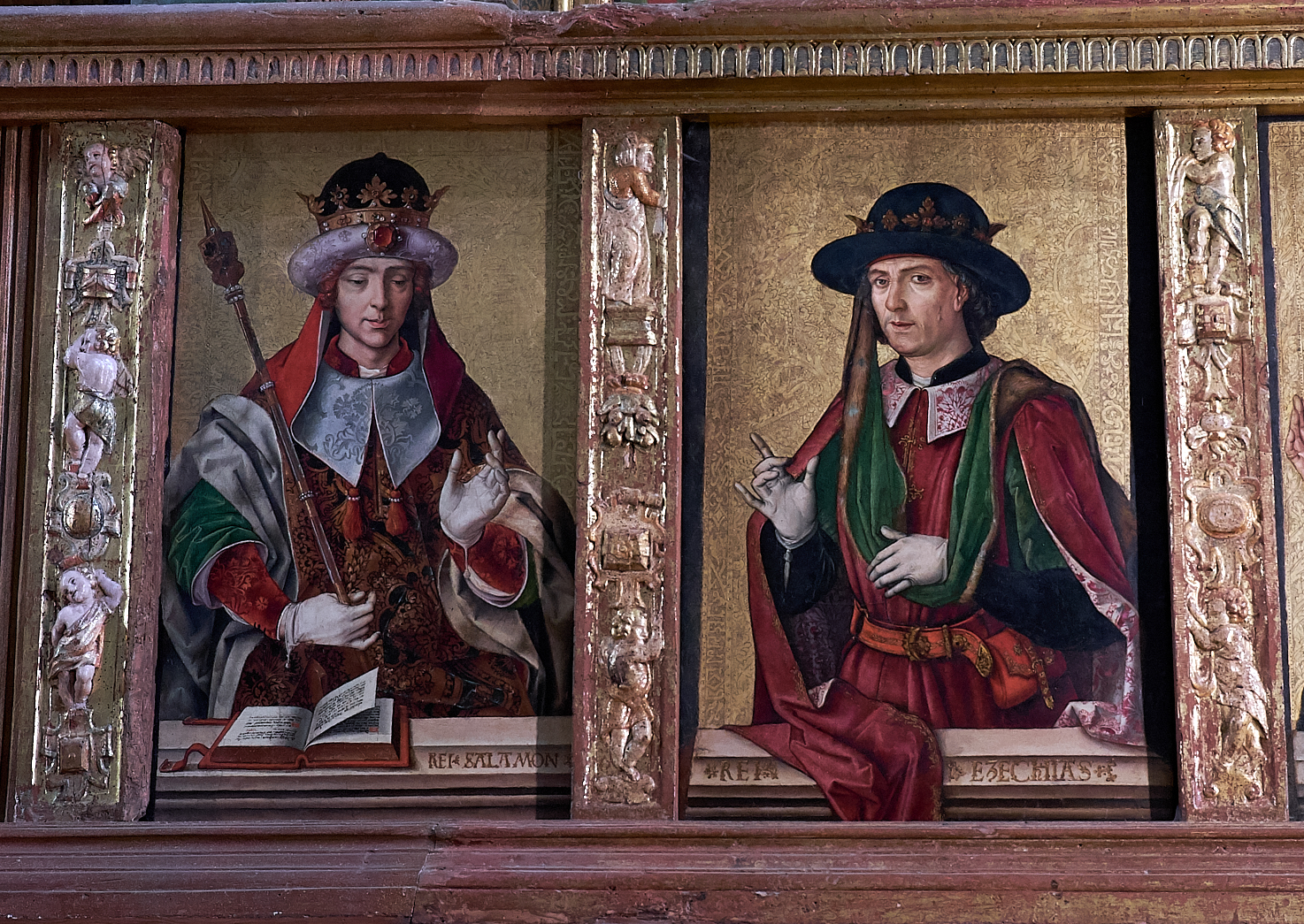
Reyes de Israel, detalle del retablo de la iglesia de Santa Eulalia (Paredes de Nava), de Pedro Berruguete.

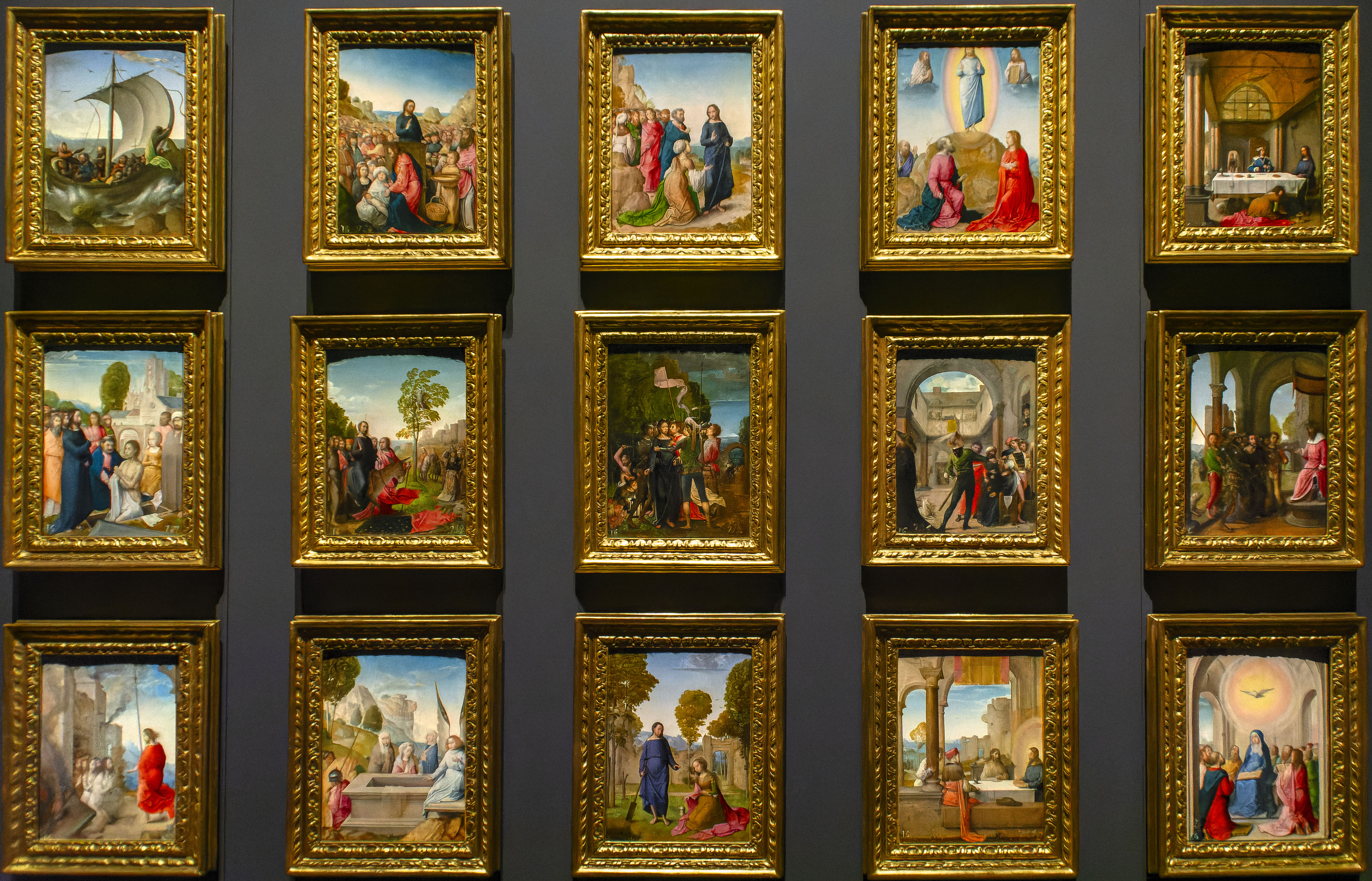
Parte de las tablas que compusieron el llamado Retablo de Isabel la Católica, de Juan de Flandes y Melchor Alemán, ca. 1496-1504.

La influencia del Renacimiento italiano en España se puede considerar iniciada en Valencia, con la llegada de Paolo de San Leocadio. Al foco valenciano pertenecen los "fernandos" del círculo leonardesco: Fernando Yáñez de la Almedina y Fernando de los Llanos. De influencia rafaelesca es Juan de Juanes.
En Castilla, Juan de Flandes y Pedro Berruguete. Su hijo, Alonso Berruguete, es ya manierista. A esta corriente manierista se adscribe el pintor extremeño Luis de Morales «el Divino» (1509-1586).
En Toledo, Juan Correa de Vivar (h. 1510-1566).
En Andalucía las principales figuras son Alejo Fernández (m. 1545) y el toledano Pedro Machuca (m. 1550).

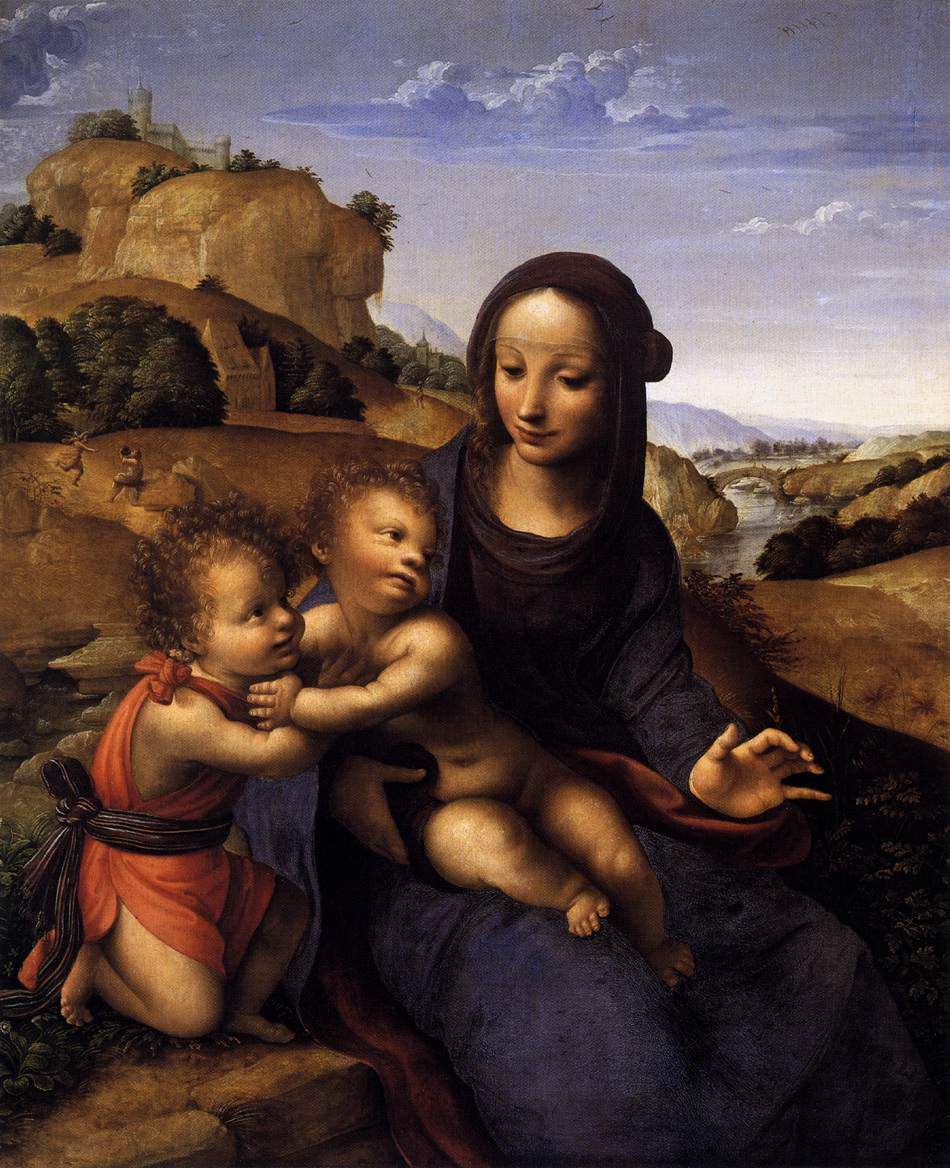
Virgen con el Niño y San Juanito, de Fernando Yáñez de la Almedina, ca. 1505.
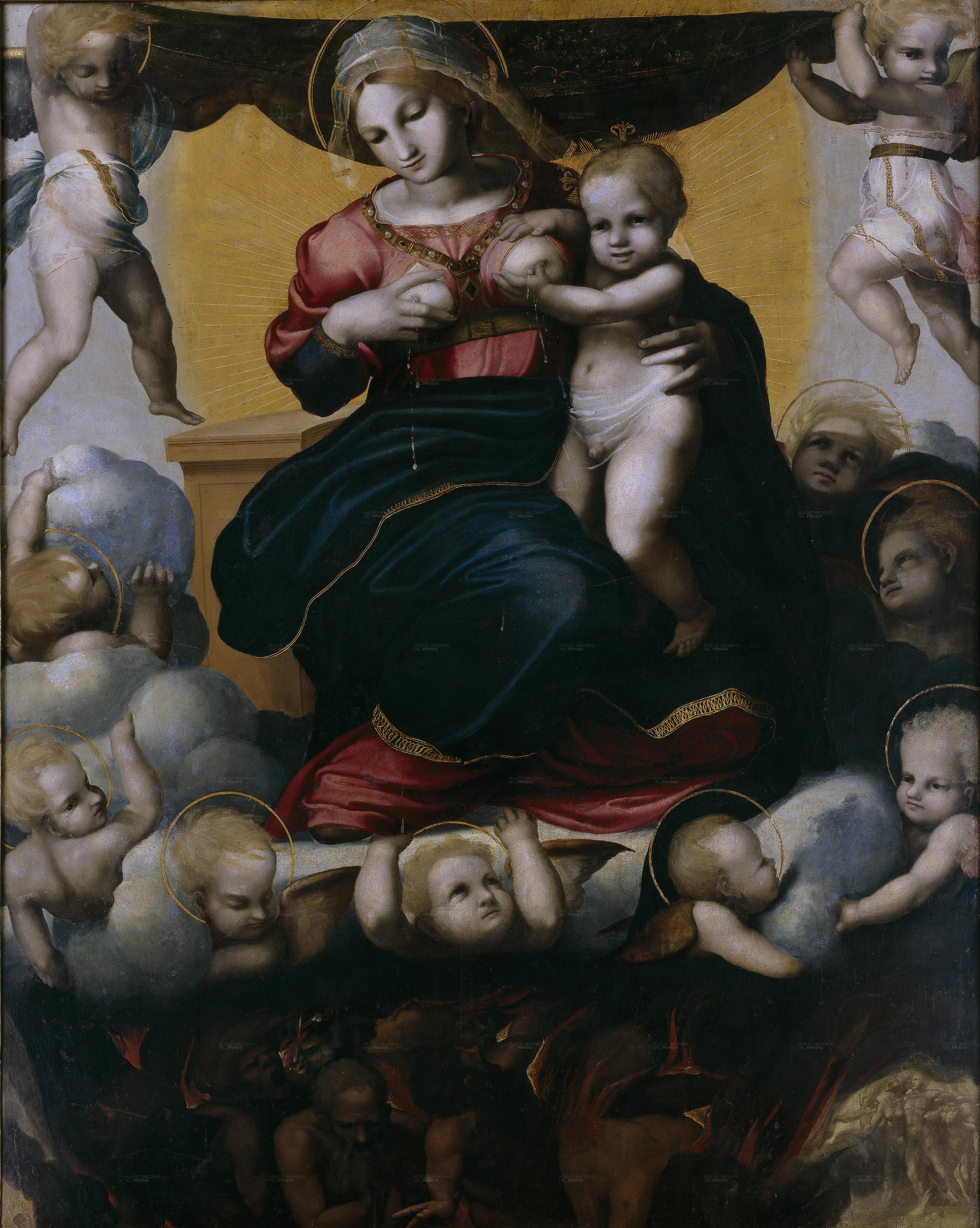
Virgen de la Leche con las ánimas del Purgatorio, de Pedro Machuca, 1517.
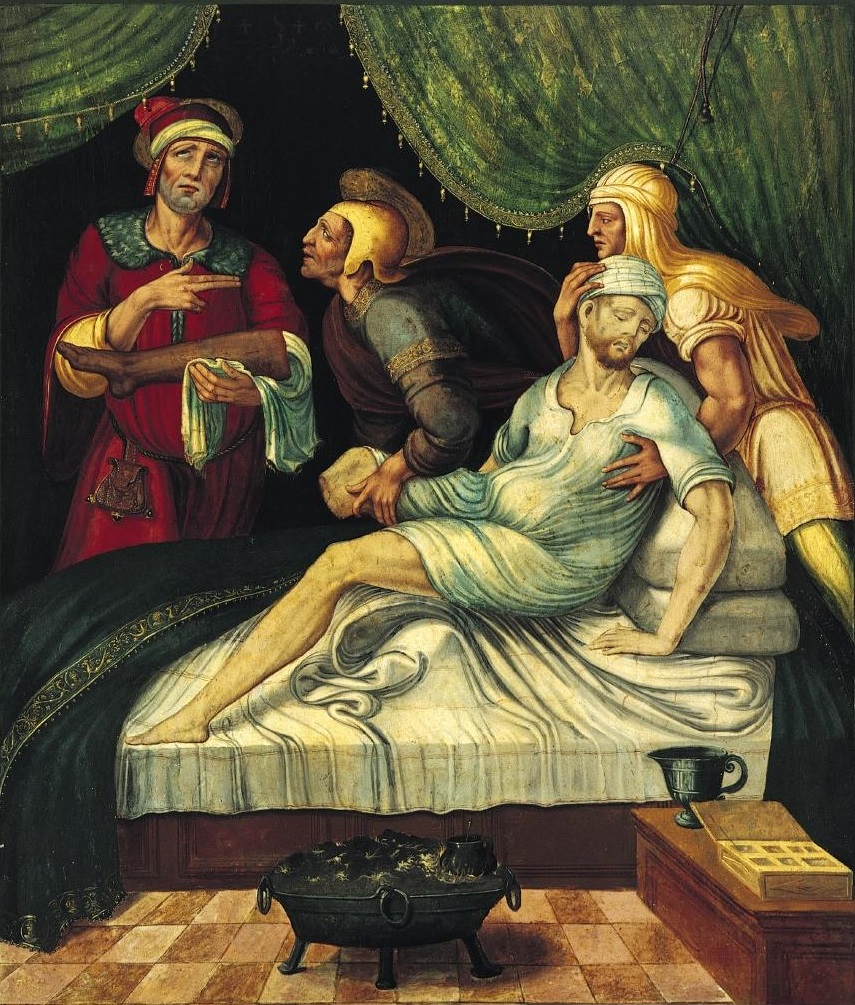
Milagro de San Cosme y San Damián, de Juan Correa de Vivar, sin datar (antes de 1566).
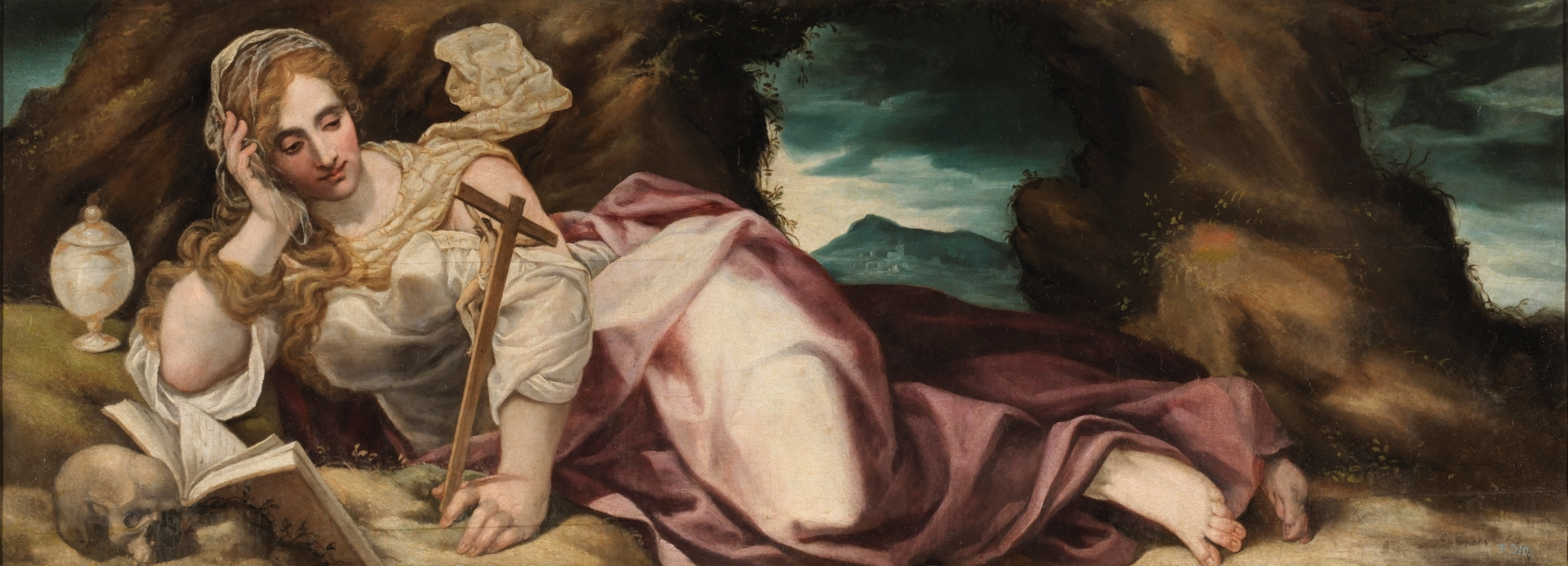
Magdalena penitente, de Gaspar Becerra, sin datar (antes de 1568).
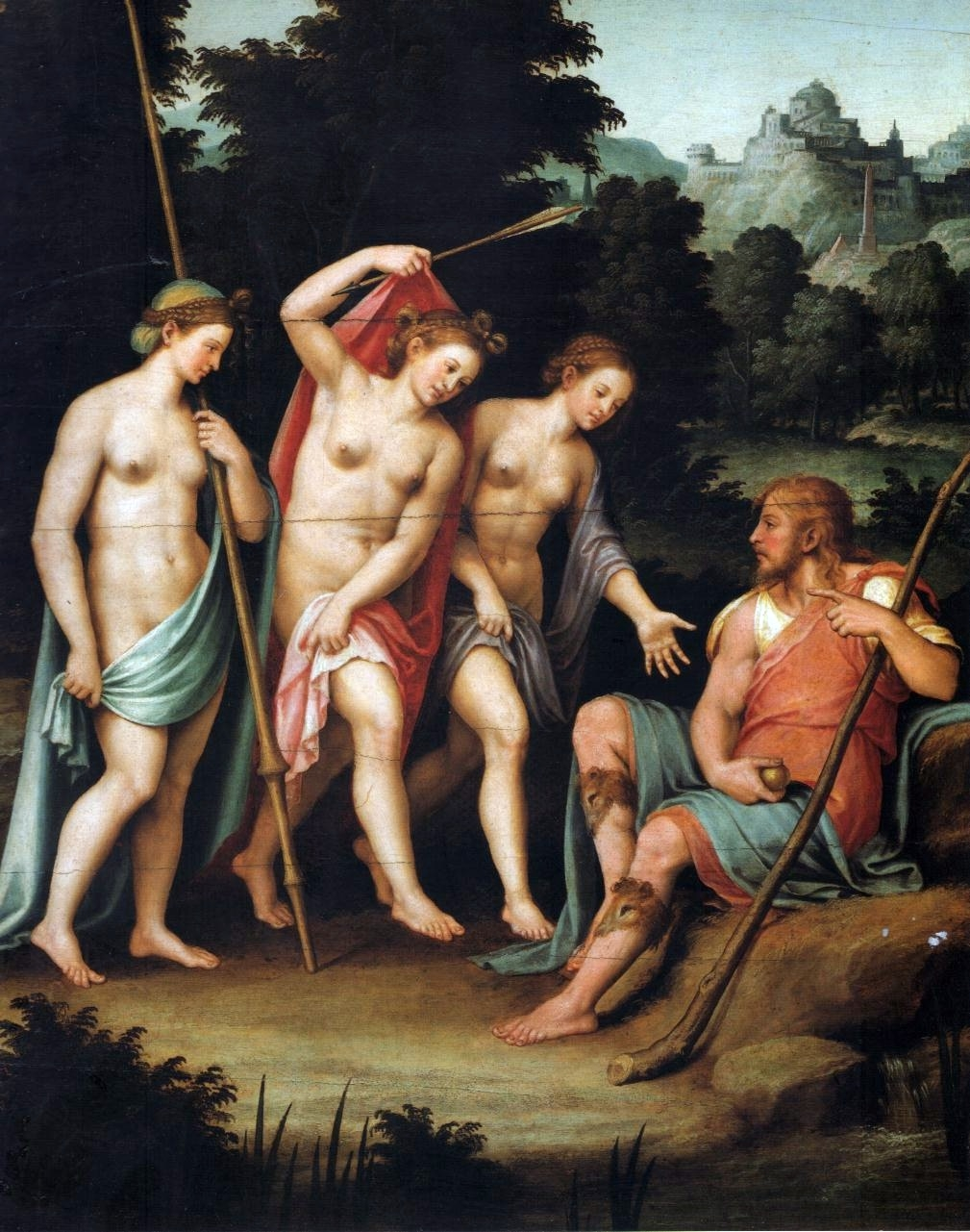
Juicio de Paris, de Juan de Juanes, sin datar (antes de 1579).
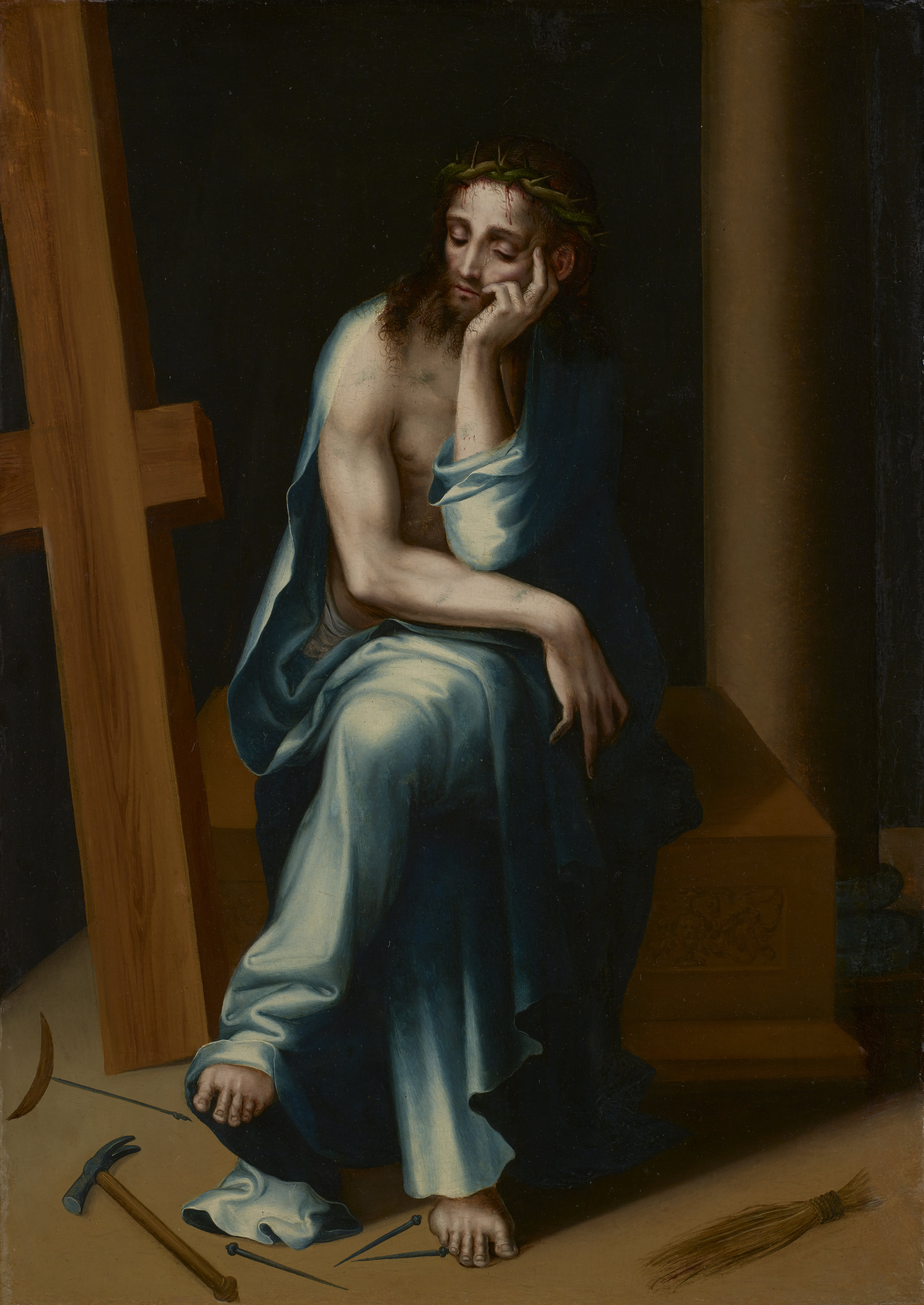
Varón de Dolores, de Luis de Morales, ca. 1560.

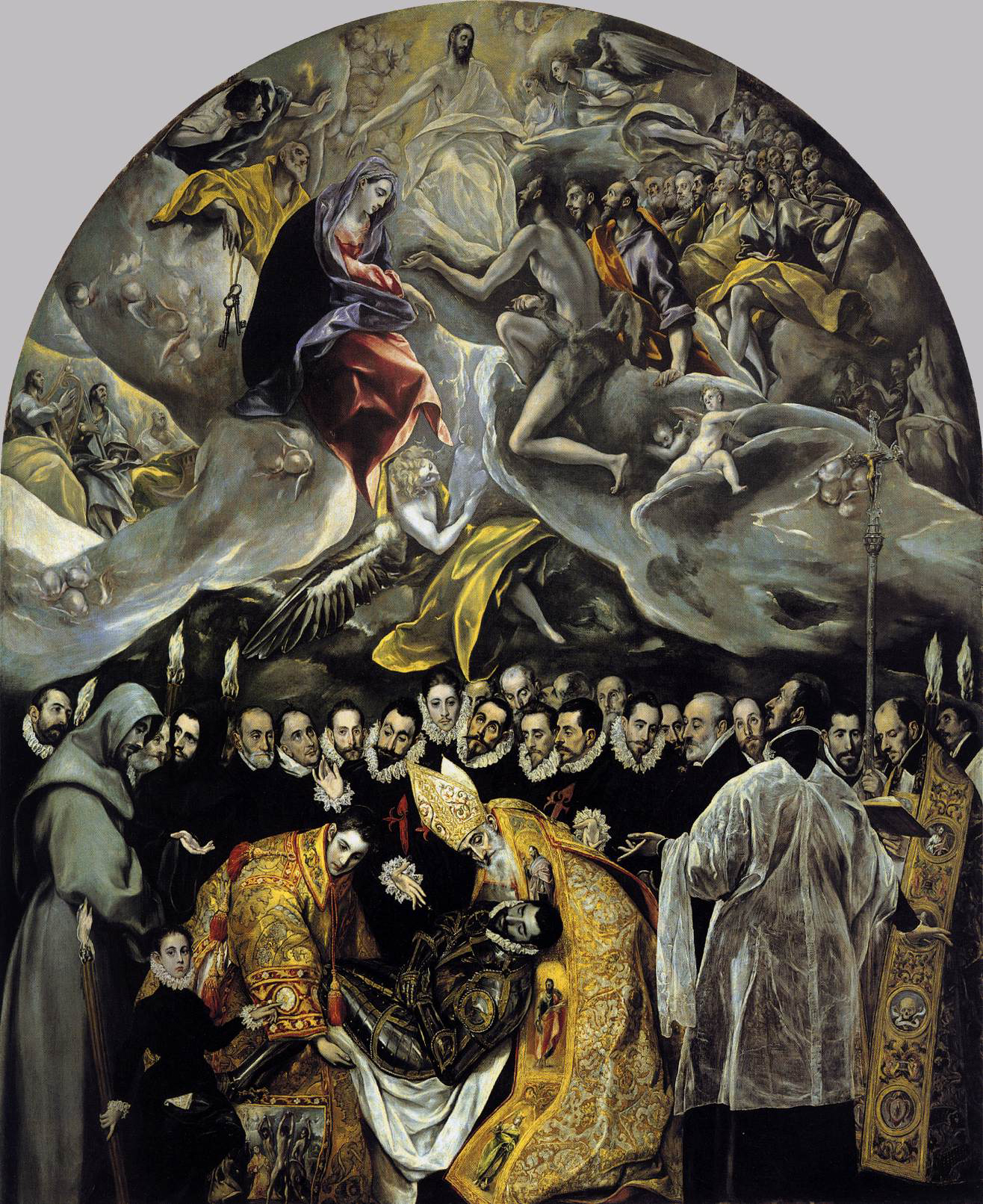
El entierro del conde de Orgaz, de El Greco, 1586-1588.

Felipe II mostró un particular gusto artístico por algunos maestros de la escuela flamenca (El Bosco) y veneciana (Tiziano), y ordenó traer a pintores italianos para trabajar en El Escorial (Luca Cambiaso, Federico Zuccaro, Pellegrino Tibaldi). En cambio, no apreció la pintura de El Greco (Domenico Theotocopuli) originario de Creta, que se afincó en Toledo, desarrollando una personalísima obra cuya reivindicación posterior le ha convertido en una de las figuras más apreciadas. La influencia de la pintura veneciana se observa en pintores como uno de los españoles preferidos del rey, Juan Fernández de Navarrete el Mudo (1526-1579); y algunos de sus rasgos (colorismo, pincelada "veneciana" -suelta o "de mancha"-) seguirán caracterizando a los más importantes pintores de la escuela española en los siglos sucesivos. En la corte de Felipe II destacaron los retratistas Alonso Sánchez Coello (1531-1588) y su discípulo Juan Pantoja de la Cruz (1553-1608), además de la italiana Sofonisba Anguissola.

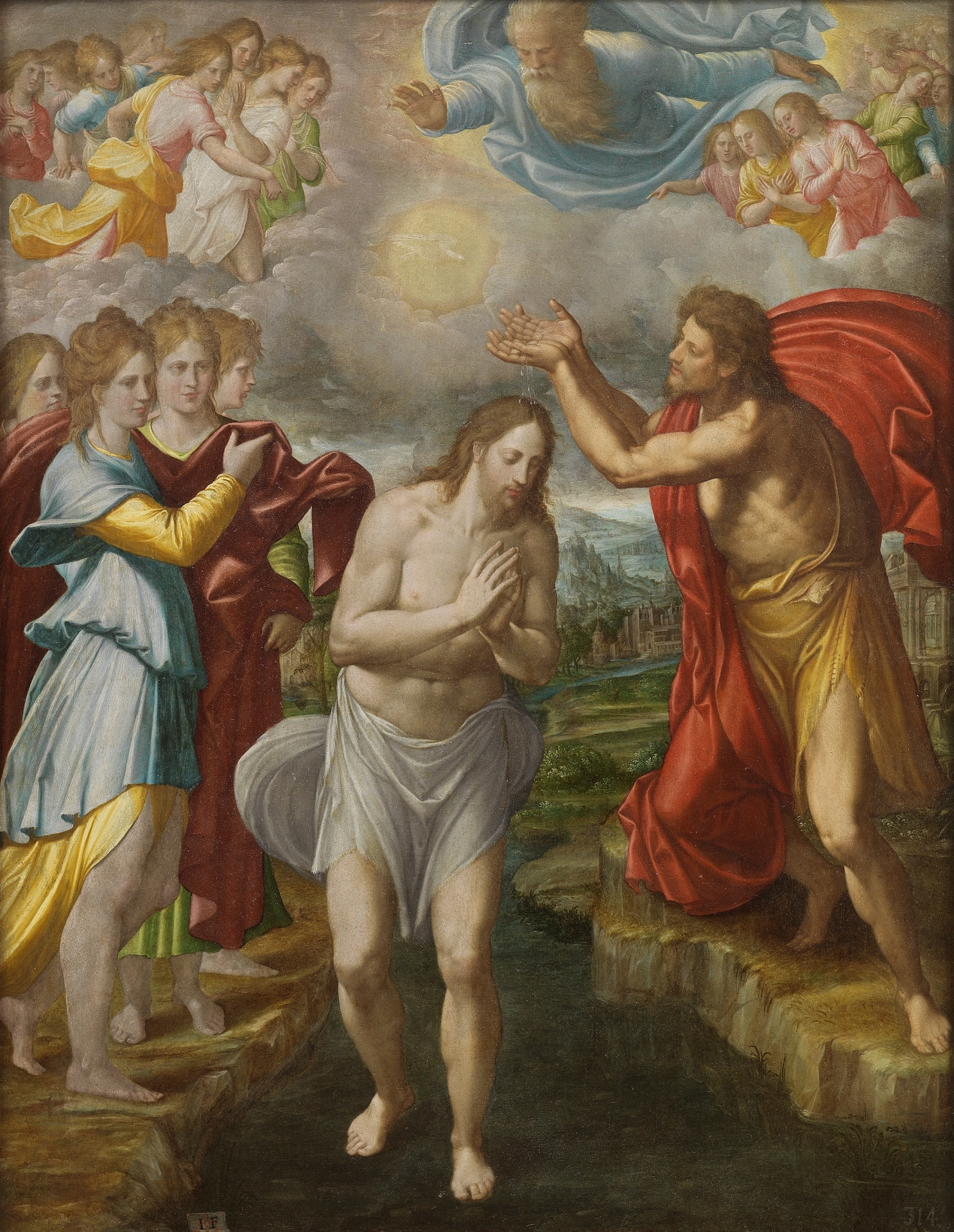
El Bautismo de Cristo, de Navarrete el Mudo, sin datar (antes de 1578).
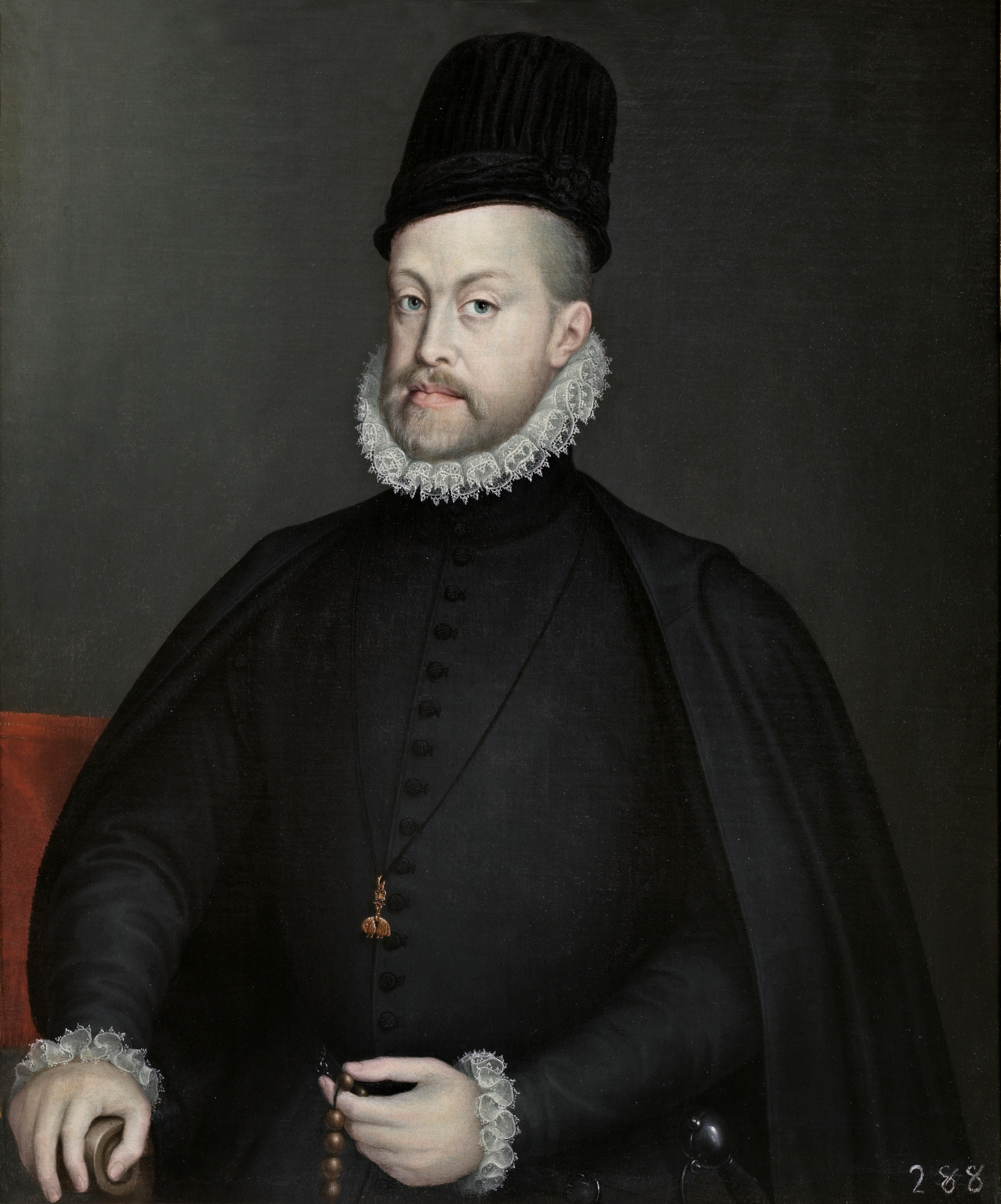
Retrato de Felipe II, de Sofonisba Anguissola, 1573.
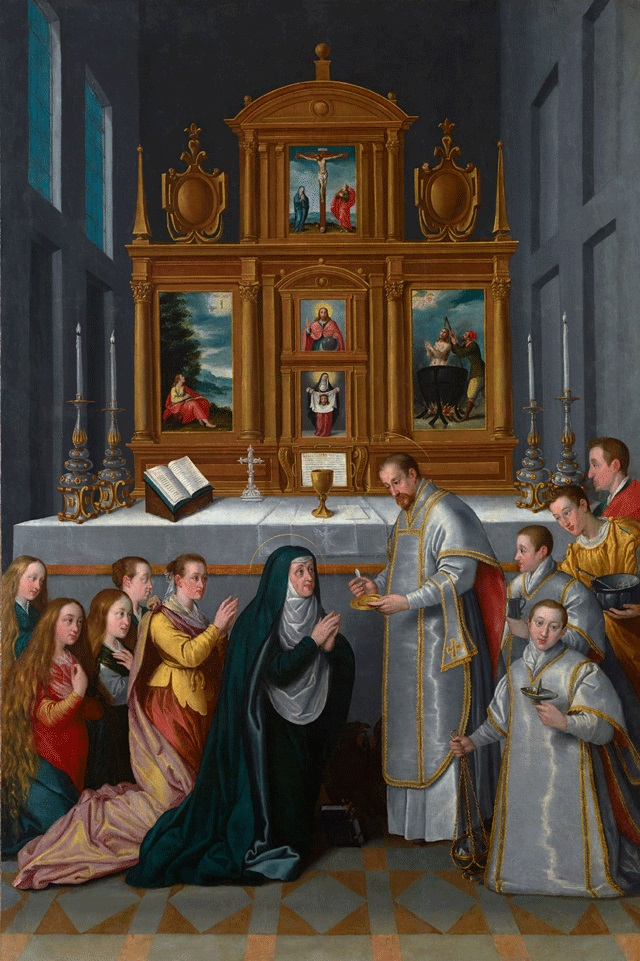
La comunión de la Virgen o La familia del archiduque Carlos de Estiria, atribuido a Juan Pantoja de la Cruz, ca. 1600 (Monasterio de las Descalzas Reales, Madrid).

La transición entre el Manierismo y el Barroco puede ejemplificarse con Juan de Roelas (quizá de origen flamenco, activo en Valladolid, Sevilla y Madrid), en el foco sevillano con Francisco Pacheco (maestro de Velázquez y amigo del Greco), y en el valenciano con Francisco Ribalta (cuya influencia en Ribera no se ha llegado a determinar).

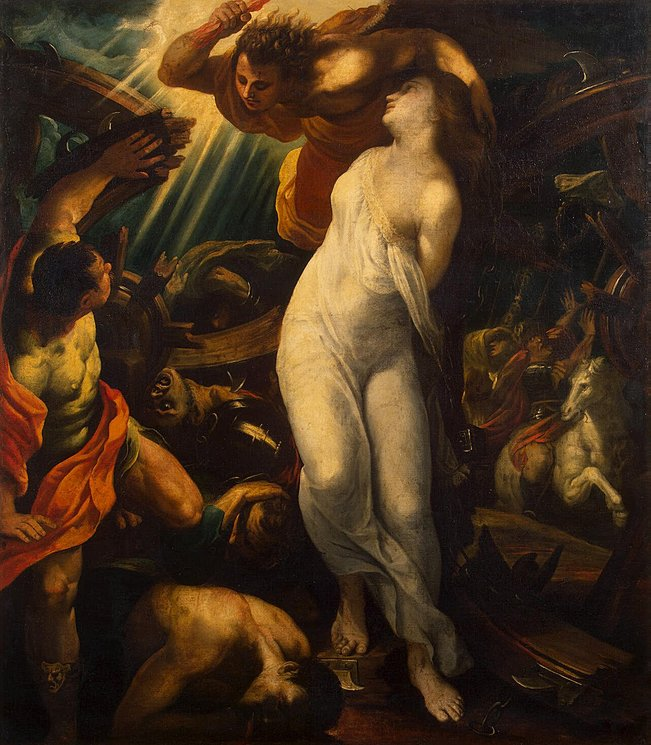
Santa Catalina, de Francisco Ribalta, ca. 1600.
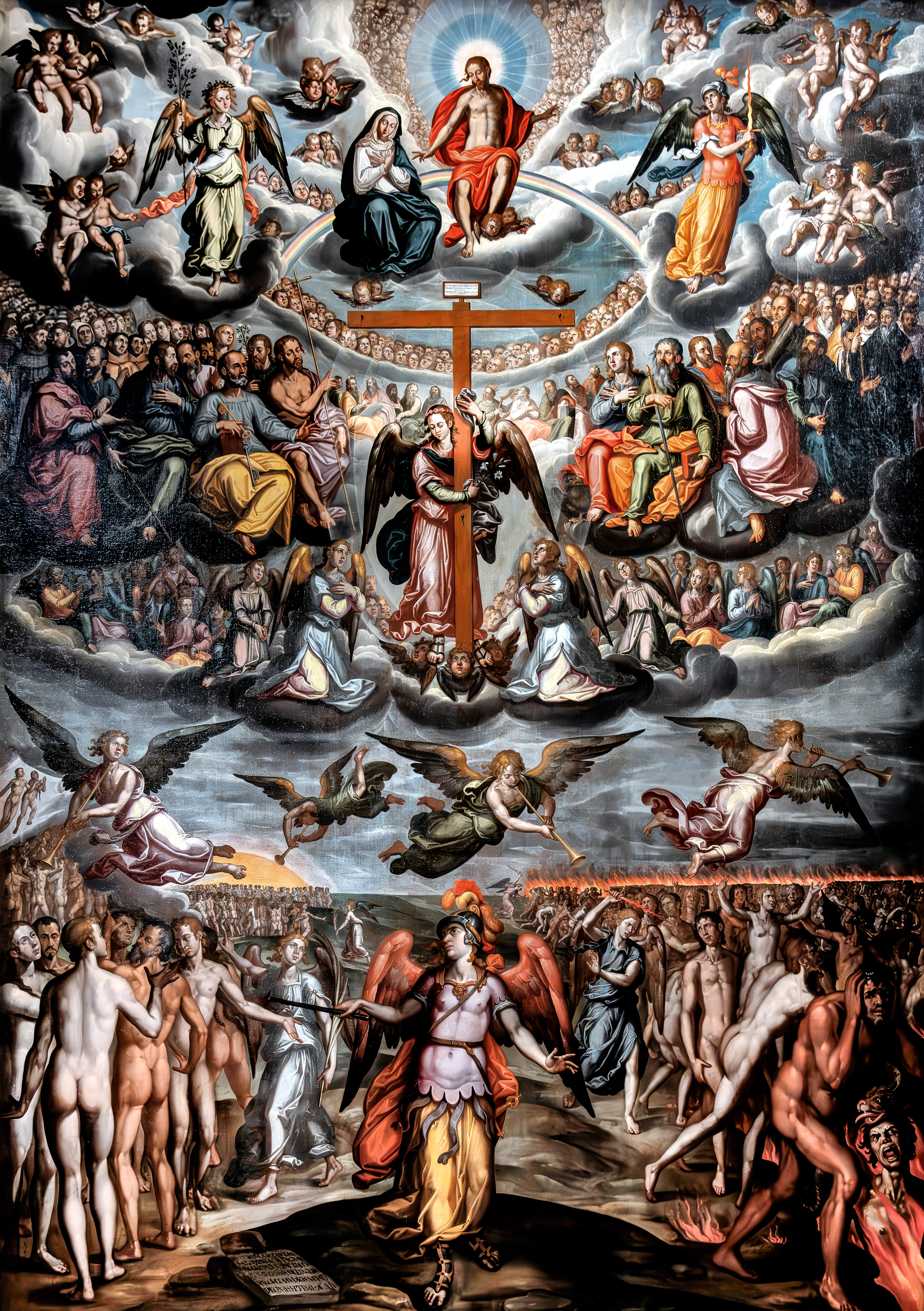
El Juicio Final, de Francisco Pacheco, 1614.
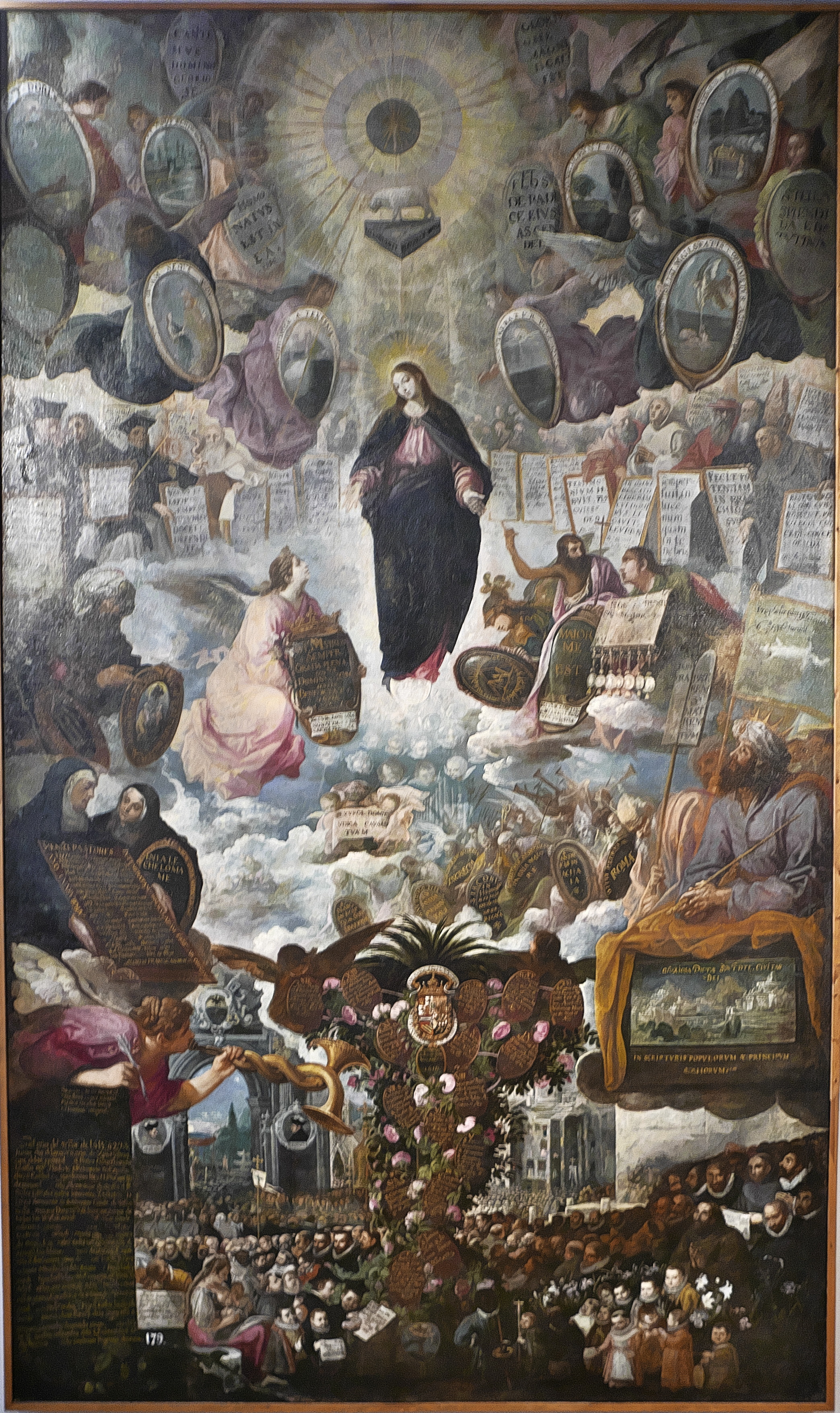
Alegoría de la Virgen Inmaculada, de Juan de Roelas, 1616.

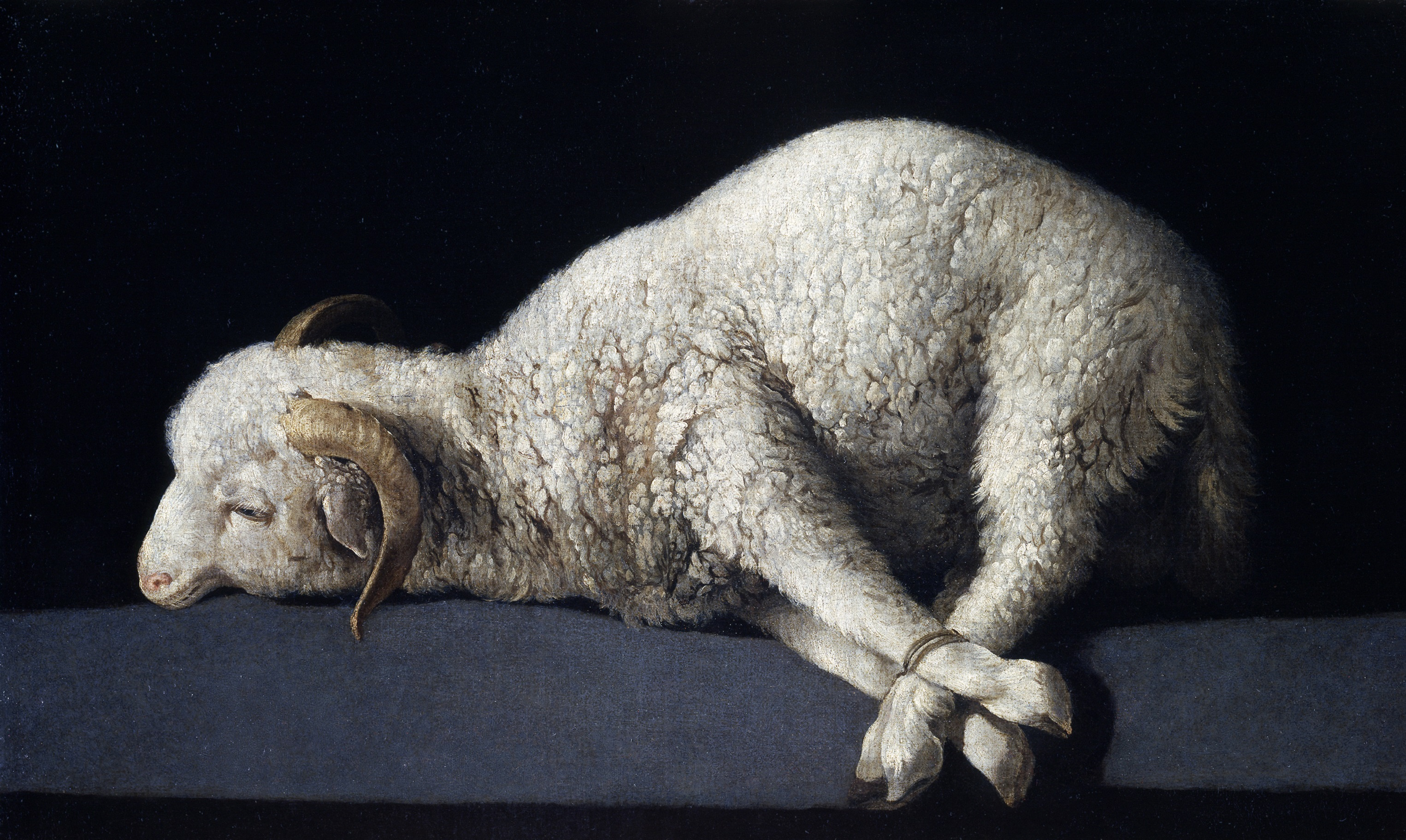
Agnus Dei, de Francisco de Zurbarán, 1635 (versión del Museo del Prado).

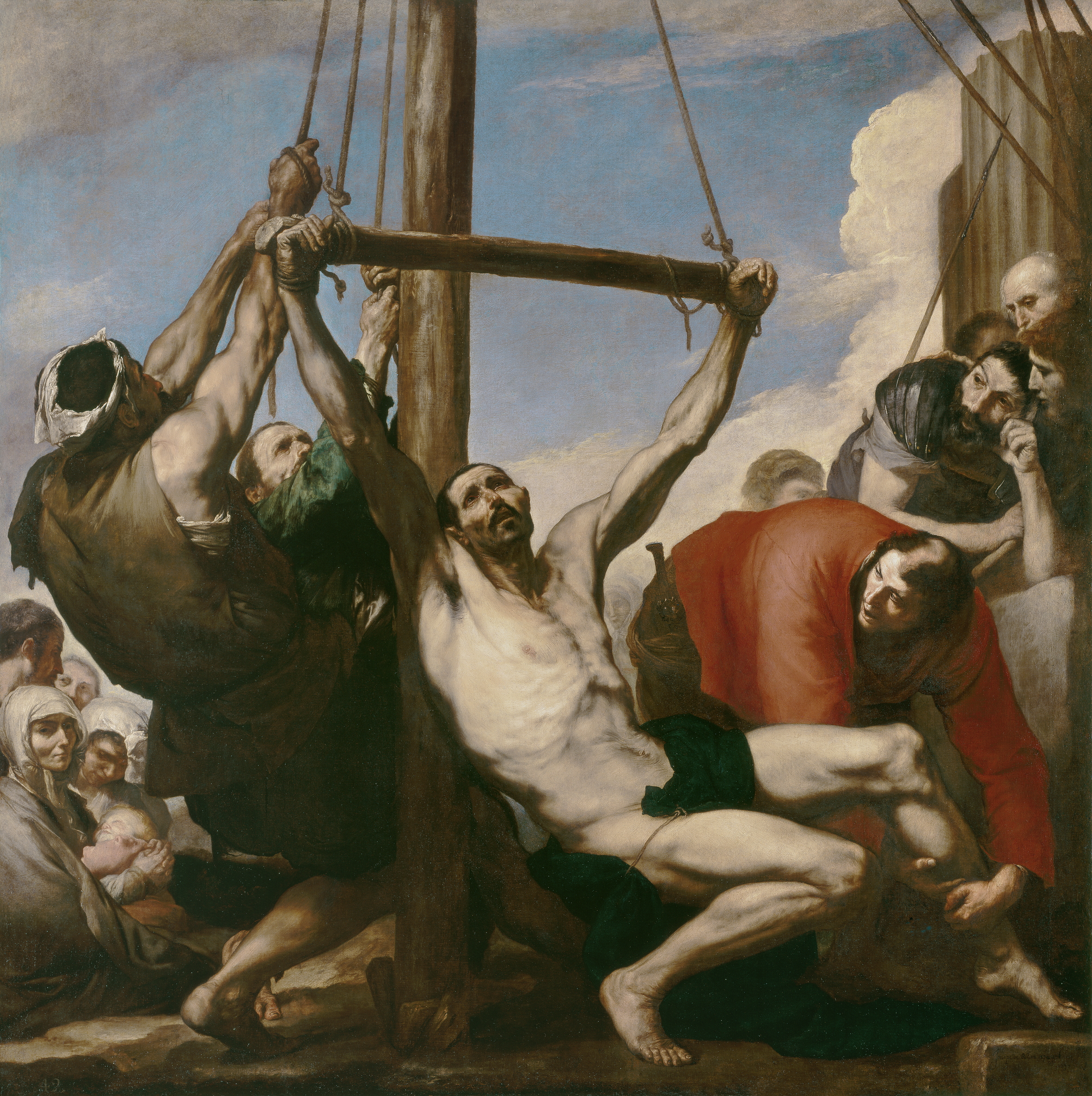
Martirio de san Felipe, de José de Ribera, 1639.

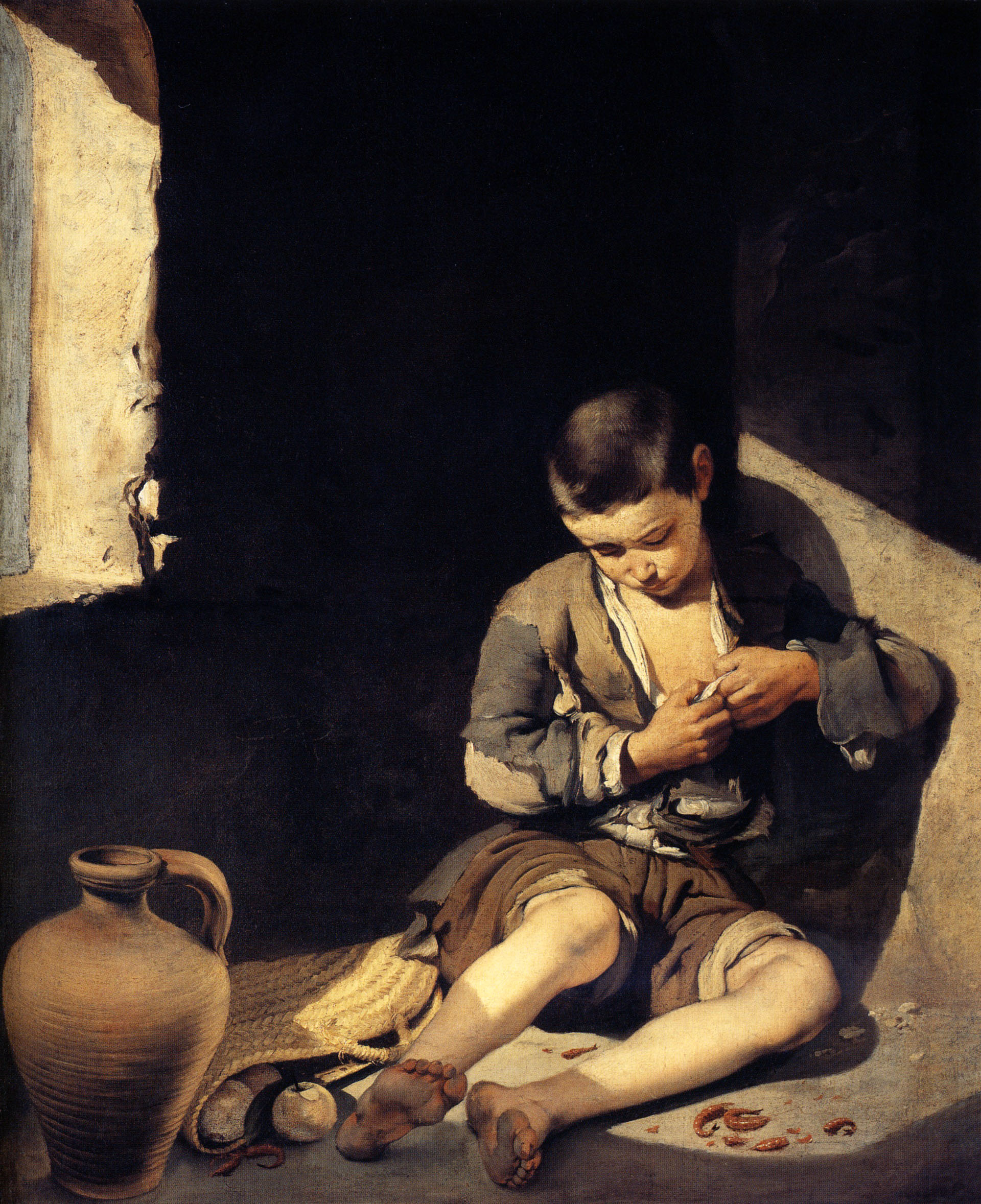
Joven mendigo, de Bartolomé Esteban Murillo, ca. 1645-1650.

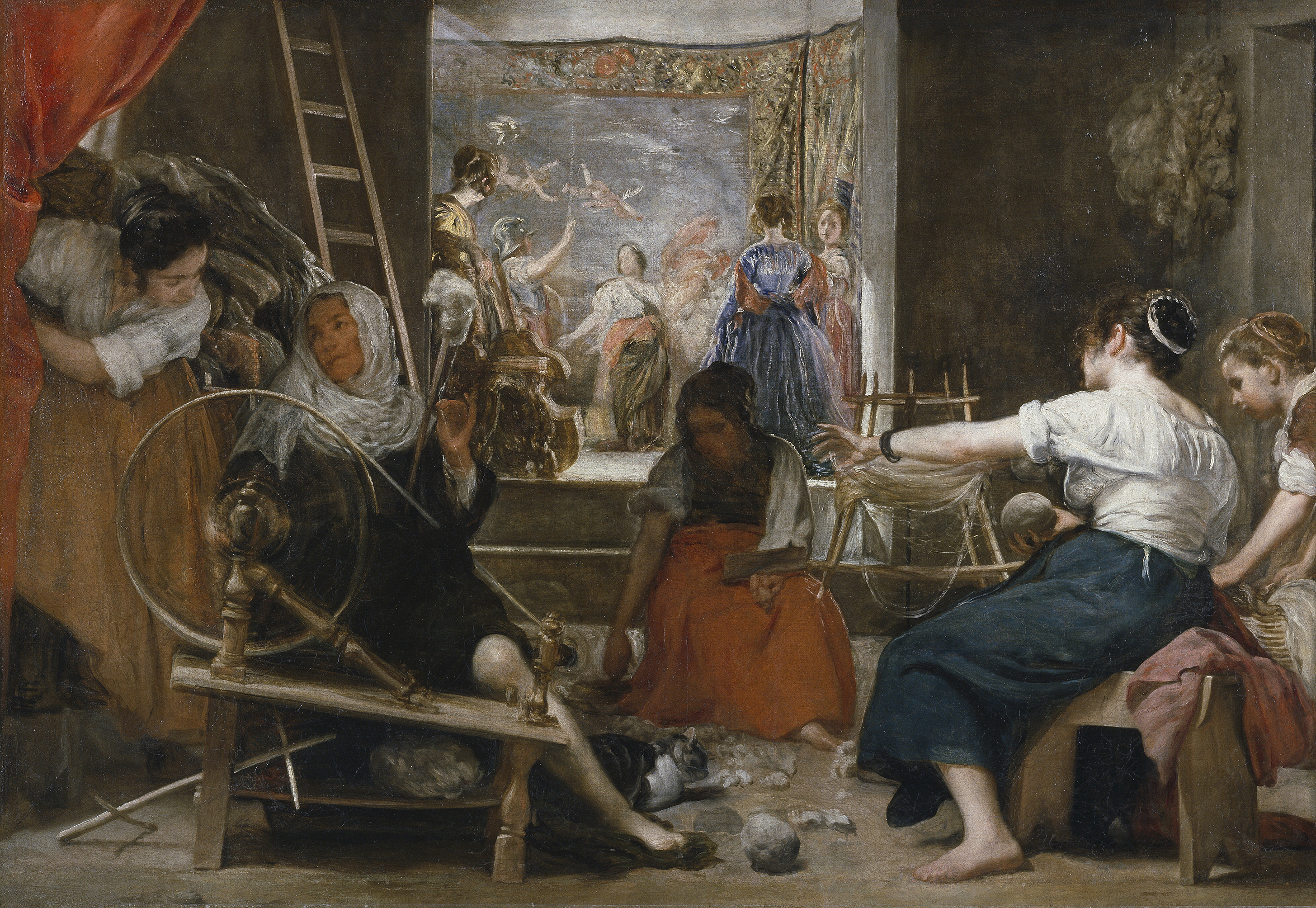
La fábula de Aracne o Las hilanderas, de Diego Velázquez, ca. 1655-1660.

## Barroco
El Barroco supuso un momento culminante tanto en la pintura española como en todas las otras artes (Siglo de Oro). Fue fundamental el papel de la pintura en el programa artístico de la corte de Felipe IV. Géneros muy tratados en la pintura barroca de España son la pintura religiosa, los bodegones y los retratos. Se recibe la influencia del tenebrismo italiano (Caravaggio) y de la pintura flamenca (Rubens), y se evoluciona en estilos personales de cada uno de los principales maestros: José de Ribera "el Españoleto", Francisco de Zurbarán, Diego Velázquez o Bartolomé Esteban Murillo.
Entre la amplísima nómina de destacados pintores españoles del siglo XVII figuran Juan Bautista Maíno, Alonso Cano, Juan van der Hamen y León, Antonio de Pereda, Francisco Rizi, Juan Carreño de Miranda, Juan de Valdés Leal, Mateo Cerezo, Claudio Coello, etc.

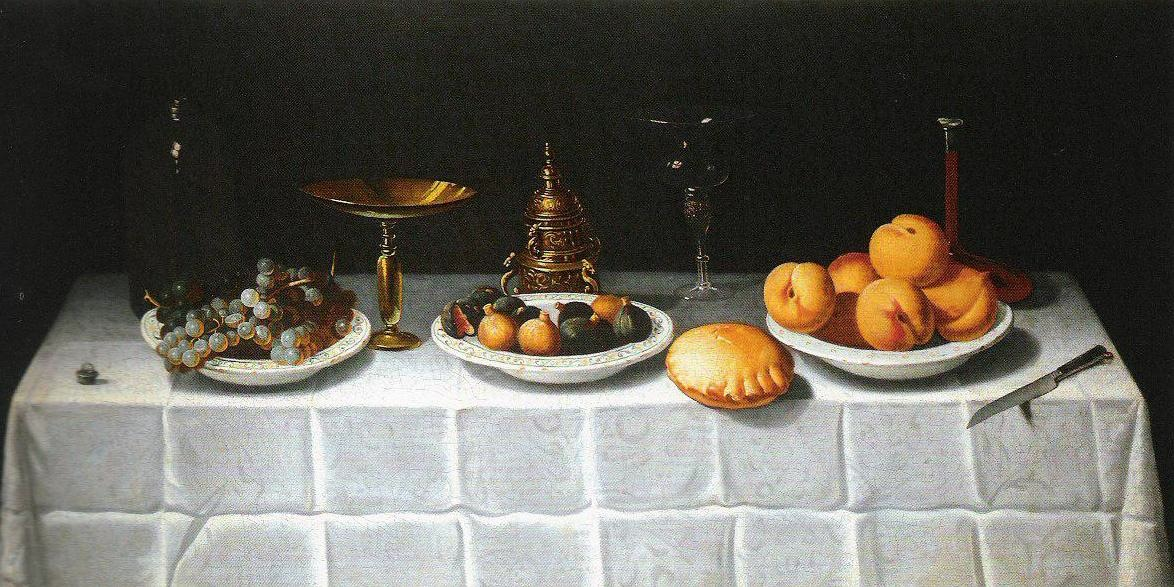
Bodegón, de Juan van der Hamen y León, sin datar.
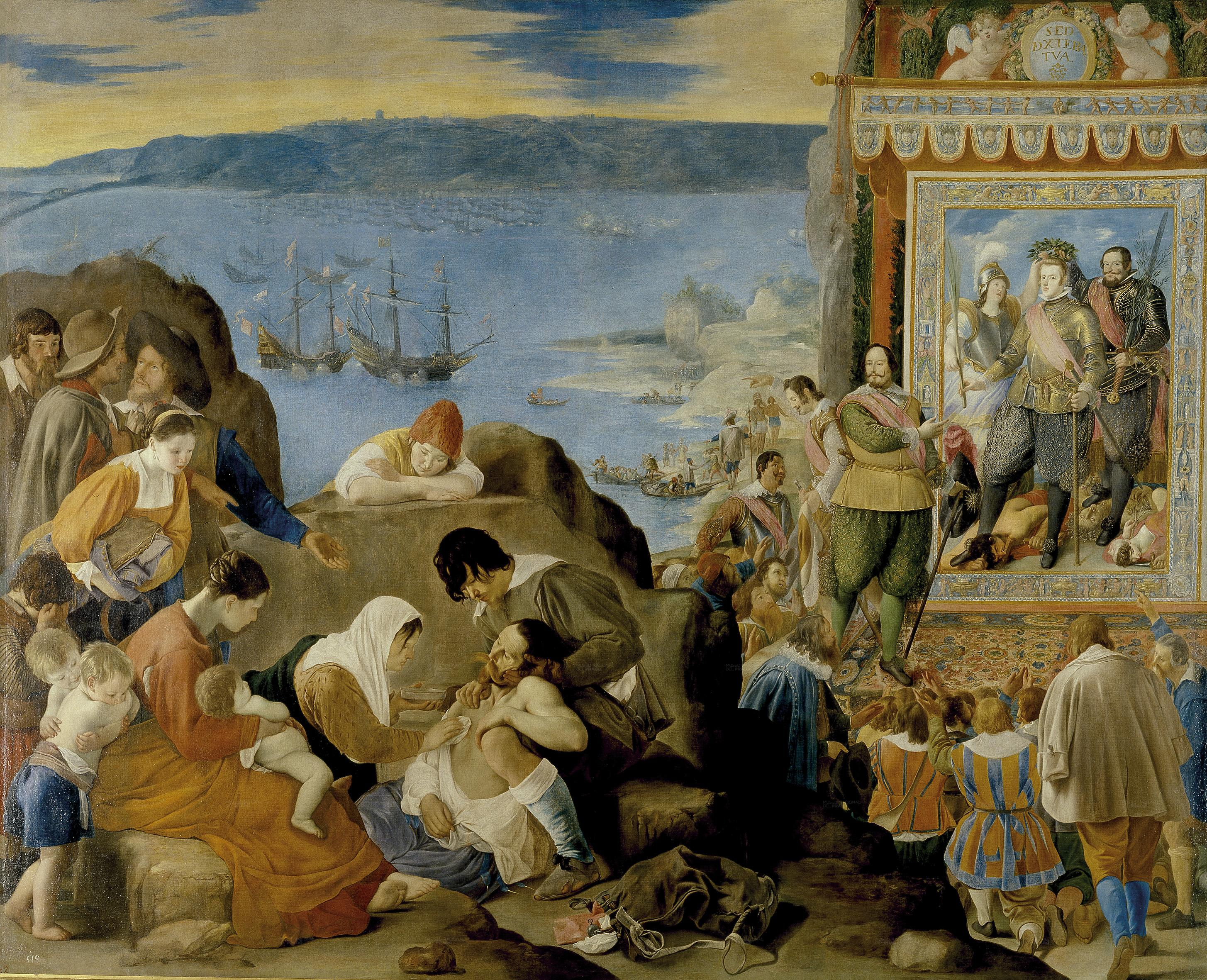
La recuperación de Bahía, de Juan Bautista Maíno, 1635.
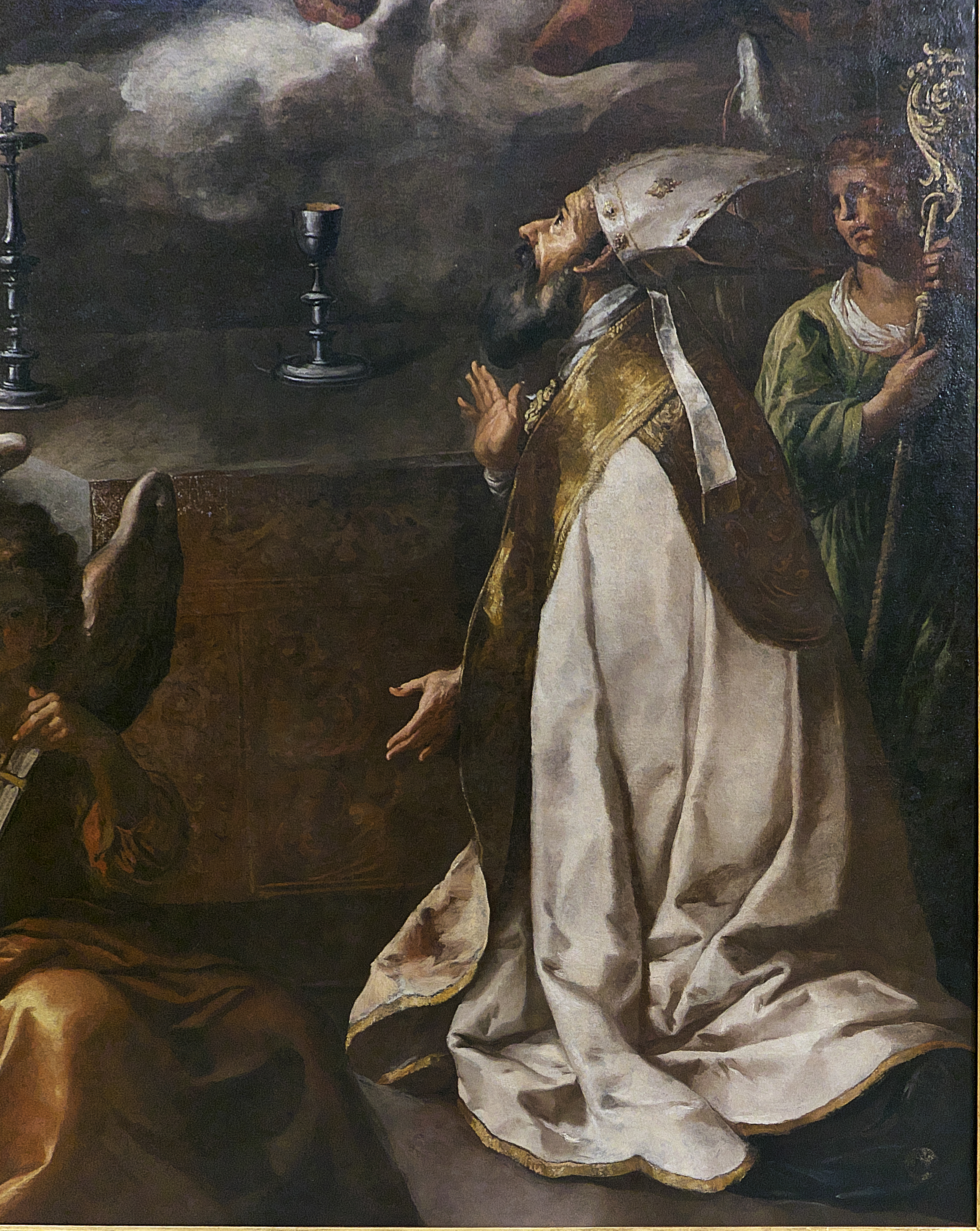
Detalle de Visión de San Basilio, de Herrera el Viejo, ca. 1638-1639.
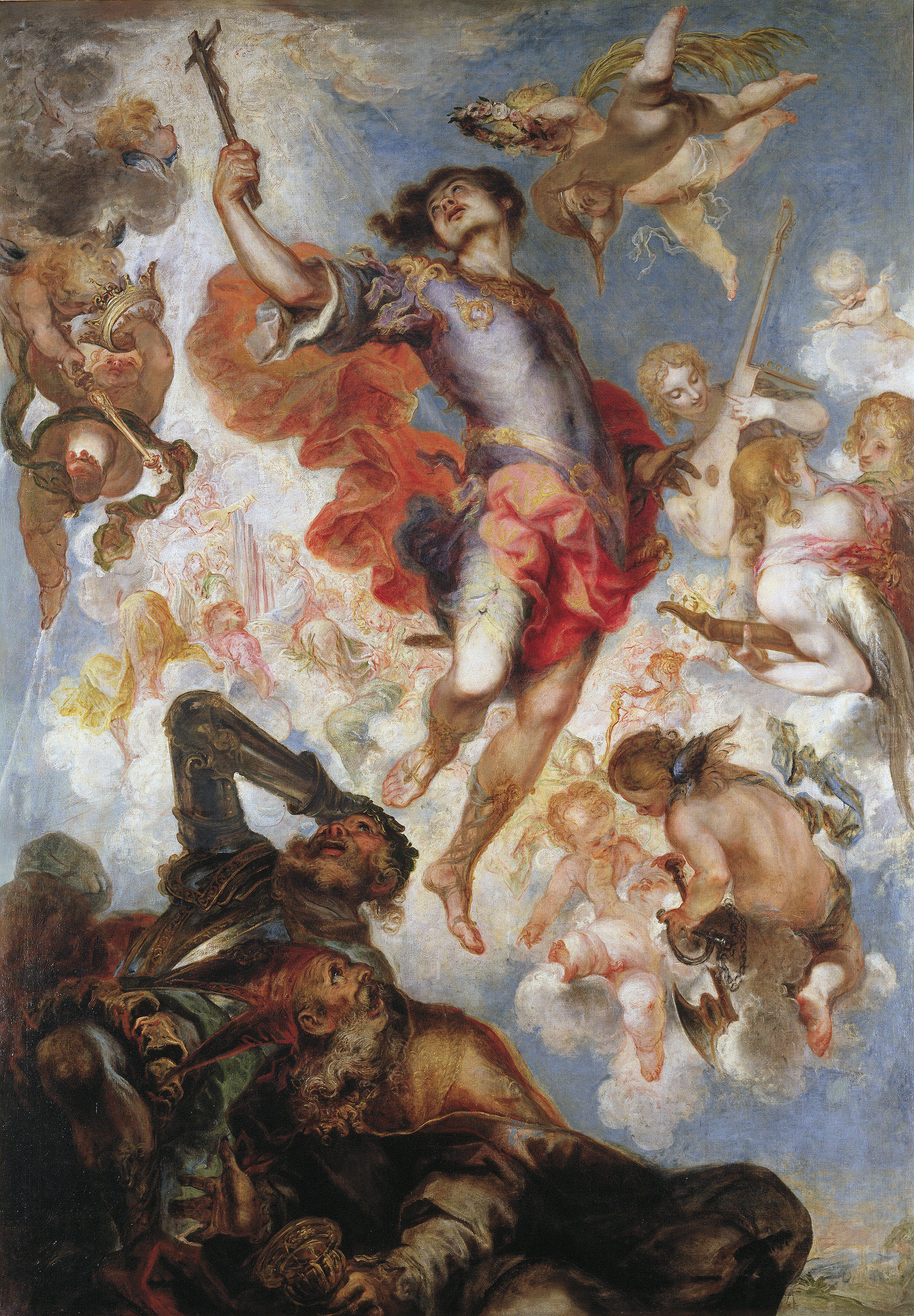
Triunfo de San Hermenegildo, de Herrera el Mozo, 1654.

Dos pintores con estilo propio fueron Francisco Herrera el Viejo y Francisco Herrera el Mozo. Herrera el Viejo marcó la transición entre el Manierismo y el Barroco; y, quizá brevemente, tuvo como discípulos a dos grandes de la escuela sevillana (Alonso Cano y Velázquez, quienes tuvieron mayor formación con Pacheco). Su hijo, Herrera el Mozo, enemistado con su padre, marchó muy joven a Italia; y al volver fundó en 1660 (junto con Murillo, Valdés Leal y otros) la Escuela que terminó convirtiéndose en Real Academia de Bellas Artes de Sevilla.

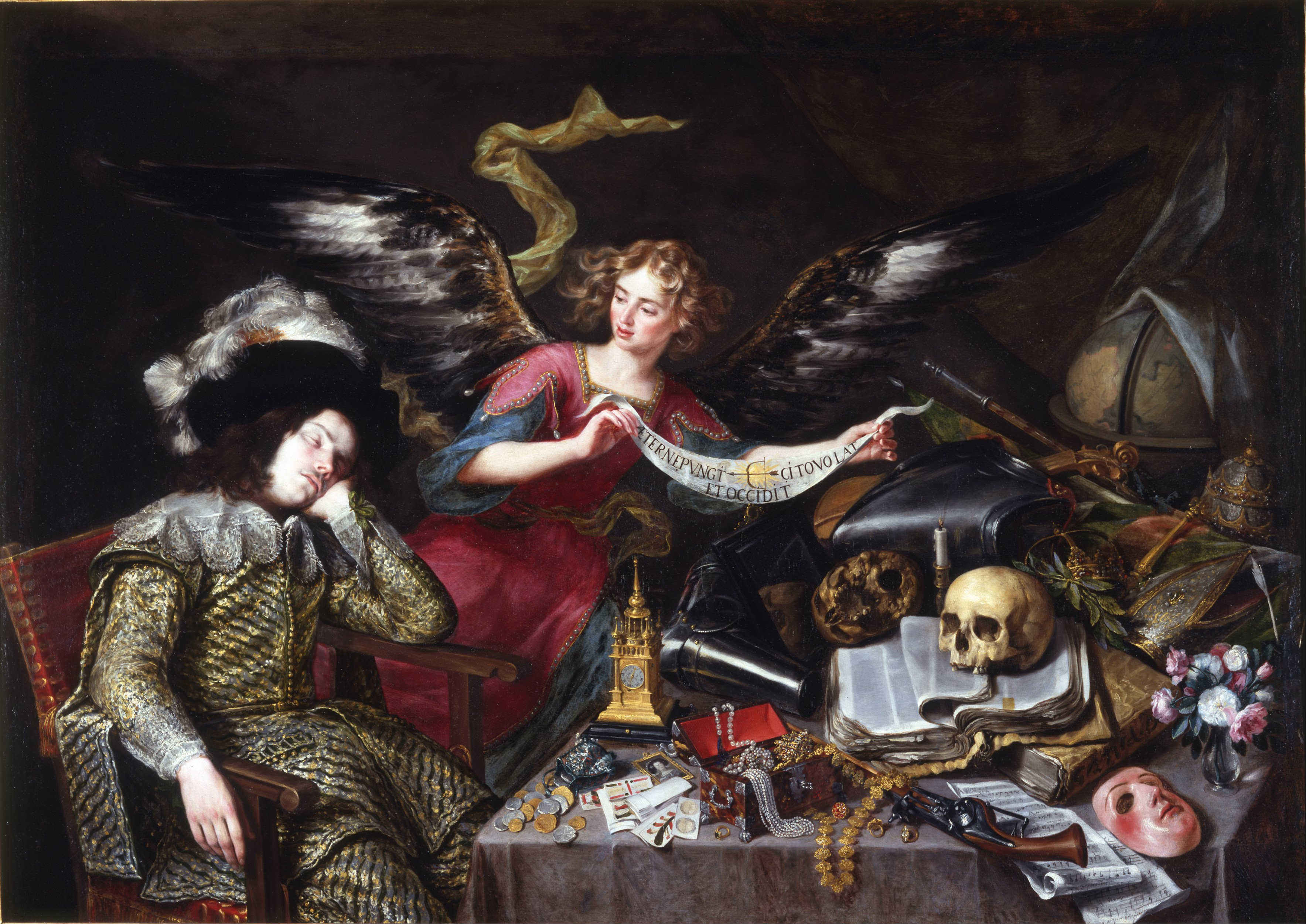
El sueño del caballero, de Antonio de Pereda, ca. 1650.
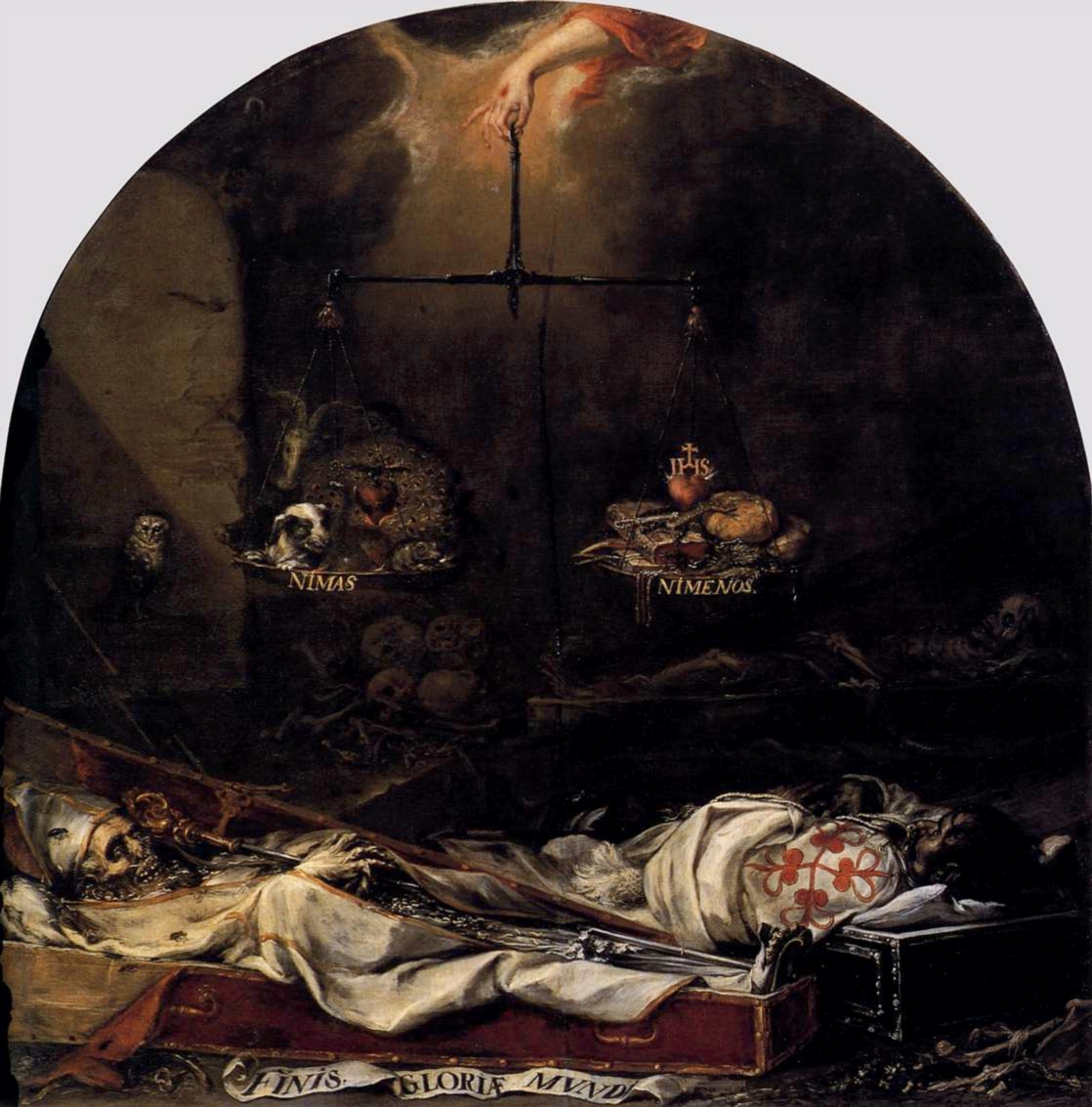
Finis gloriae mundi de Juan de Valdés Leal, 1672 (Hospital de la Caridad, Sevilla).
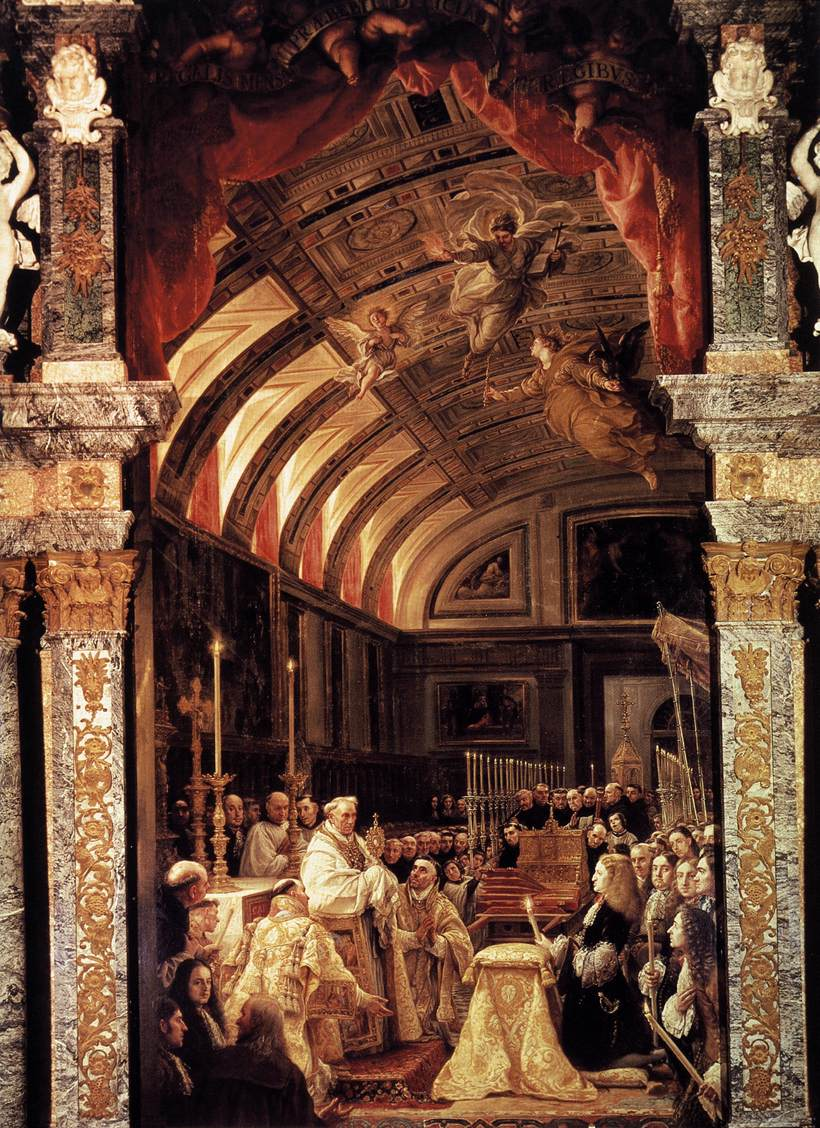
Carlos II adorando la Sagrada Forma, de Claudio Coello, ca. 1685-1690
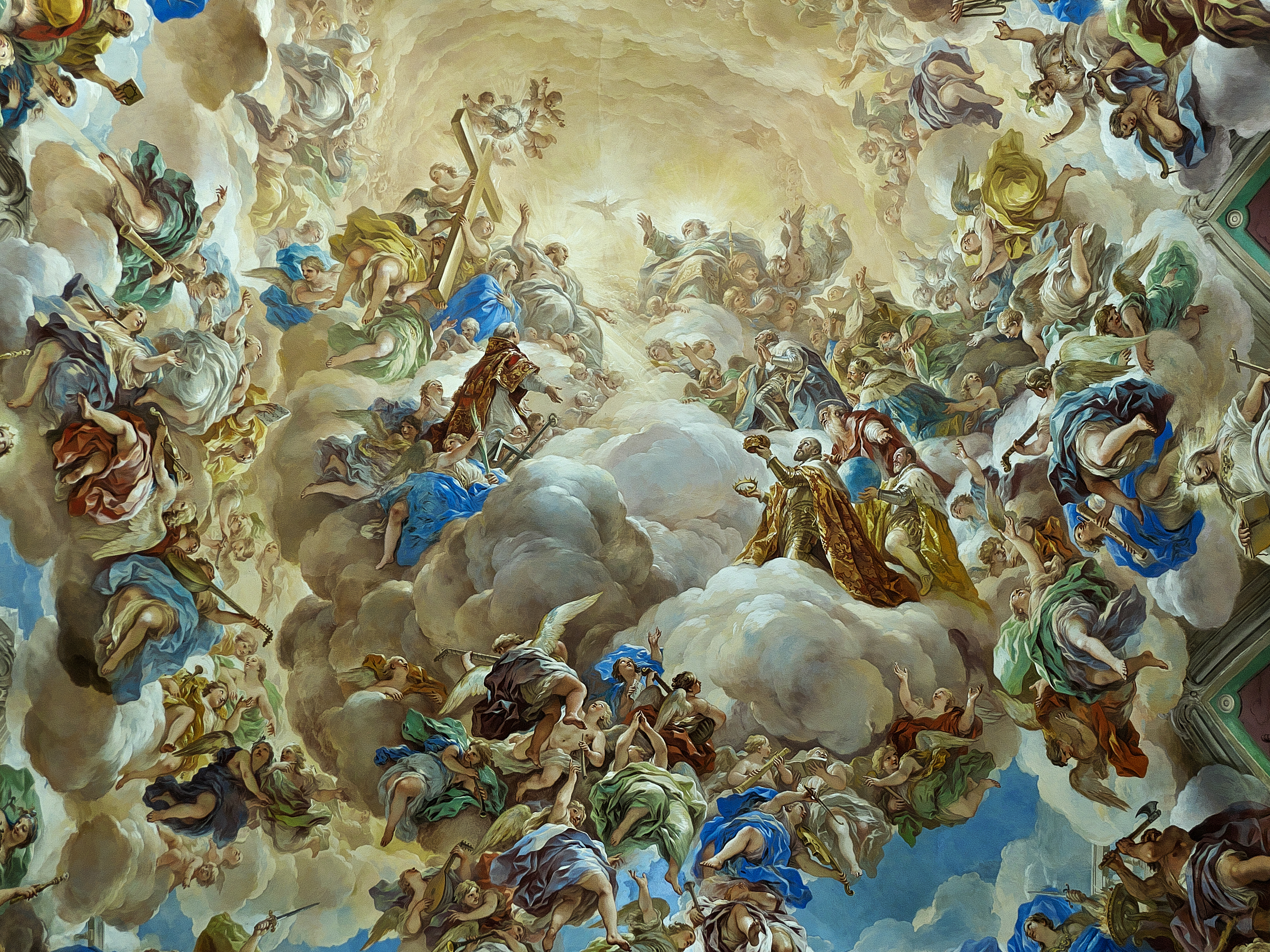
Gloria de la Monarquía Hispánica, de Luca Giordano (frescos de la escalera principal de El Escorial), 1692-1693.

En la última década del siglo trabajó en España el prolífico pintor napolitano Luca Giordano (cuyo nombre se castellanizó como Lucas Jordán).

## SigloXVIII

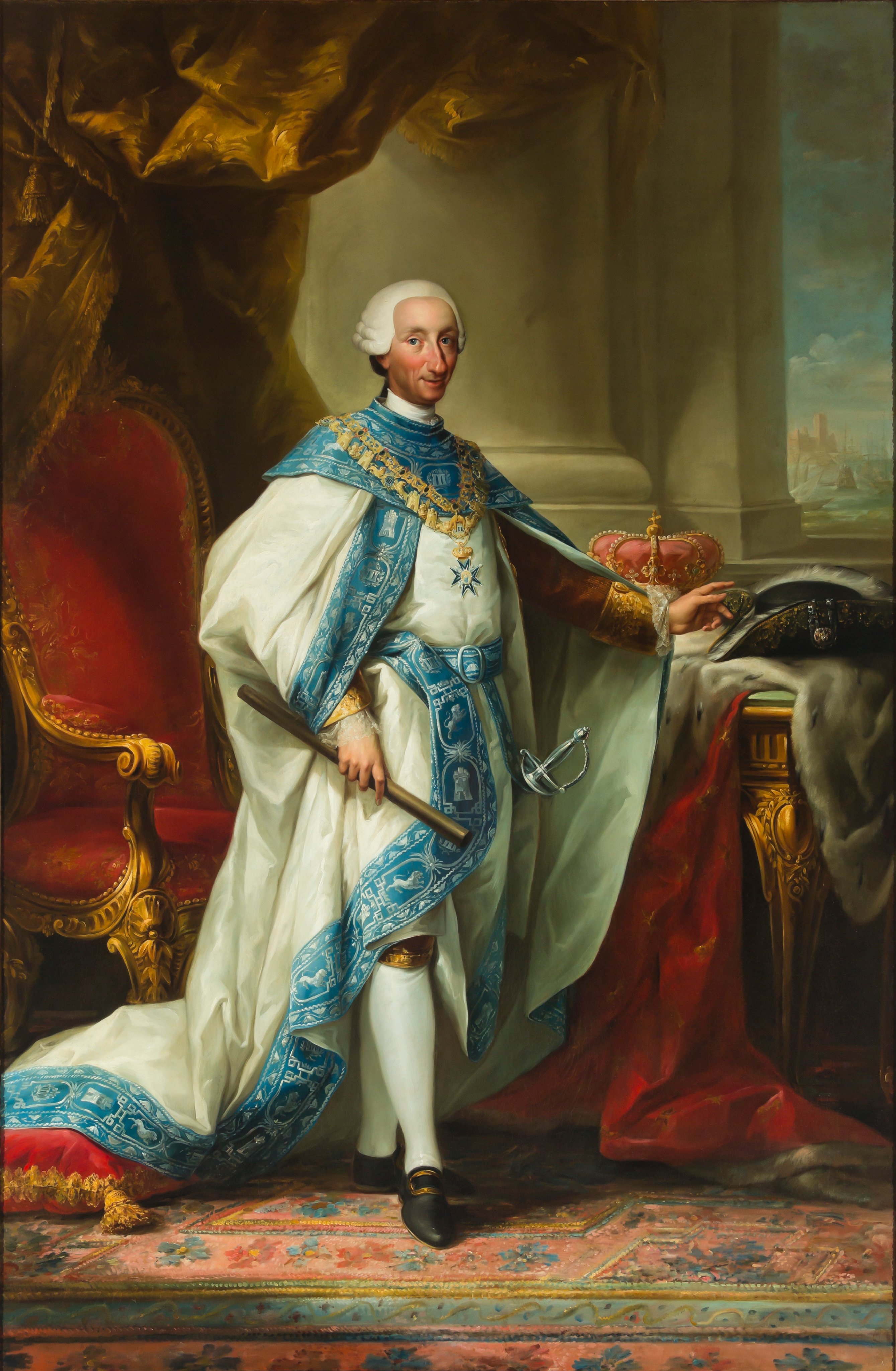
Carlos III con el hábito de su Orden, de Mariano Salvador Maella, ca. 1783-1784.

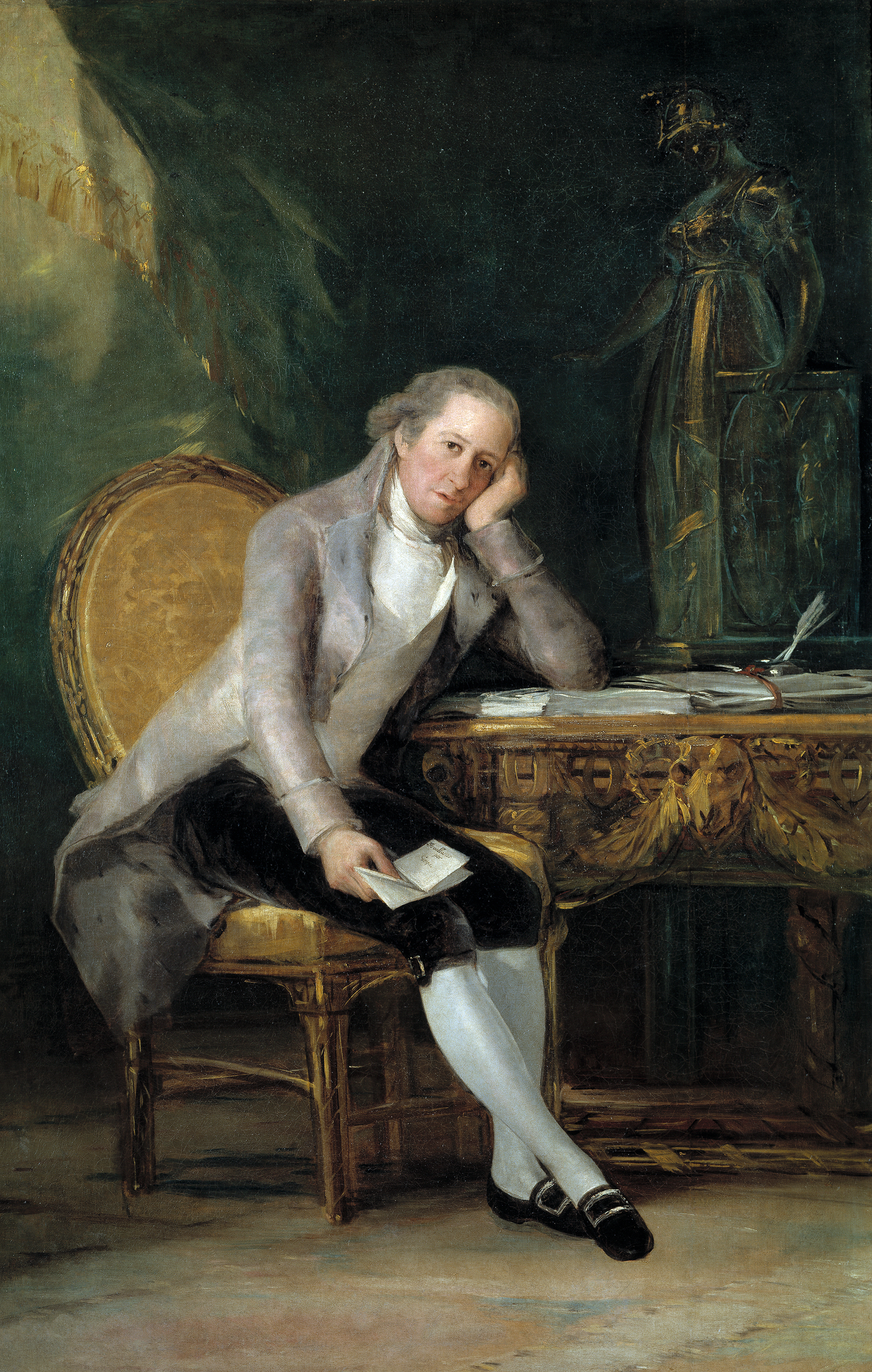
Retrato de Jovellanos, de Francisco de Goya, 1798.

Casi todo el siglo XVIII español está dominado por la presencia de artistas extranjeros, muchos de ellos cultivando aún un estilo barroco: Corrado Giaquinto, Louis Michel Van Loo, Jacopo Amiconi, Giambattista Tiepolo y Rafael Mengs, con quien llega el pleno Neoclasicismo.
Bajo la influencia de Mengs trabajan pintores españoles: Mariano Salvador Maella (1739-1819), Francisco Bayeu y sus hermanos, Manuel y Ramón, así como José del Castillo.
Luis Egidio Meléndez, nacido en Nápoles, hizo casi toda su carrera en Madrid. A pesar de su reputación como uno de los mejores pintores de naturalezas muertas del siglo XVIII, conoció una gran miseria.
Luis Paret, de estilo muy personal, estuvo desterrado unos años en Puerto Rico, donde creó escuela. Trató tanto el paisajismo como las escenas de interior.
Entre finales del XIII y comienzos del XIX realizó su obra uno de los genios de la pintura española y universal: Francisco de Goya. Experimentó las corrientes artísticas de su tiempo (Rococó, Neoclasicismo), además de con las técnicas del grabado; para finalmente desarrollar un estilo personal que se considera precursor del Romanticismo y antecedente lejano de movimientos muy posteriores (el Impresionismo y el Expresionismo).

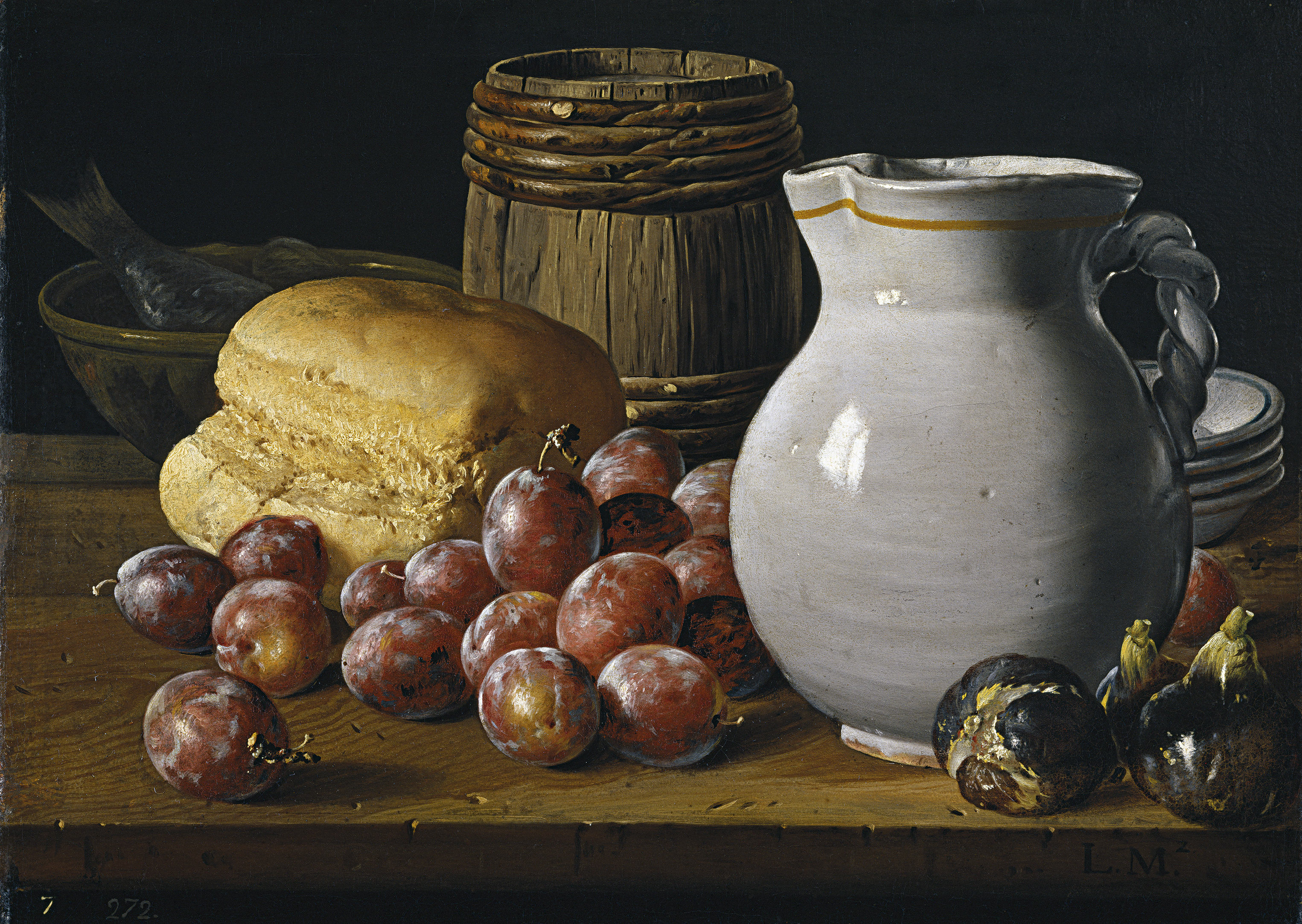
Bodegón, de Luis Eugenio Meléndez.
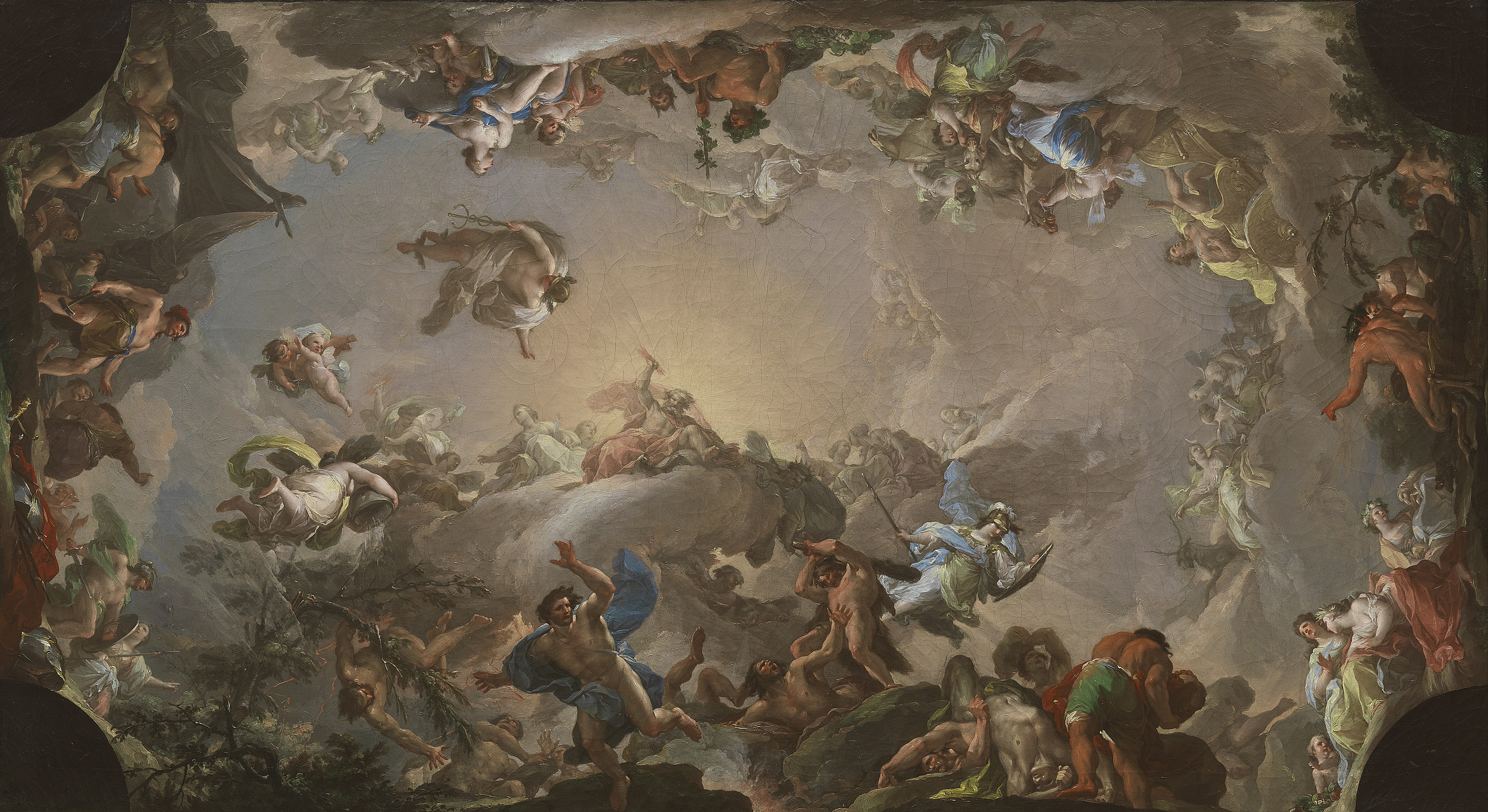
El Olimpo: batalla con los gigantes, de Francisco Bayeu, 1764 (boceto para un fresco en el Palacio Real de Madrid).
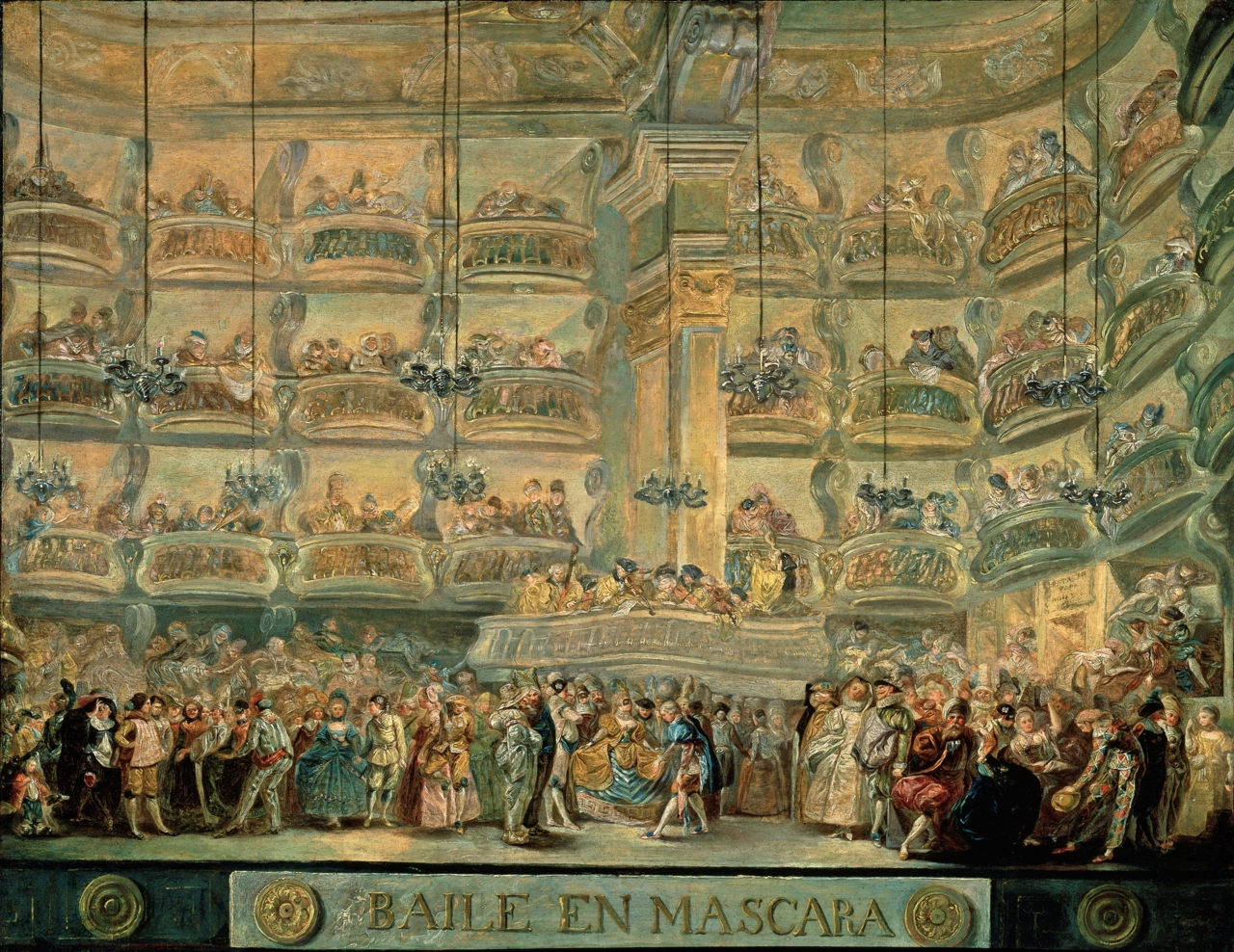
Baile en máscara, de Luis Paret y Alcázar, ca. 1767.
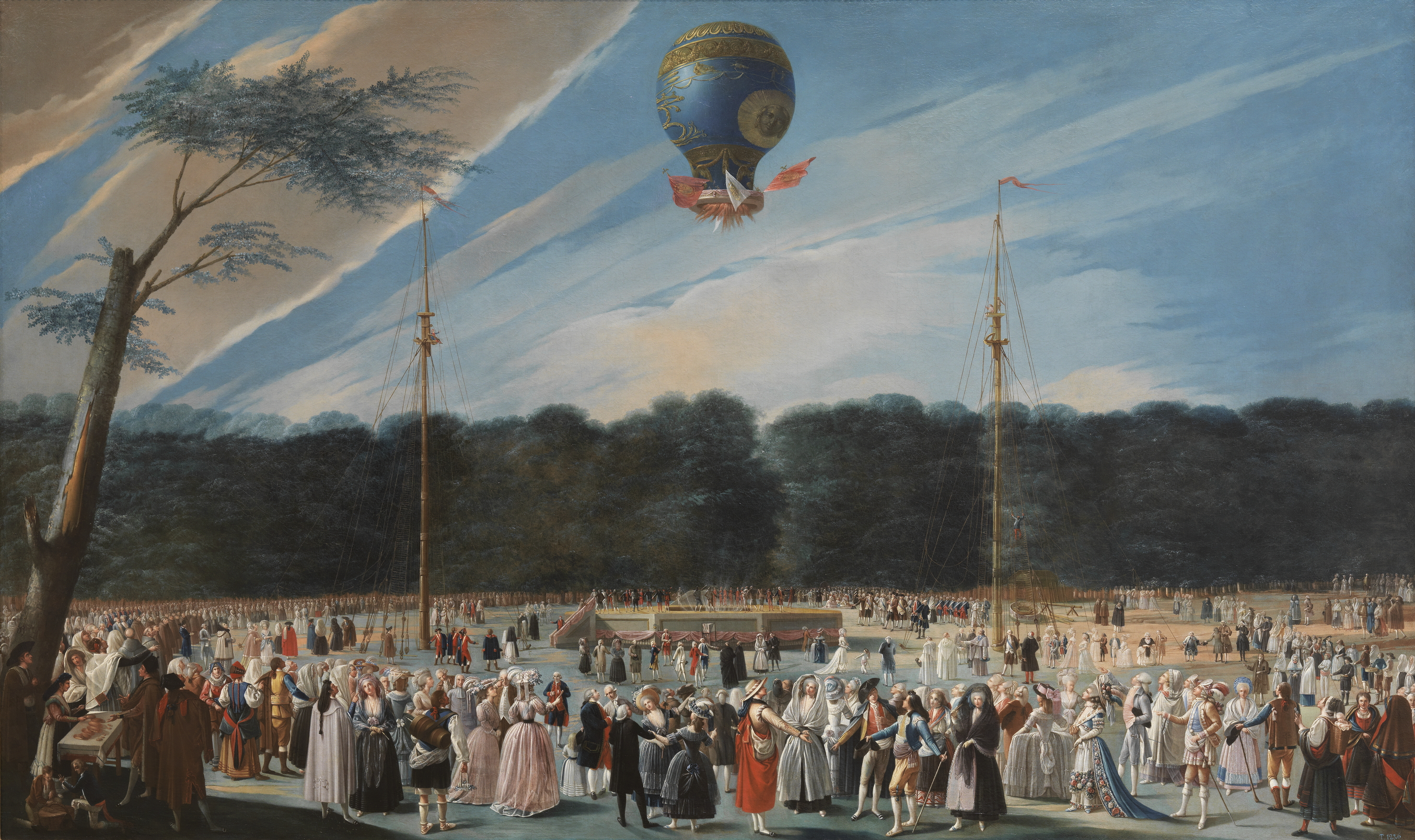
Ascensión de un Montgolfier en Aranjuez, de Antonio Carnicero, 1784.

El tres de mayo de 1808 en Madrid: los fusilamientos en la montaña del Príncipe Pío, de Goya, 1814.

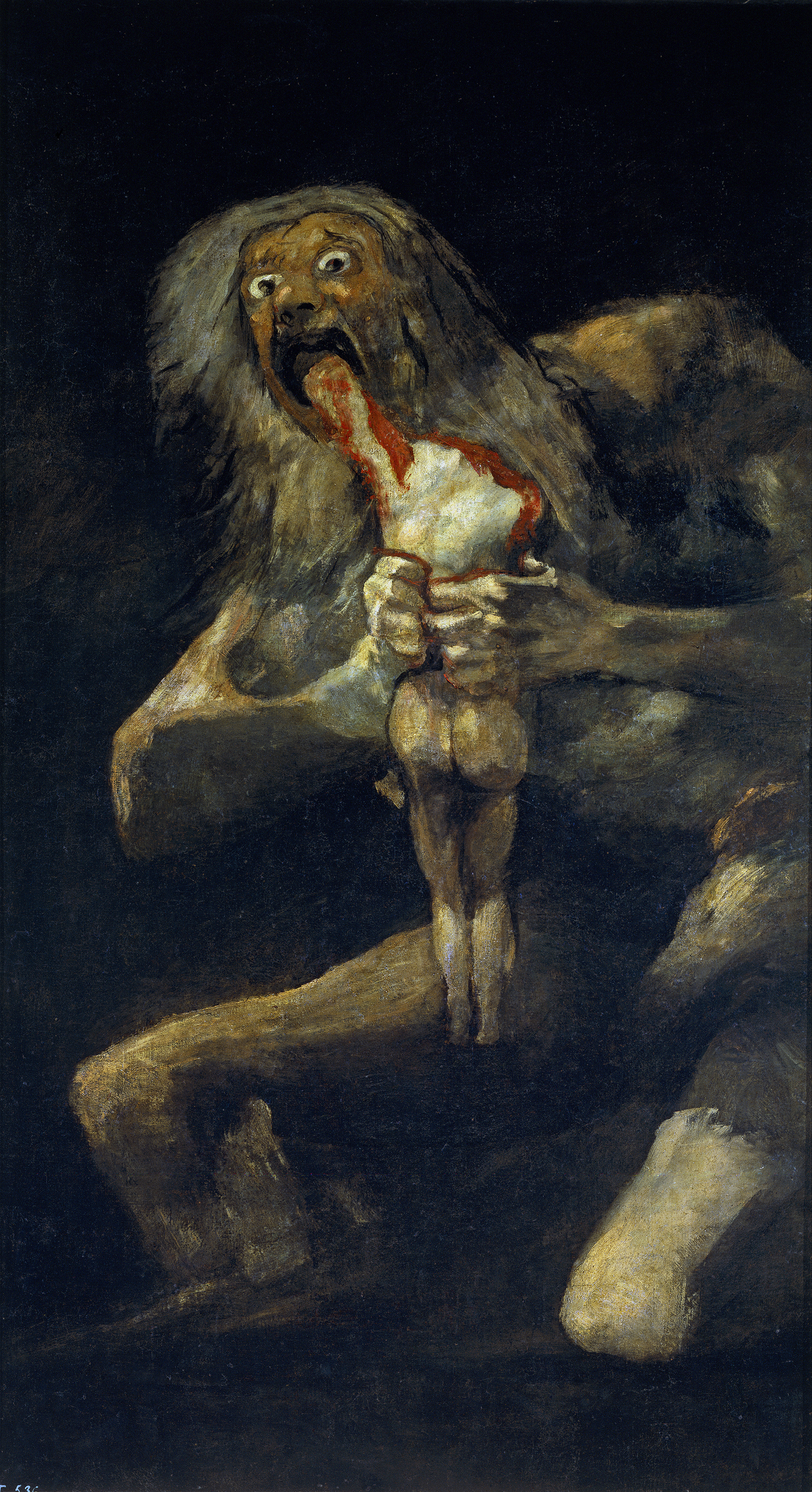
Saturno devorando a su hijo, una de las Pinturas Negras de Francisco de Goya, 1820-1823.

## SigloXIX

### Neoclasicismo y romanticismo

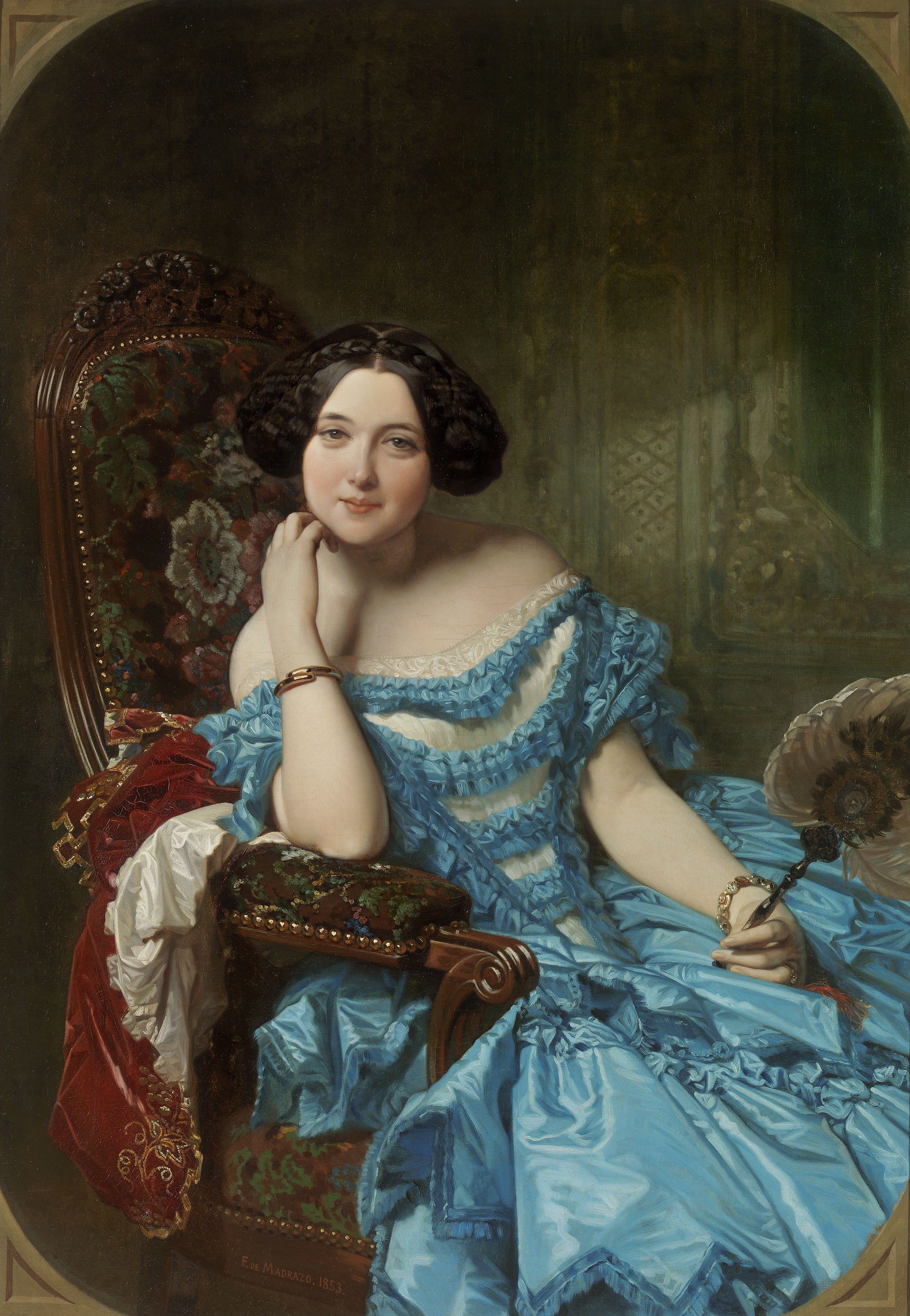
Retrato de la condesa de Vilches, de Federico de Madrazo, 1853.

El comienzo de siglo está dominado por Goya y sus obras influidas por la Guerra de la Independencia. De sus seguidores, destaca Eugenio Lucas Velázquez.
La pintura oficial de todo el siglo XIX y XX se identifica con el academicismo, por lo que las convenciones neoclásicas serán las predominantes durante todo el periodo. El rupturismo que caracterizó al romanticismo francés de Delacroix no es tan evidente en España, donde no se podía ser más rupturista que el propio Goya, plenamente aceptado. Aun así, pueden identificarse rasgos más propios del neoclasicismo, con criterios casi más cronológicos que estilísticos, en los pintores de la primera generación del siglo XIX, como Vicente López Portaña (1772-1850) o José de Madrazo (1781-1859), que se suelen etiquetar como neoclásicos; mientras que la generación siguiente, a la que pertenece su hijo Federico Madrazo (1815-1894) suele ser etiquetada como romántica o incluso como realista. Se pueden identificar con el romanticismo pintores como Jenaro Pérez Villamil, Antonio María Esquivel y Valeriano Domínguez Bécquer, hermano del poeta Gustavo Adolfo Bécquer.

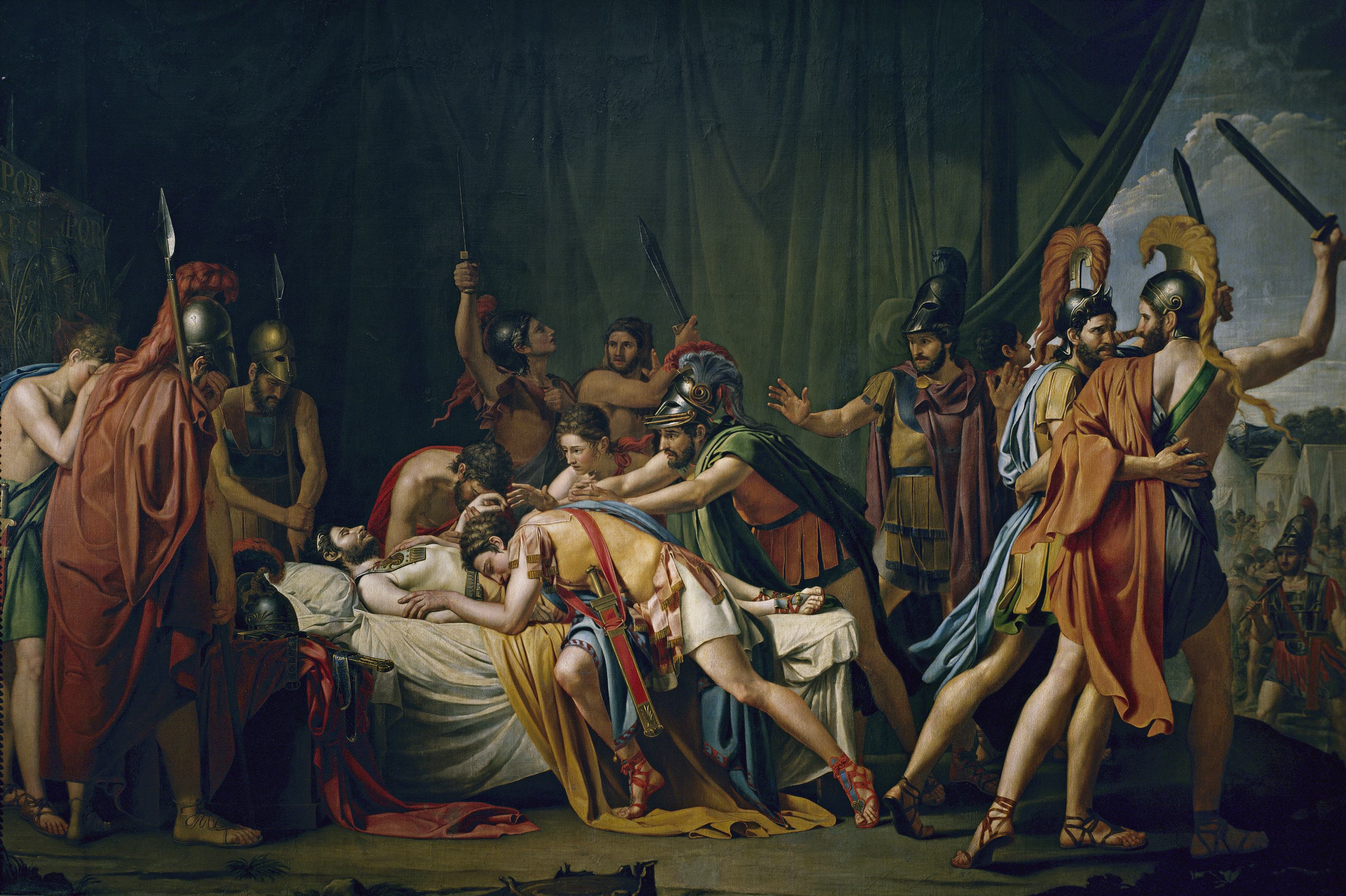
Muerte de Viriato, de José de Madrazo, 1807.
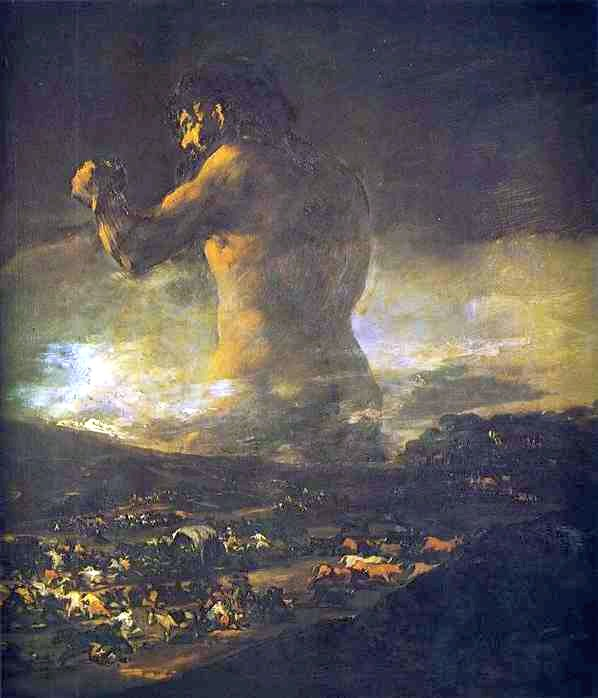
El coloso, de debatidas autoría (Goya, Asensio Juliá u otro discípulo de Goya) y datación (después de 1808).
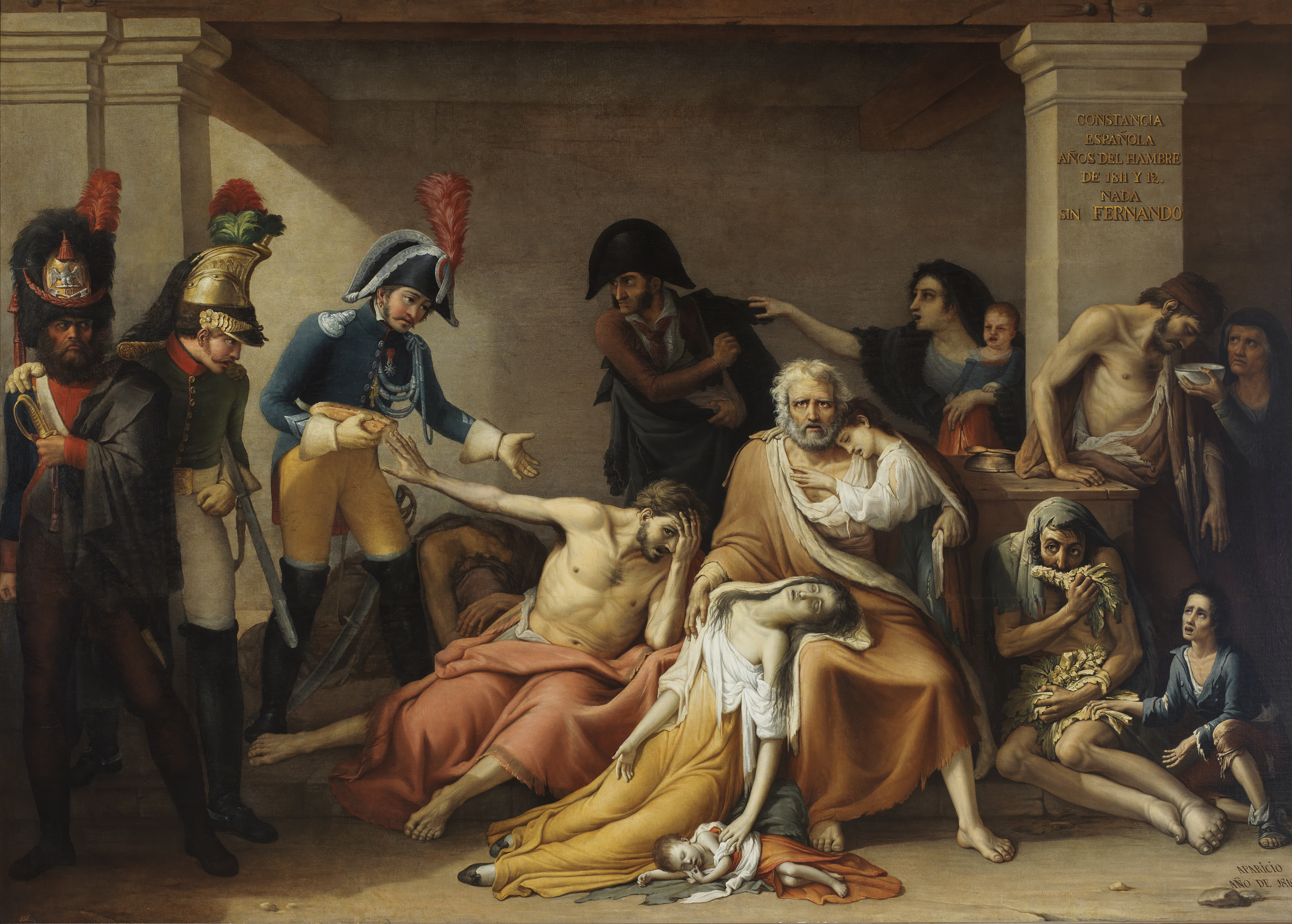
El hambre de 1812 en Madrid, de José Aparicio Inglada, ca. 1818.
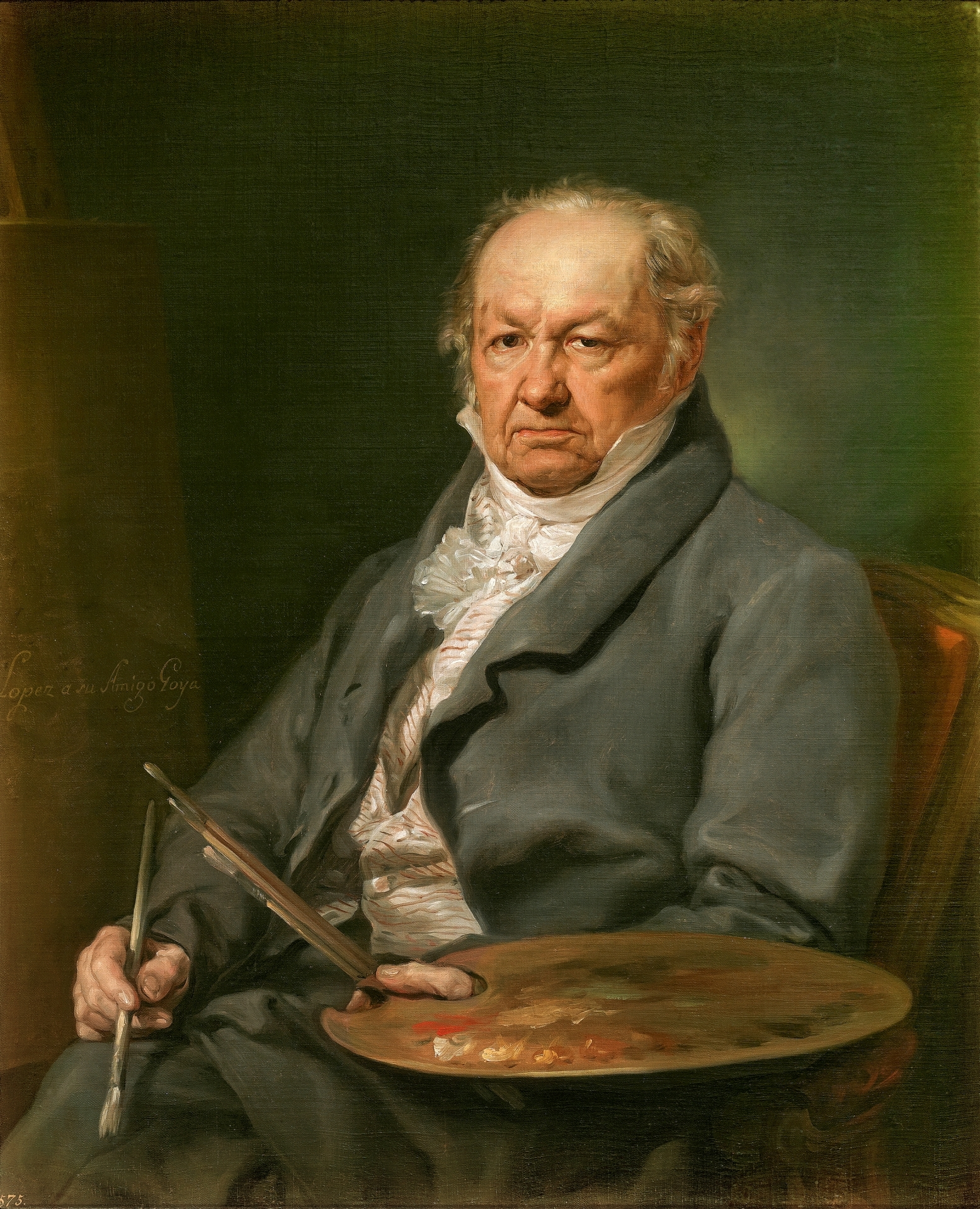
Retrato de Goya, de Vicente López, 1826.
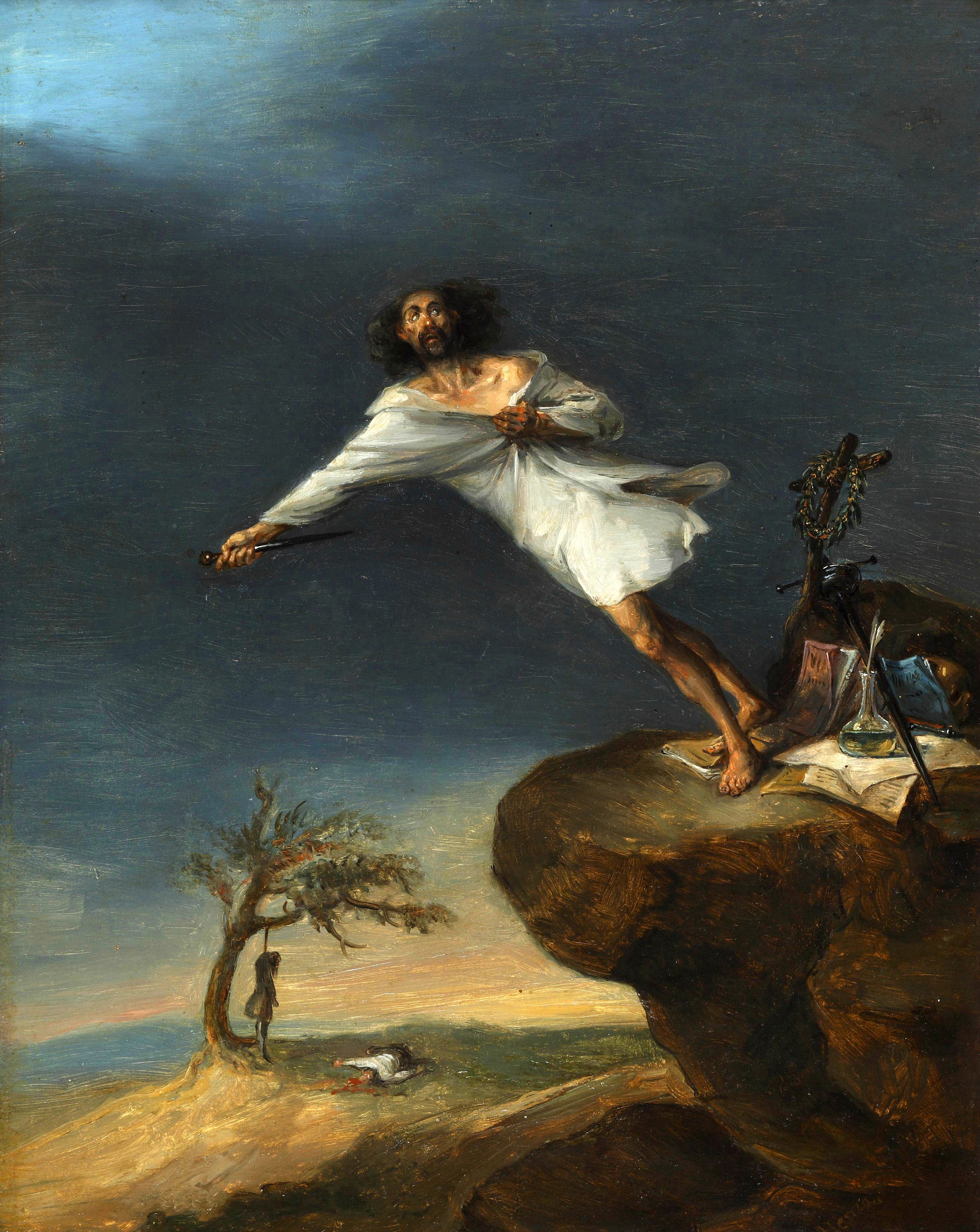
Sátira del suicidio romántico, de Leonardo Alenza, ca. 1839.
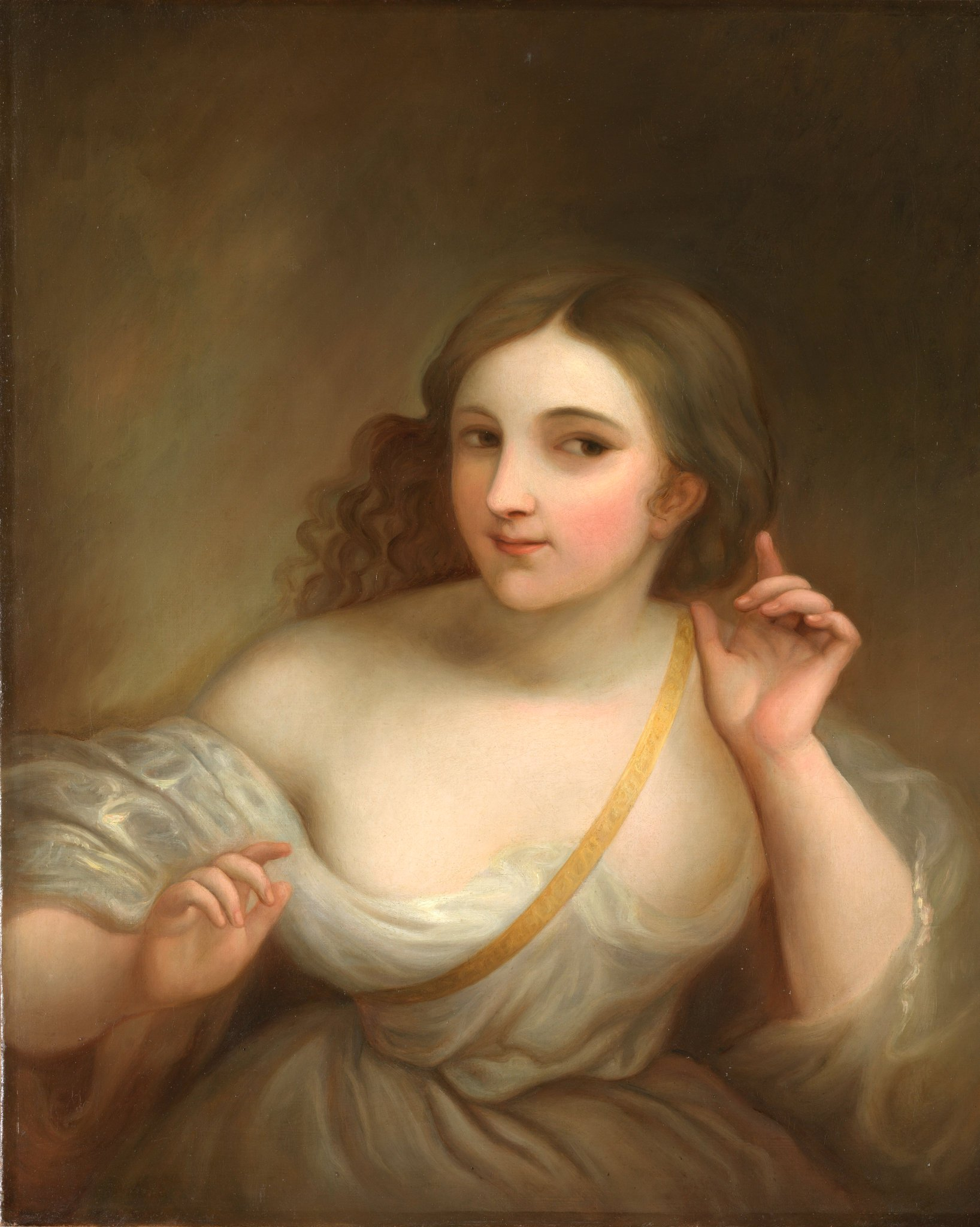
Autorretrato como alegoría de la atención, de Rosario Weiss (ahijada y discípula de Goya), 1841.
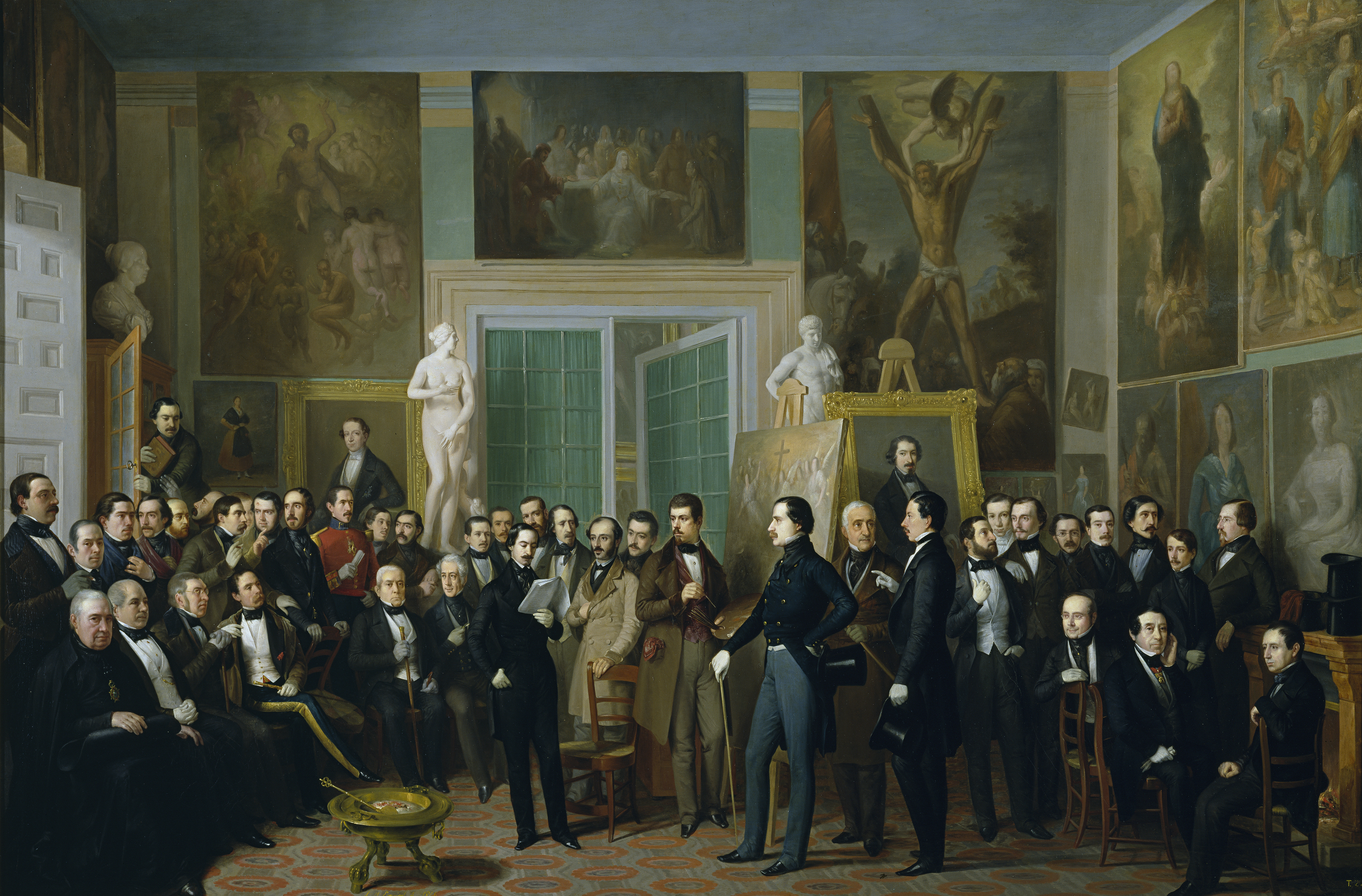
Los_poetas_contemporáneos - Una lectura de Zorrilla en el estudio del pintor, de Antonio María Esquivel, 1846.
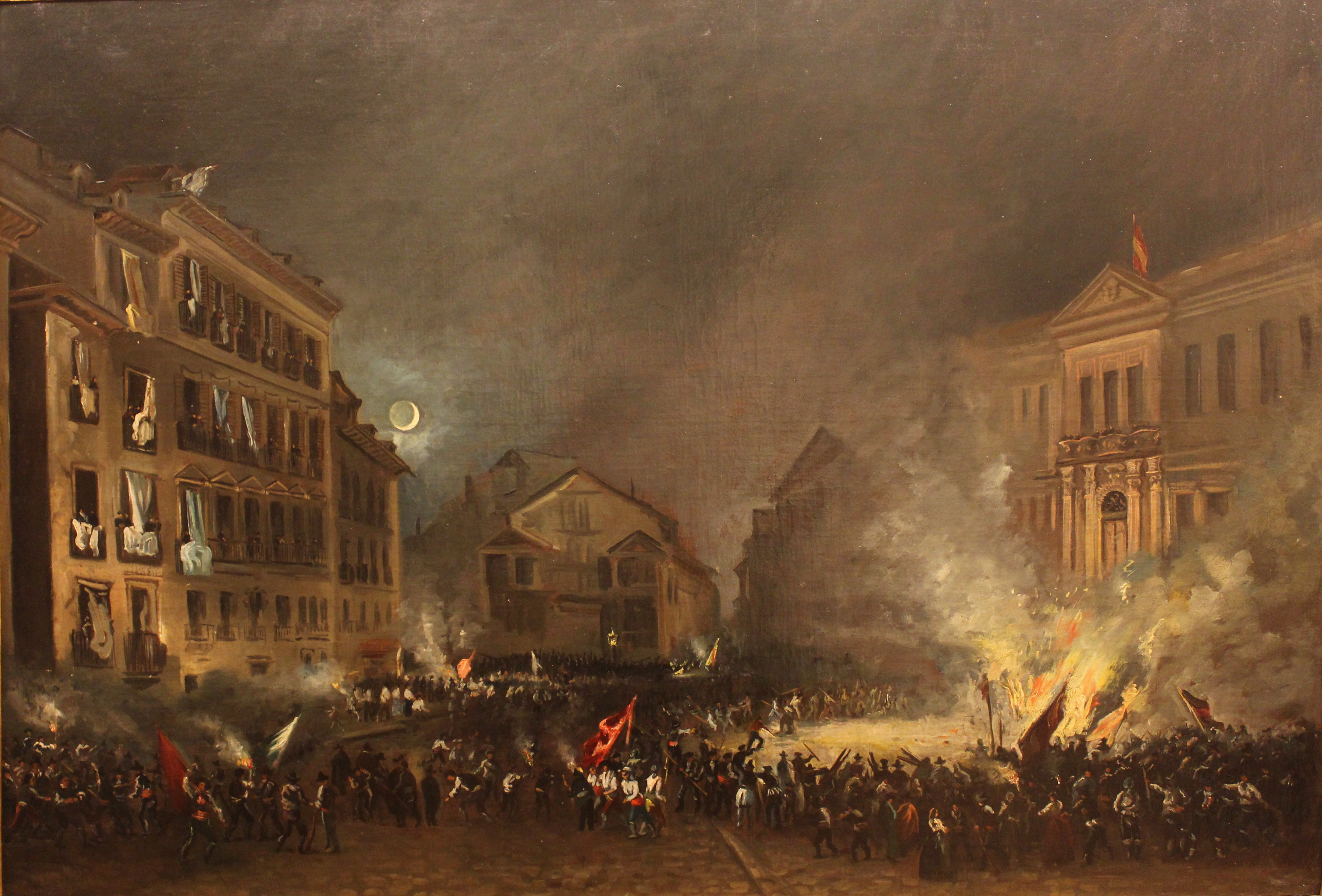
La revolución de 1854 en la Puerta del Sol, de Eugenio Lucas, ca. 1855.
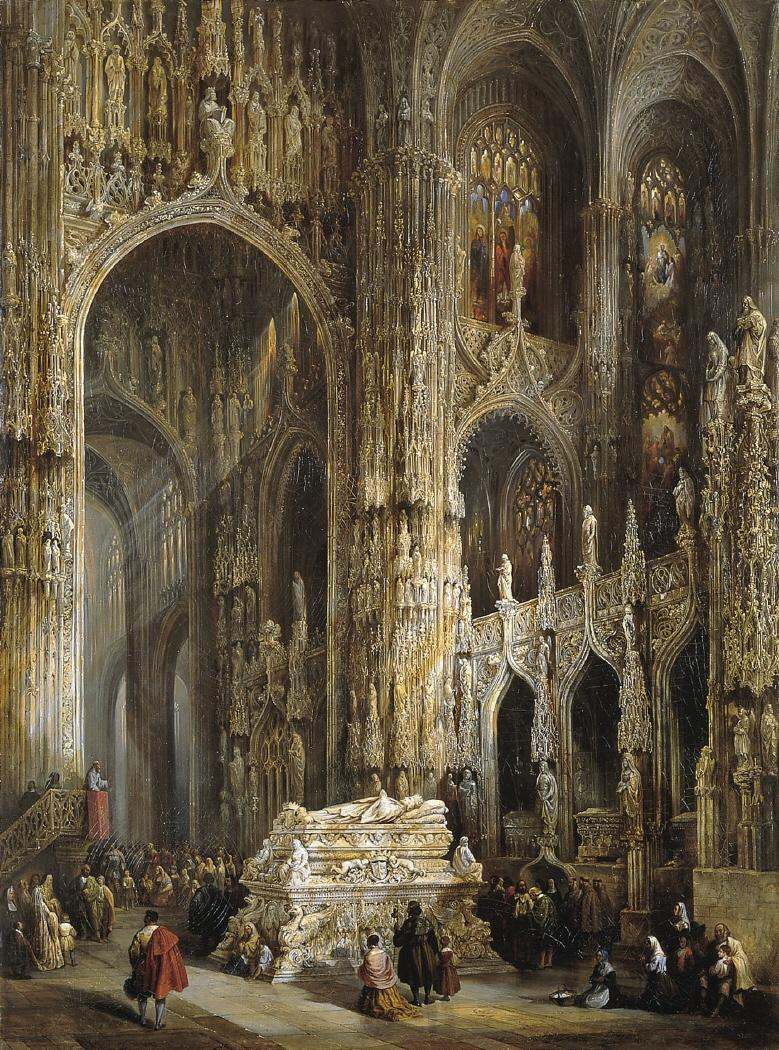
Vista del interior de una catedral, de Genaro Pérez Villaamil, sin datar.
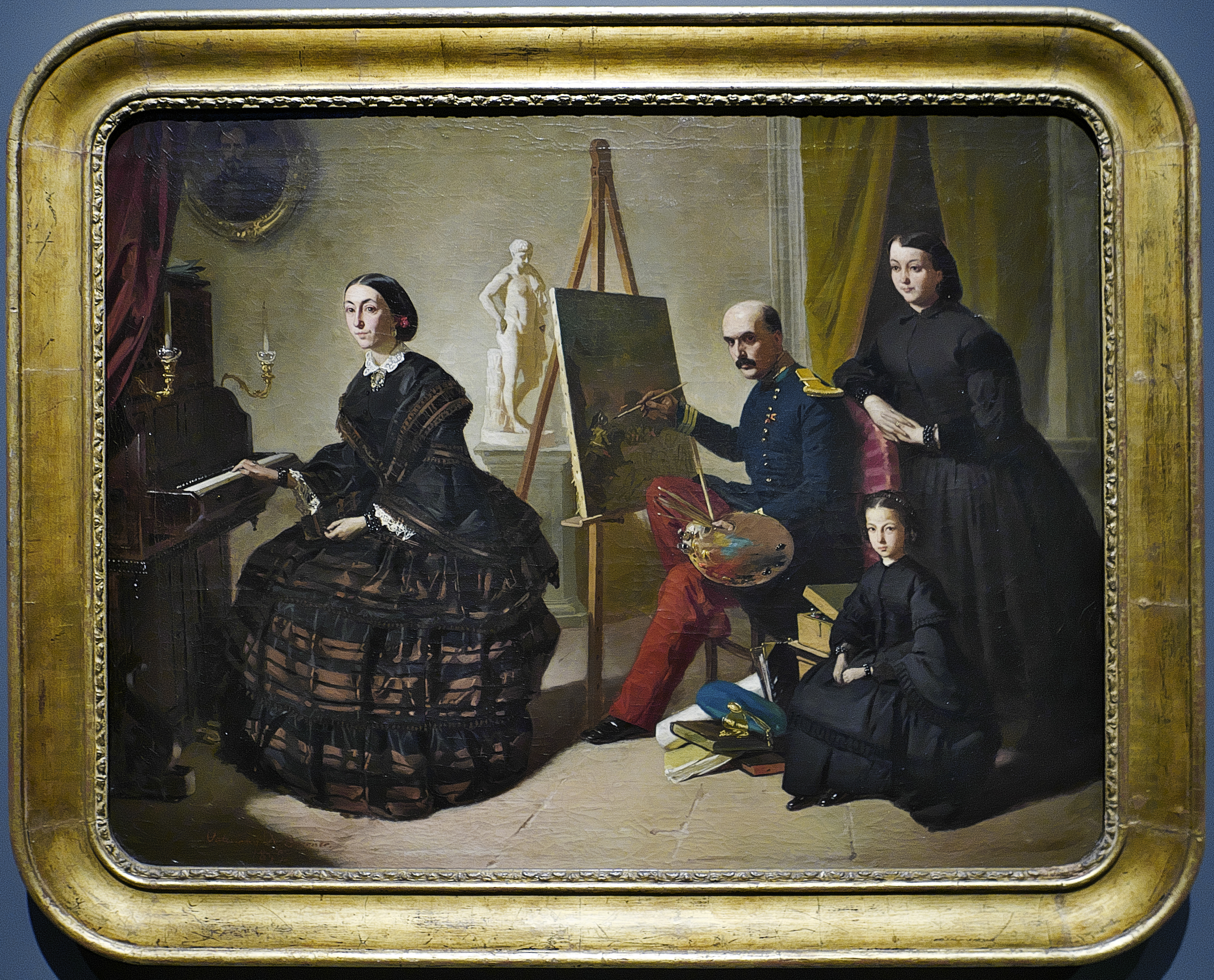
El pintor carlista y su familia, de Valeriano Domínguez Bécquer, 1859.

### Realismo, costumbrismo, preciosismo y pintura de historia

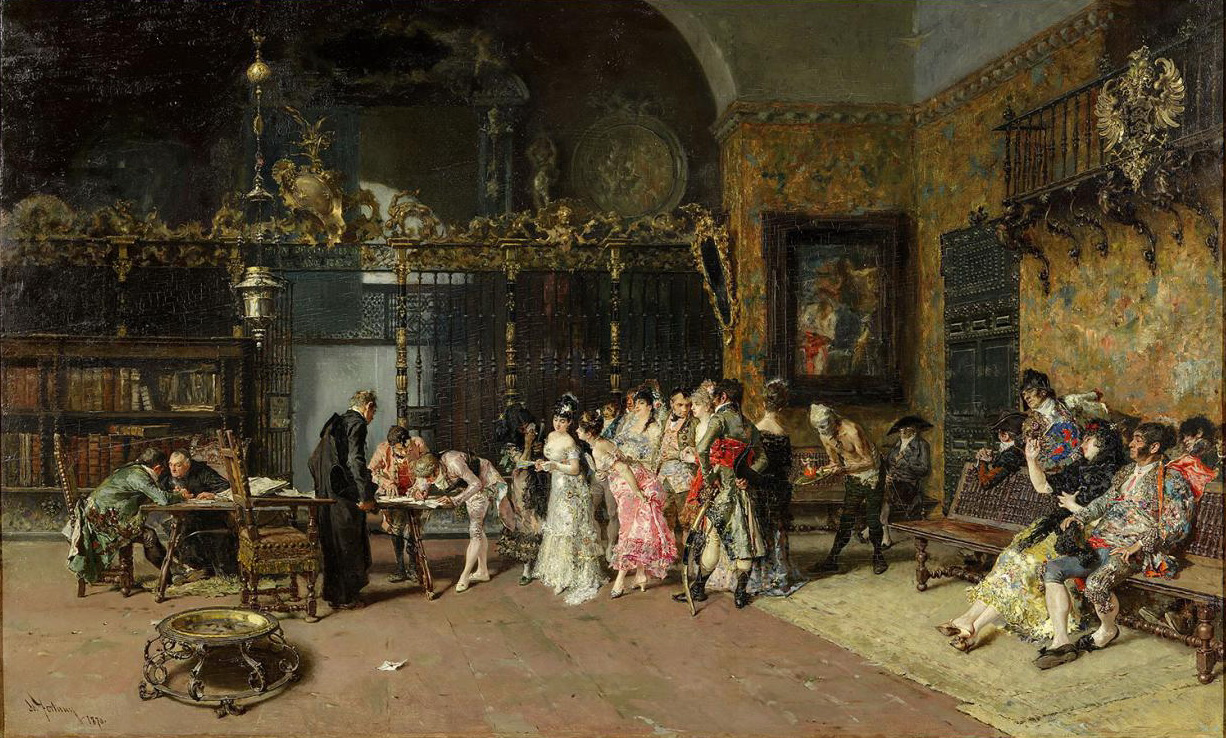
La vicaría, de Mariano Fortuny, 1870.

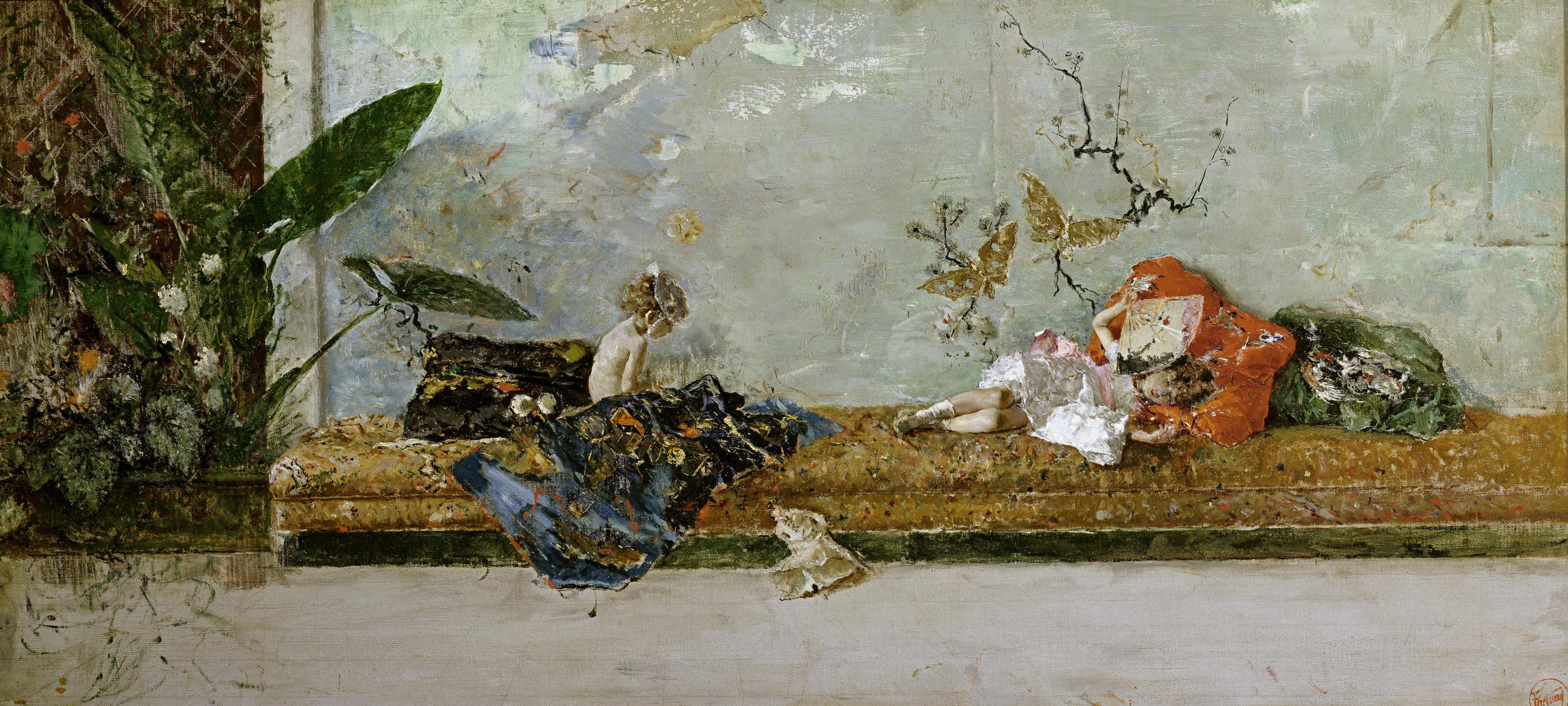
Los hijos del artista en el salón japonés, de Mariano Fortuny, 1874.

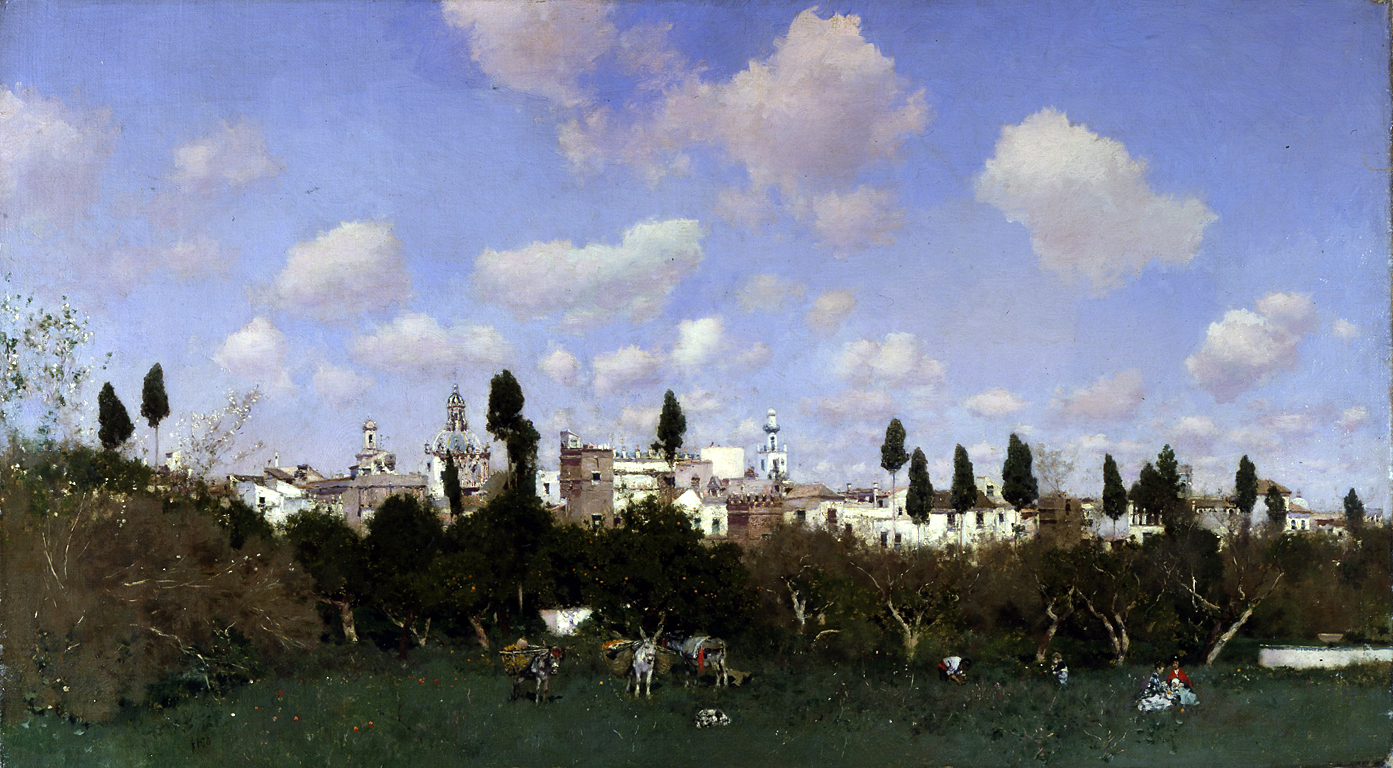
Recogiendo naranjas en Granada, de Martín Rico, antes de 1878.

Además de Federico de Madrazo y las siguientes generaciones de esta familia, con la que se relacionó estrechamente Mariano Fortuny (1838-1874), pintor que representa la elegancia artística típica de academia y recupera el género de pintura de batallas que tuvo gran desarrollo en el Barroco), se identifican con la etiqueta realismo a los pintores de la segunda mitad del siglo XIX, como Eduardo Rosales (1836-1873). Este pintor, como muchos de su época, cultiva la pintura de historia, género especialmente protegido por los encargos de instituciones y los concursos académicos. Con su difusión pública se quería construir una visión de historia nacional española (véase La construcción de la historia nacional) También son identificados con el Realismo los paisajistas posteriores a Genaro Pérez Villaamil (que ya superan el monumentalismo romántico y contactan con el plenairismo de la escuela de Barbizon), como Martín Rico (1833-1908), Ramón Martí Alsina (1826-1894) y Carlos de Haes (1826-1898).

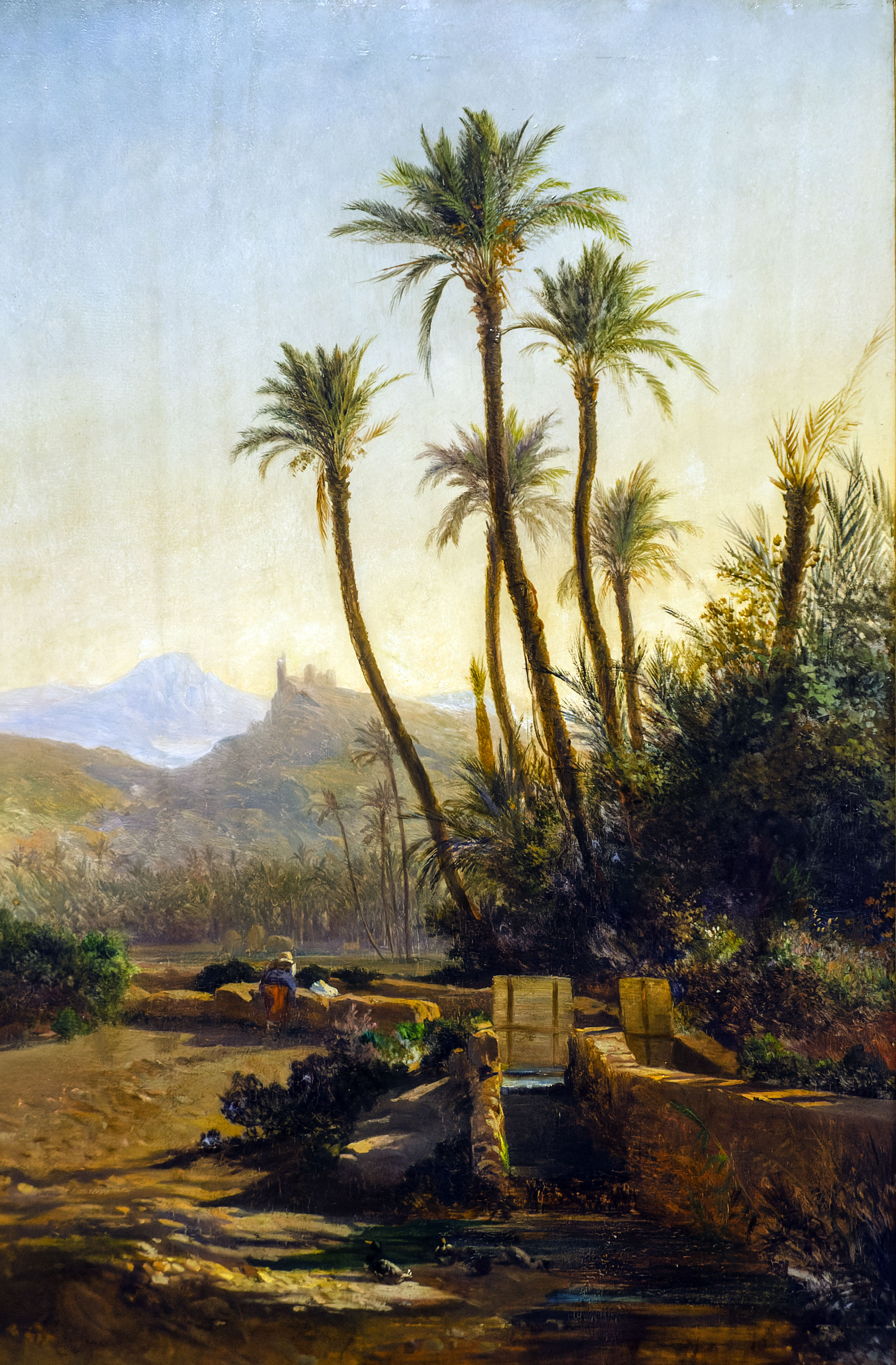
Paisaje de Elche, de Carlos de Haes, 1860.
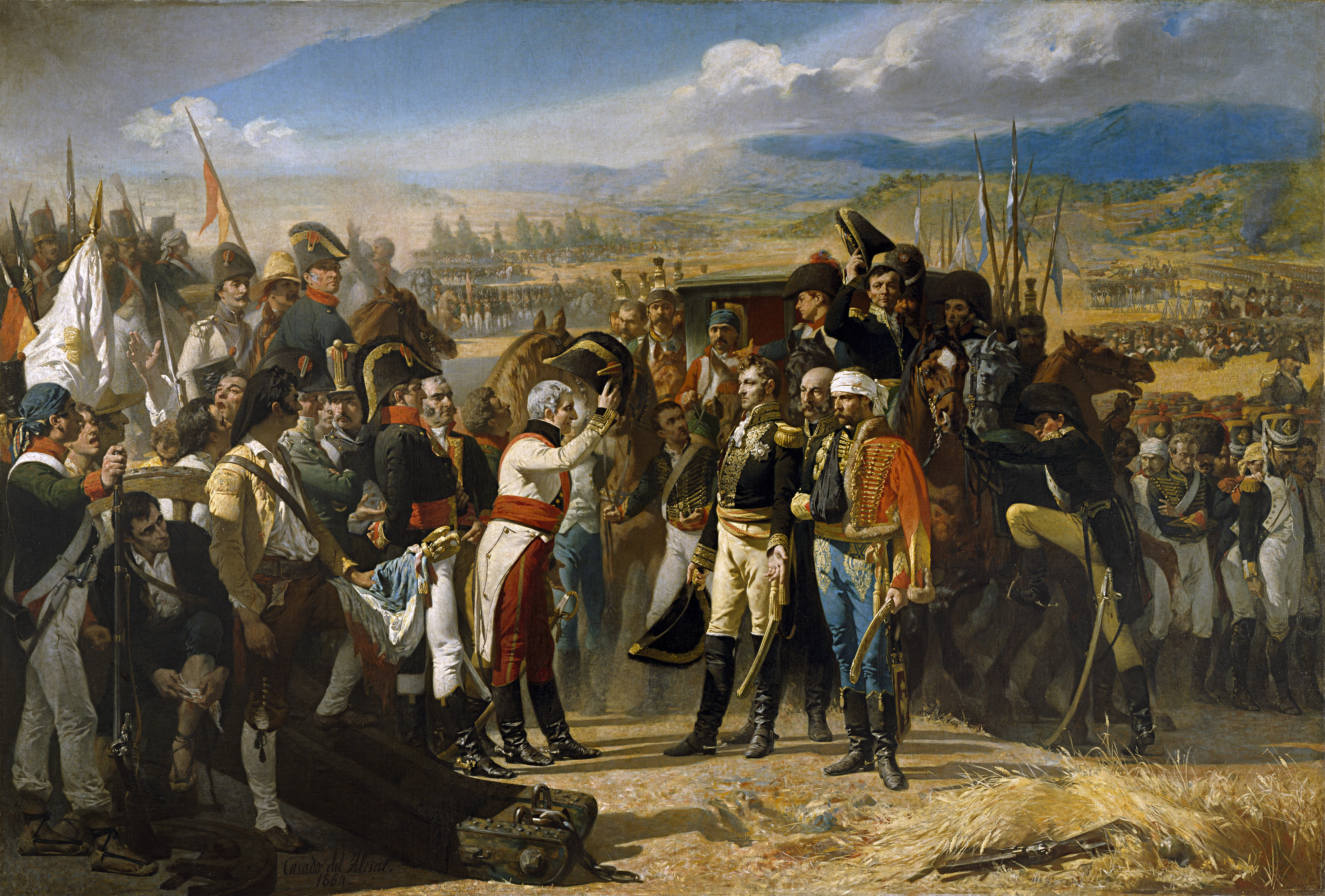
La rendición de Bailén, de José Casado del Alisal, 1864.
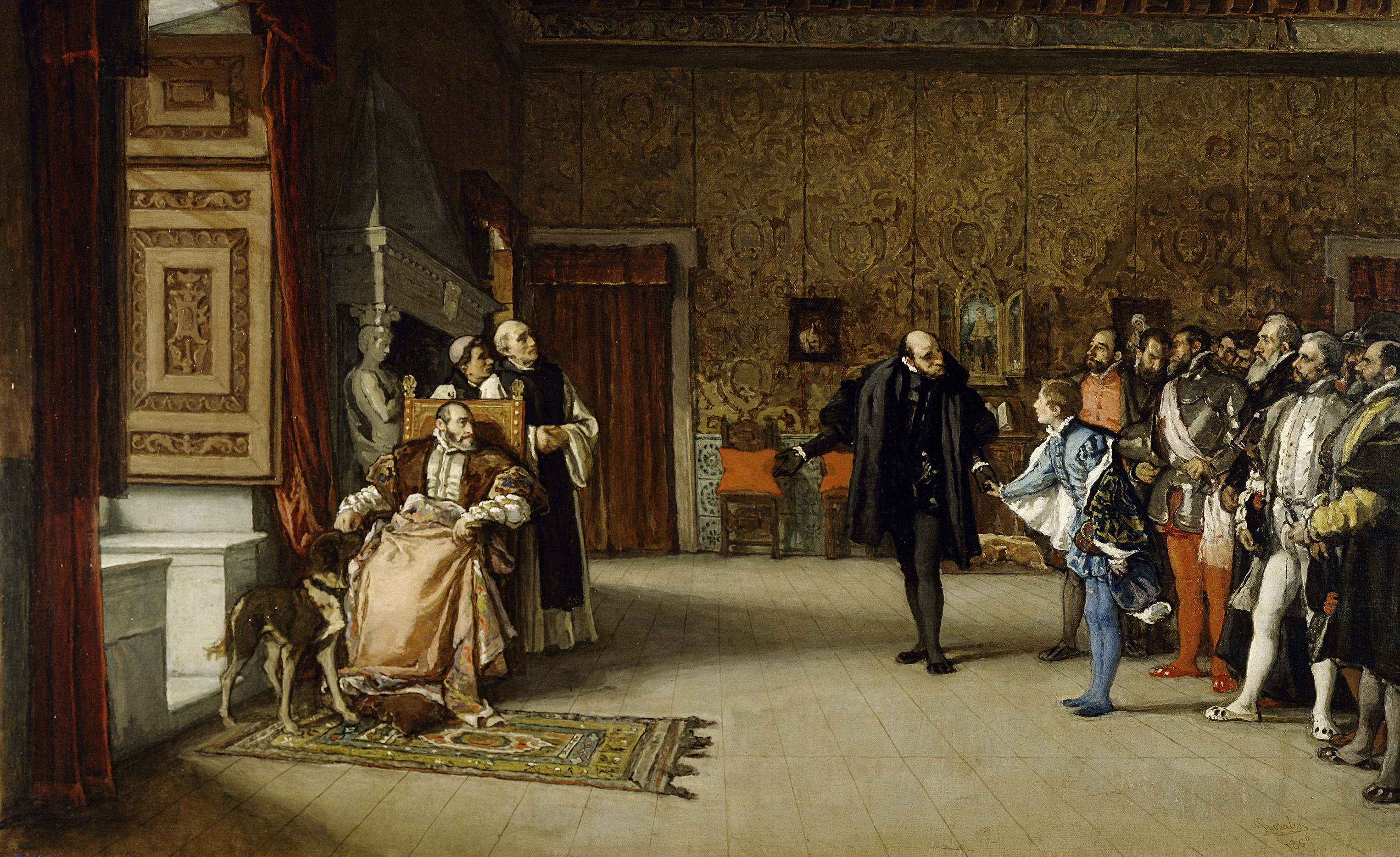
Presentación de Juan de Austria ante Carlos V, de Eduardo Rosales, 1868.
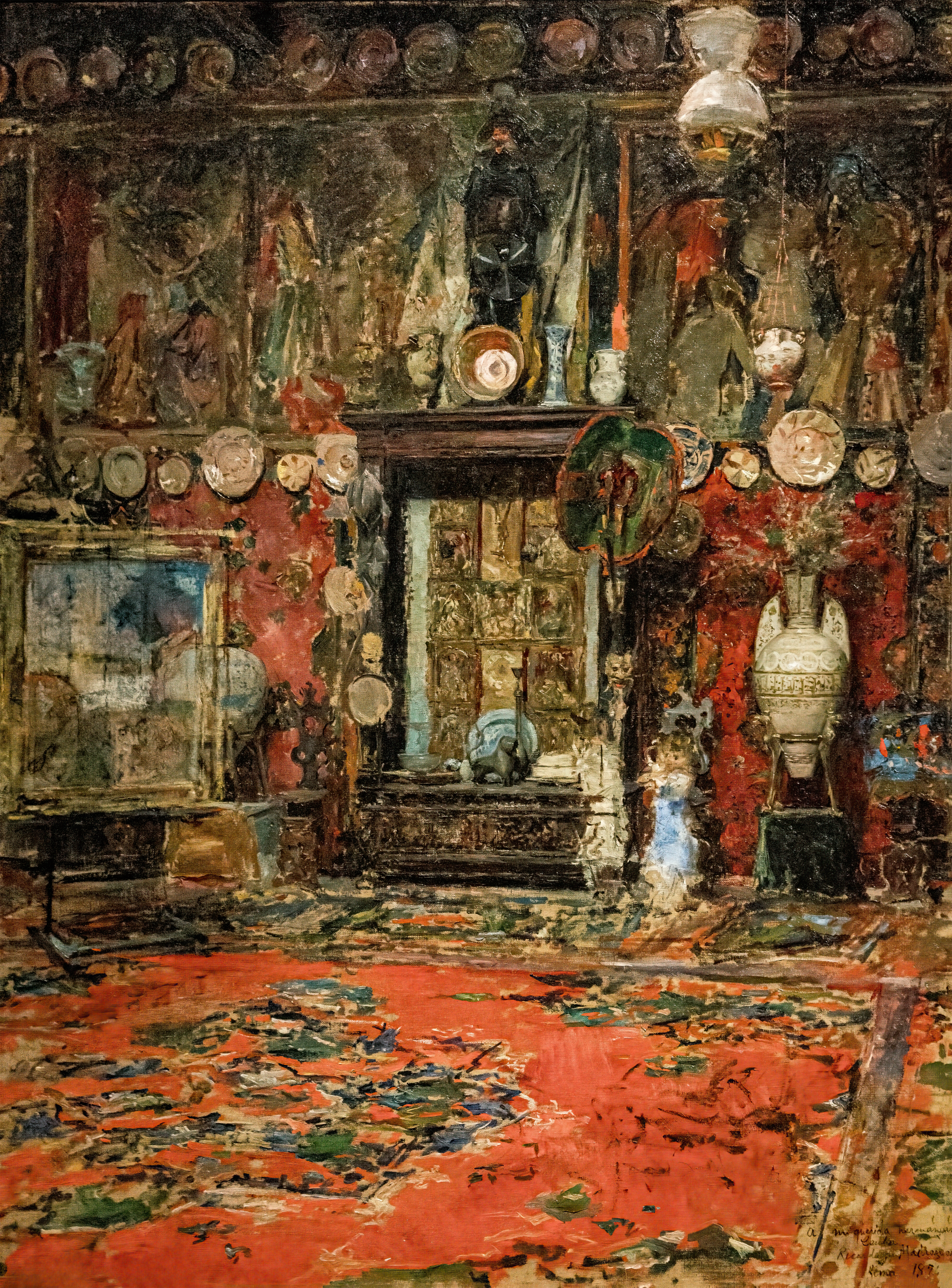
El taller de Mariano Fortuny en Roma, de Ricardo de Madrazo, 1874.
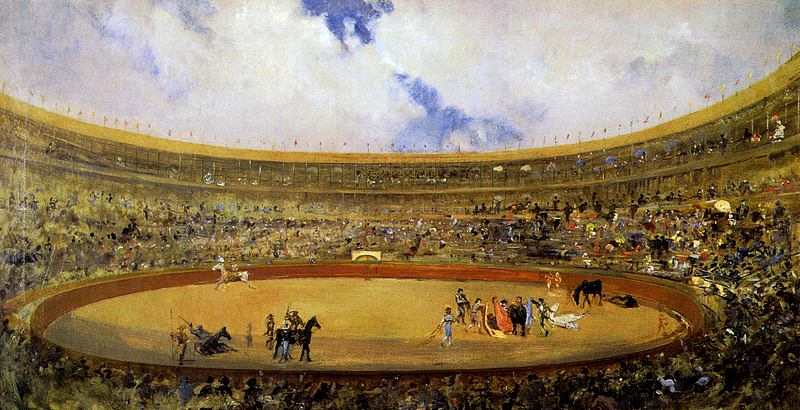
Plaza de toros de Barcelona, de Ramón Martí Alsina, 1875.
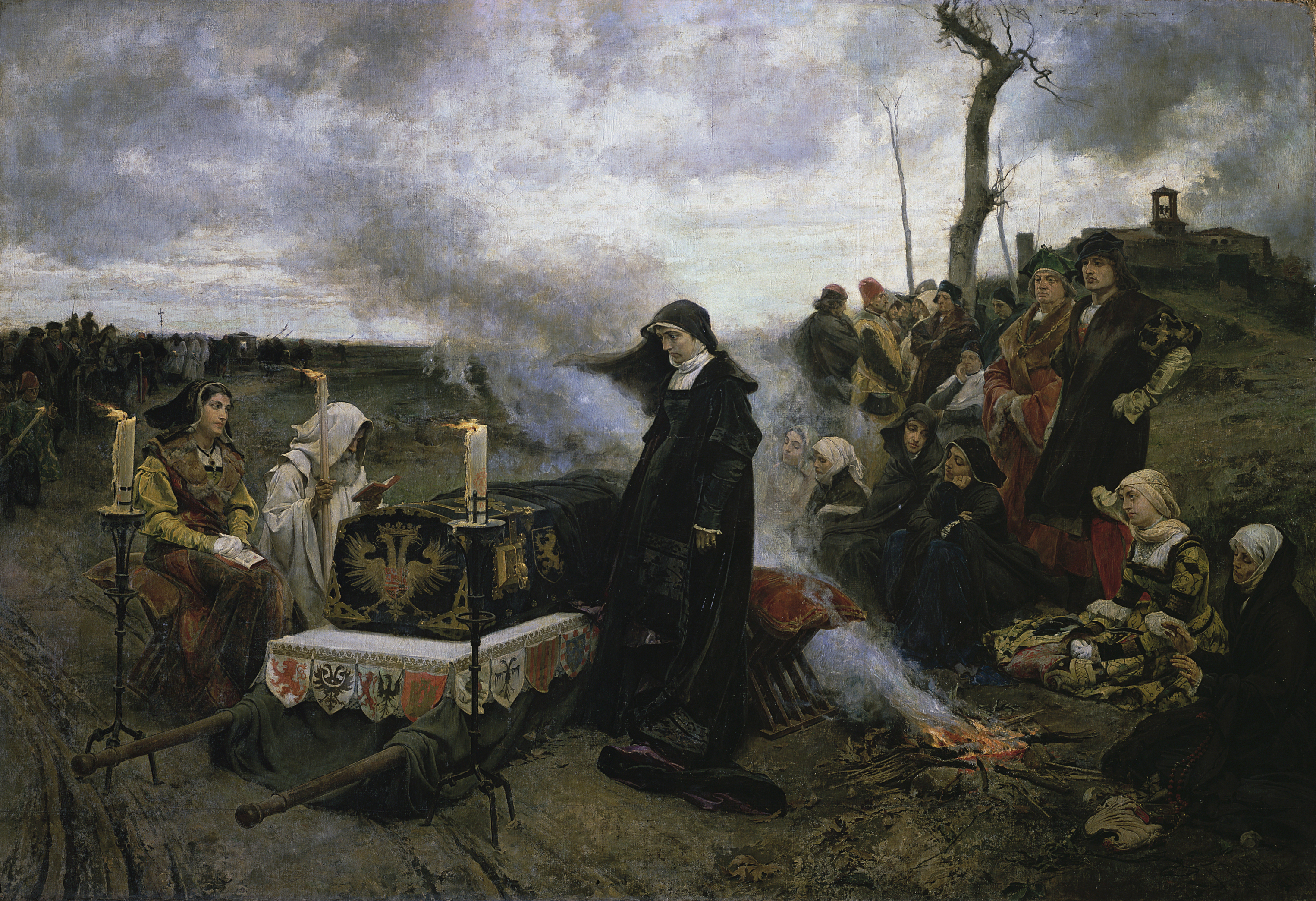
Juana la Loca trasladando el cadáver de Felipe el Hermoso, de Francisco Pradilla, 1877.
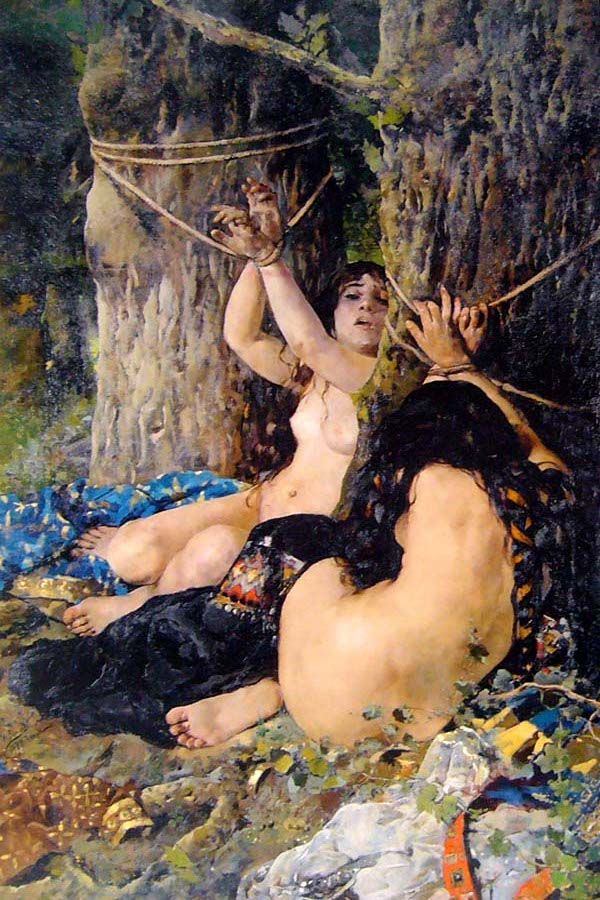
Las hijas del Cid, de Ignacio Pinazo, 1879.
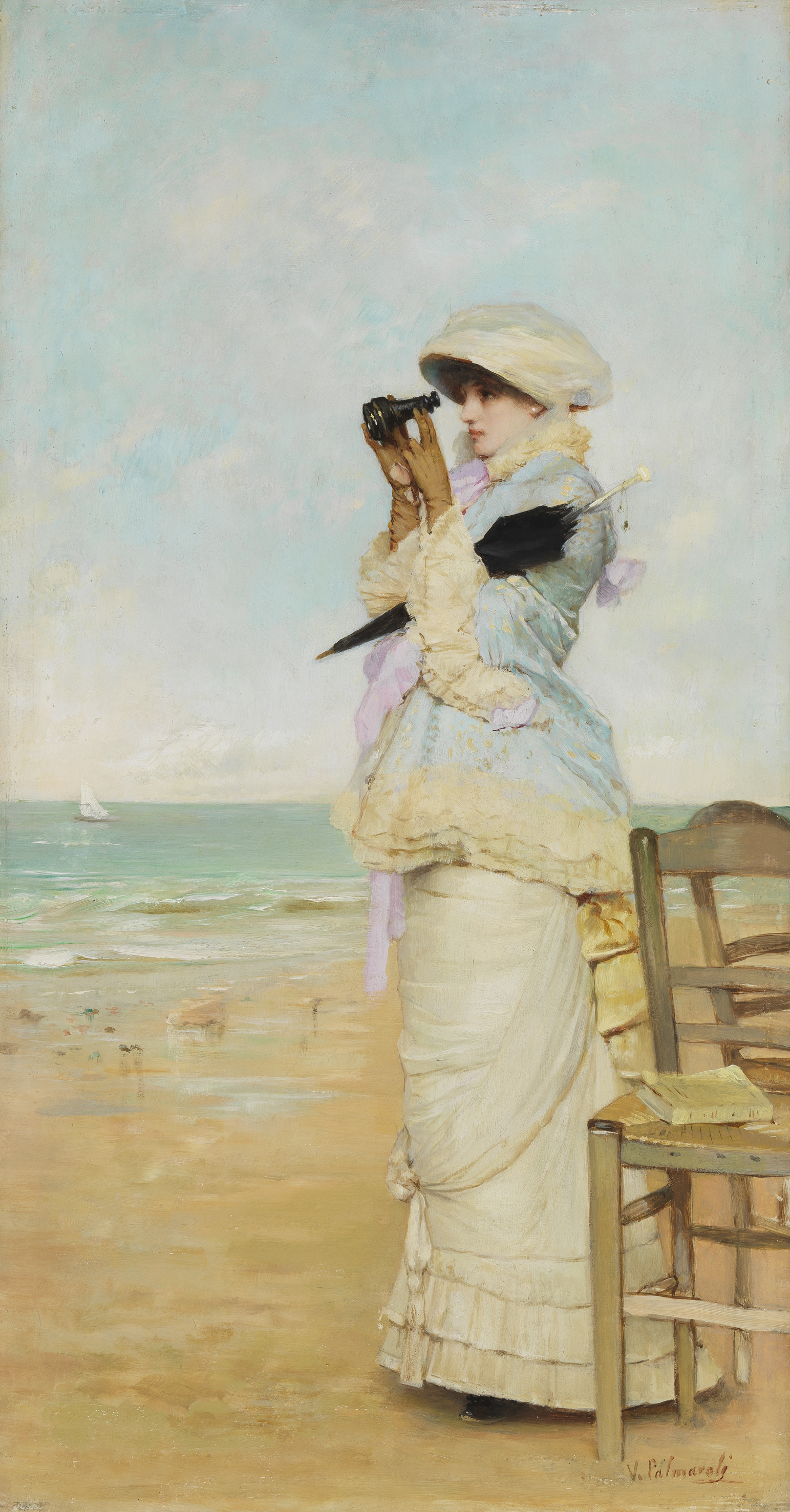
En vue, de Vicente Palmaroli, 1880.

Cada vez fueron más importantes, sobre todo a partir del Sexenio Revolucionario los recursos gráficos que aparecían en la prensa española  (El Museo Universal, 1857-1869, La Ilustración Española y Americana, 1869-1921), destacadamente los de la prensa satírica (La Flaca 1869-1873), que iban mucho más allá de la simple caricatura. Los hermanos Bécquer realizaron (bien a cuatro manos, bien el poeta los textos y el pintor las ilustraciones) el álbum Los Borbones en pelota (ca. 1868-1871), que difícilmente hubiera podido publicarse por su procacidad.

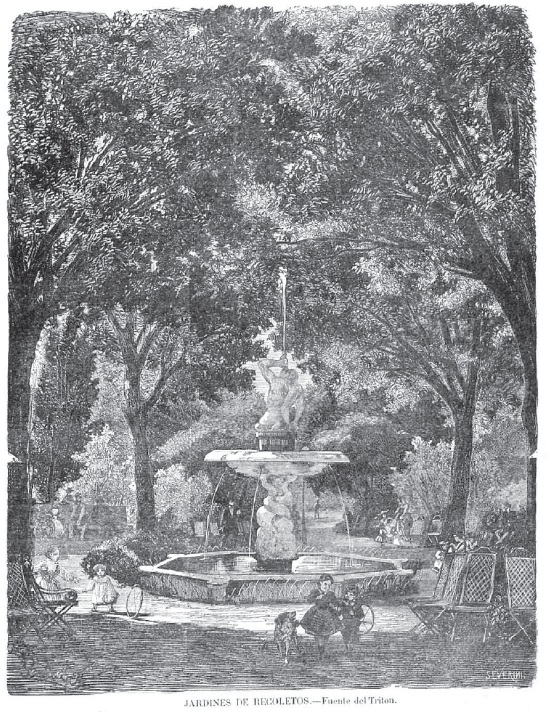
Ilustración para La Ilustración Española y Americana, sin atribución de autor, 1869.
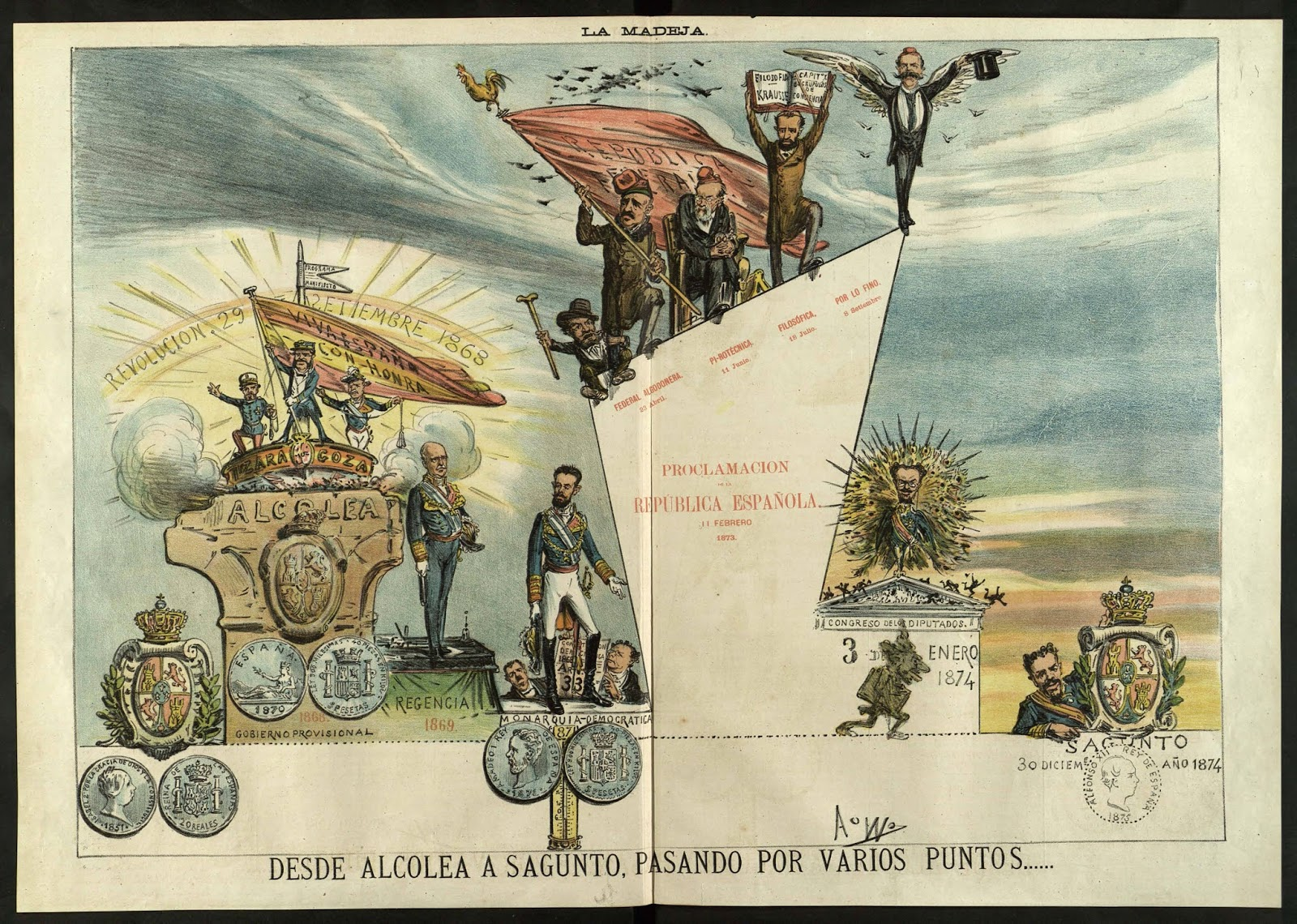
Ilustración para La Madeja (continuación de La Flaca bajo otro nombre para evitar la censura), de Tomás Padró, 1874.

### Finales delsigloXIX: alternativas al academicismo

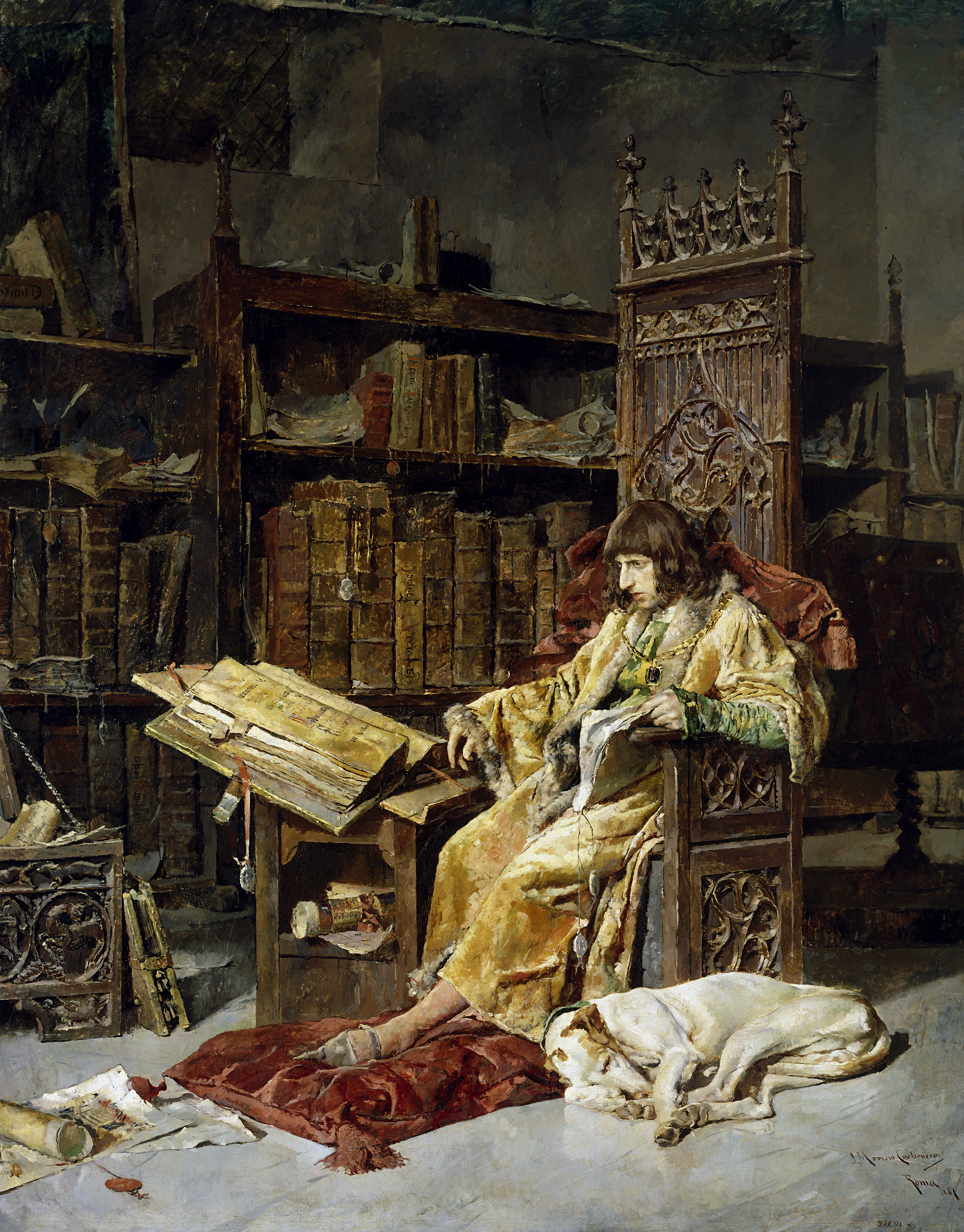
El príncipe don Carlos de Viana, de José Moreno Carbonero, 1881.

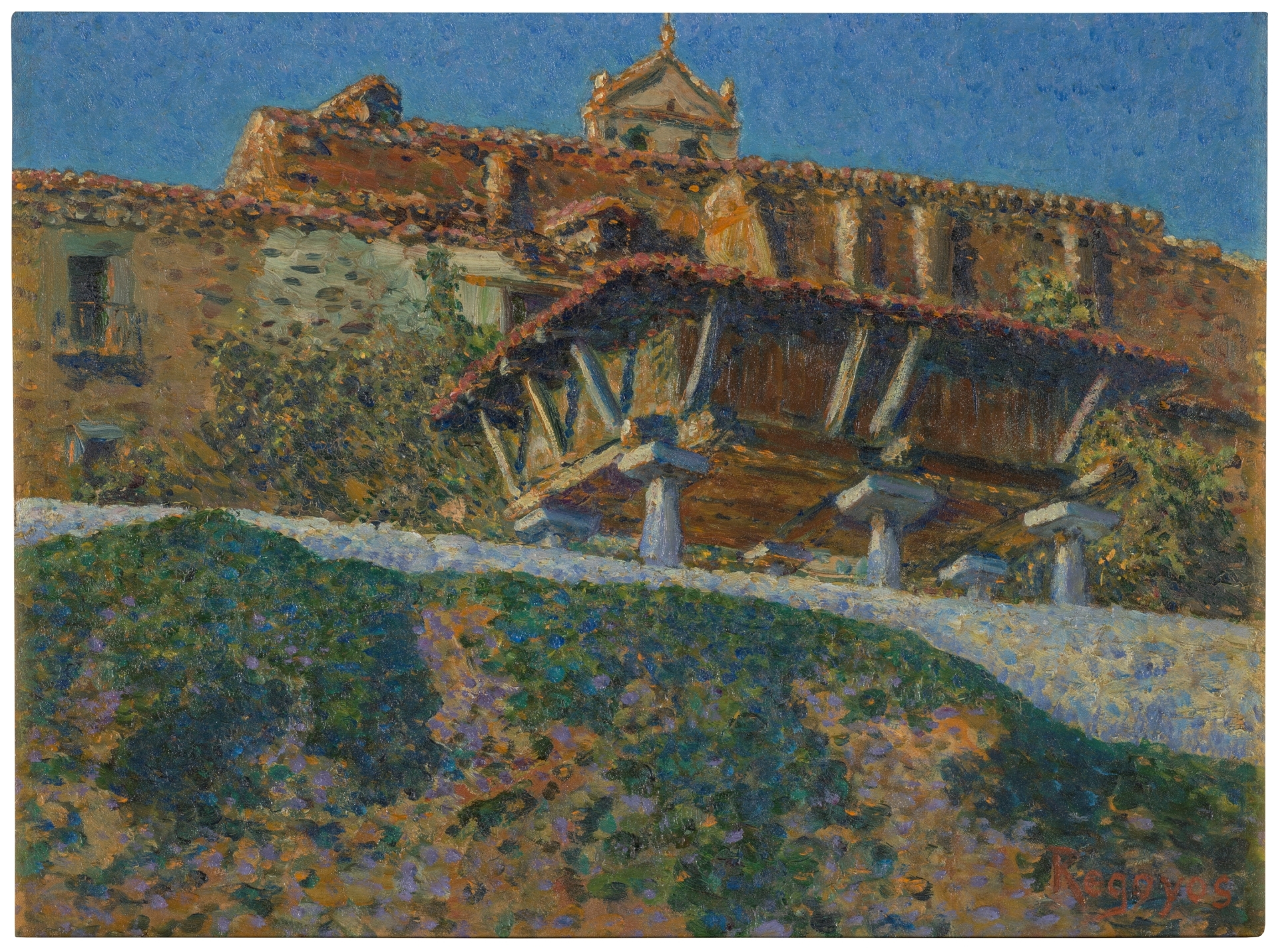
Hórreo (Asturias), de Darío de Regoyos, 1891.

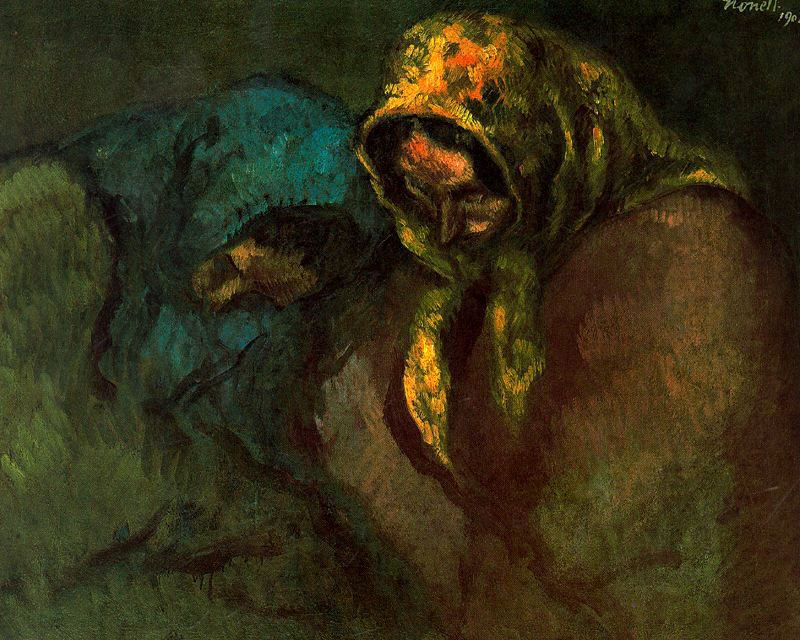
Abatimiento, de Isidro Nonell, 1895.

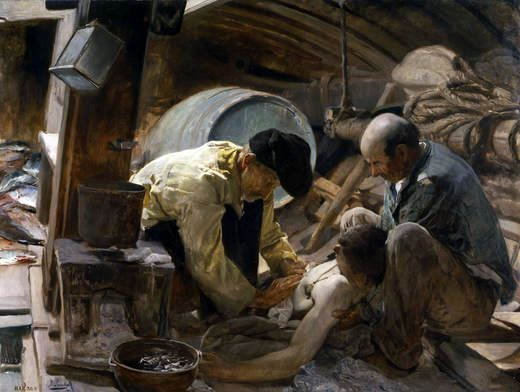
¡Aún dicen que el pescado es caro!, de Joaquín Sorolla, 1894.

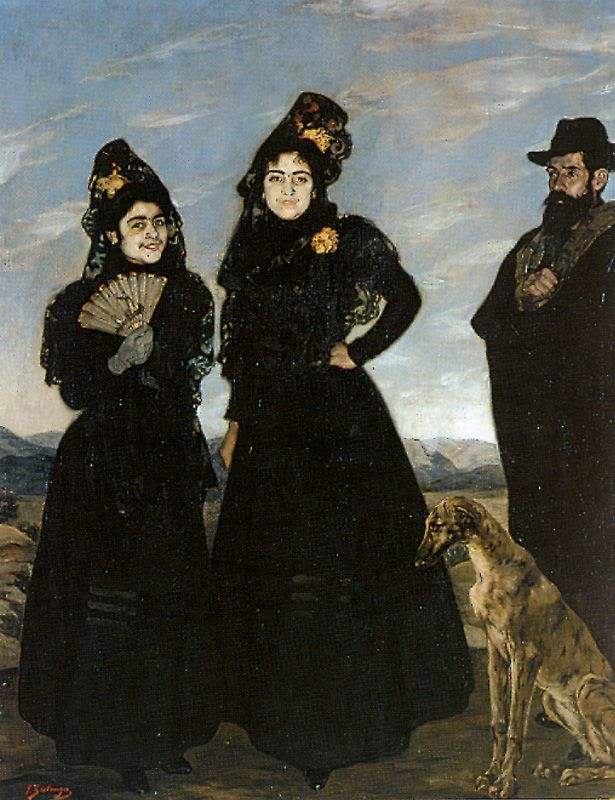
Mi tío y mis primas de Ignacio Zuloaga, 1898.

El último cuarto del siglo XIX (belle époque y fin de siècle en el foco central de la pintura, que es París) vio surgir movimientos artísticos de gran dimensión (Impresionismo, Neoimpresionismo, Postimpresionismo, Simbolismo, Decadentismo, bande noire, Art Nouveau, etc.) que no tuvieron una traslación automática en España.
El Impresionismo español es una etiqueta de definición problemática. Se asocian a ella pintores como Agustín Riancho (1841-1929), Aureliano de Beruete (1845-1912) y Darío de Regoyos (1857-1913). Aunque es muy habitual la calificación como "impresionista" de la pintura de Joaquín Sorolla y su ámbito, posiblemente es más adecuada la etiqueta "luminista" (luminismo valenciano). Es comparable su estética y trayectoria con las de John Singer Sargent, del que es contemporáneo.
Se ha identificado una proximidad al Simbolismo en algunos pintores españoles, como Rogelio de Egusquiza, Luis Ricardo Falero, Eduardo Chicharro y Agüera, Néstor Martín-Fernández de la Torre u otros de más difícil encasillamiento en esta etiqueta (Regoyos, Zuloaga, Romero de Torres, etc.)
A finales de siglo se produce la eclosión de la pintura social y la irrupción de una polémica intelectual entre dos opciones estéticas: el modernismo y el regionalismo; aunque encasillar a los pintores de la época en una sola tendencia es innecesariamente limitante, siendo más cierto que comparten influencias, temas, gustos y técnicas (se ha llegado a hablar de "técnica contaminada").
La valoración historiográfica de la oposición entre ambas tendencias presenta un interesante debate: Para Guillermo Díaz-Plaja "La generación del 98 se distingue por su matiz ético, austero y de preocupación sociológica, mientras que el Modernismo por el contrario se caracteriza por su carácter sensualista. Son contrarios. Las actitudes de ambos grupos están perfectamente diferenciadas. [El primero se] caracteriza por su gusto por lo germánico, lo fáustico, el amor por Velázquez en pintura y por la austeridad del paisaje castellano. Por el contrario los modernistas son más mediterráneos, con un gusto por lo apolíneo, afines al Greco, y prefieren la alegría, la luz y el color de Andalucía". Para Alonso Zamora Vicente serían ambas una respuesta crítica de la burguesía regeneracionista a la crisis española, teniendo el Modernismo una base local catalana. Eduard Valenti también identifica ambas con la ruptura de base social burguesa, aunque de soluciones opuestas: el regionalismo supondría un cierre en la tradición y el modernismo una exhibición del poder del dinero nuevo a través del horror vacui. También es necesario considerar que todos los pintores profesionales de esta época tienen una sólida formación académica, que algunos de los mejores forman parte de las instituciones y que la conversión del "academicismo" en una etiqueta peyorativa (equivalente al kitsch) es fruto de la crítica y la historiografía reciente (particularmente desde el triunfo de las vanguardias en el siglo XX), que ha eclipsado a muchos excelentes pintores que no responden a criterios "rupturistas".

Se puede considerar al retratista y pintor de historia José Moreno Carbonero (1860-1942) formado con Gérôme, como el pintor academicista español por excelencia y que fue enormemente admirado por su alumno Salvador Dalí.
Víctor Nieto Alcaide

El regionalismo estuvo representado por pintores procedentes de todas las regiones españolas, aunque no se limitan a la reproducción de los aspectos físicos y humanos ("paisaje y paisanaje") de las propias (al igual que los escritores de la generación del 98, con los que tienen mucho en común): valencianos como Joaquín Sorolla (1863-1923) o Vicente Castell (1871-1934); gallegos como Fernando Álvarez de Sotomayor (1875-1960) o Castelao (1886-1950) -dibujante satírico, de muy importante actividad política e intelectual-; vascos como Valentín de Zubiaurre (1879-1963) o Ignacio Zuloaga (1870-1945) -pintor del paisaje castellano, caracterizado por su crudeza en el dramatismo-; andaluces como Manuel Gómez-Moreno González (1834-1918) y su amigo Francisco Muros Ubeda (1836-1917) -reproducen la vida íntima de la clase media y artesana y algunos paisajes románticos como la Alhambra de Granada-, ambos de una generación anterior, más vinculada al costumbrismo de mediados de siglo.

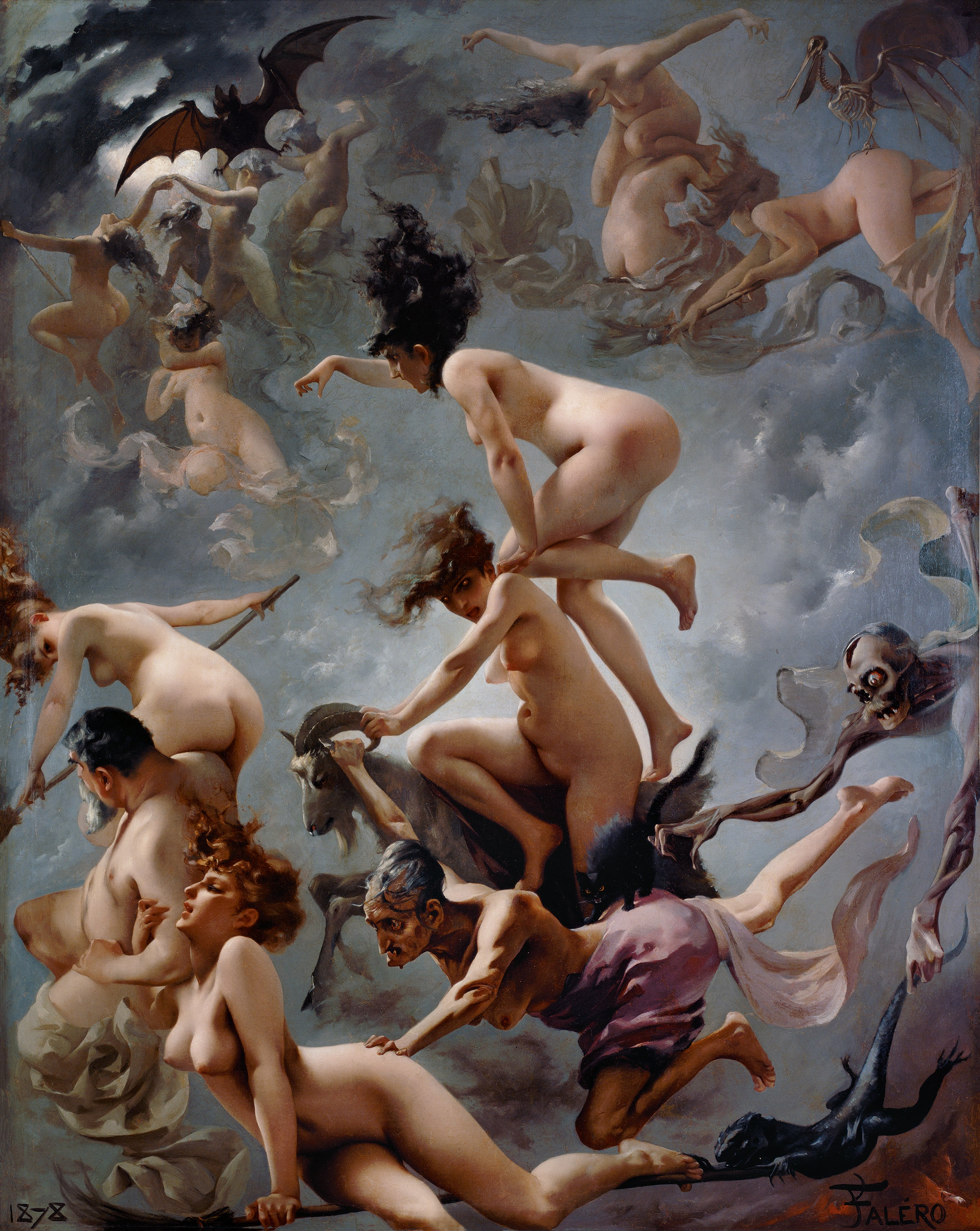
Brujas yendo al Sabbath, de Luis Ricardo Falero, 1878.
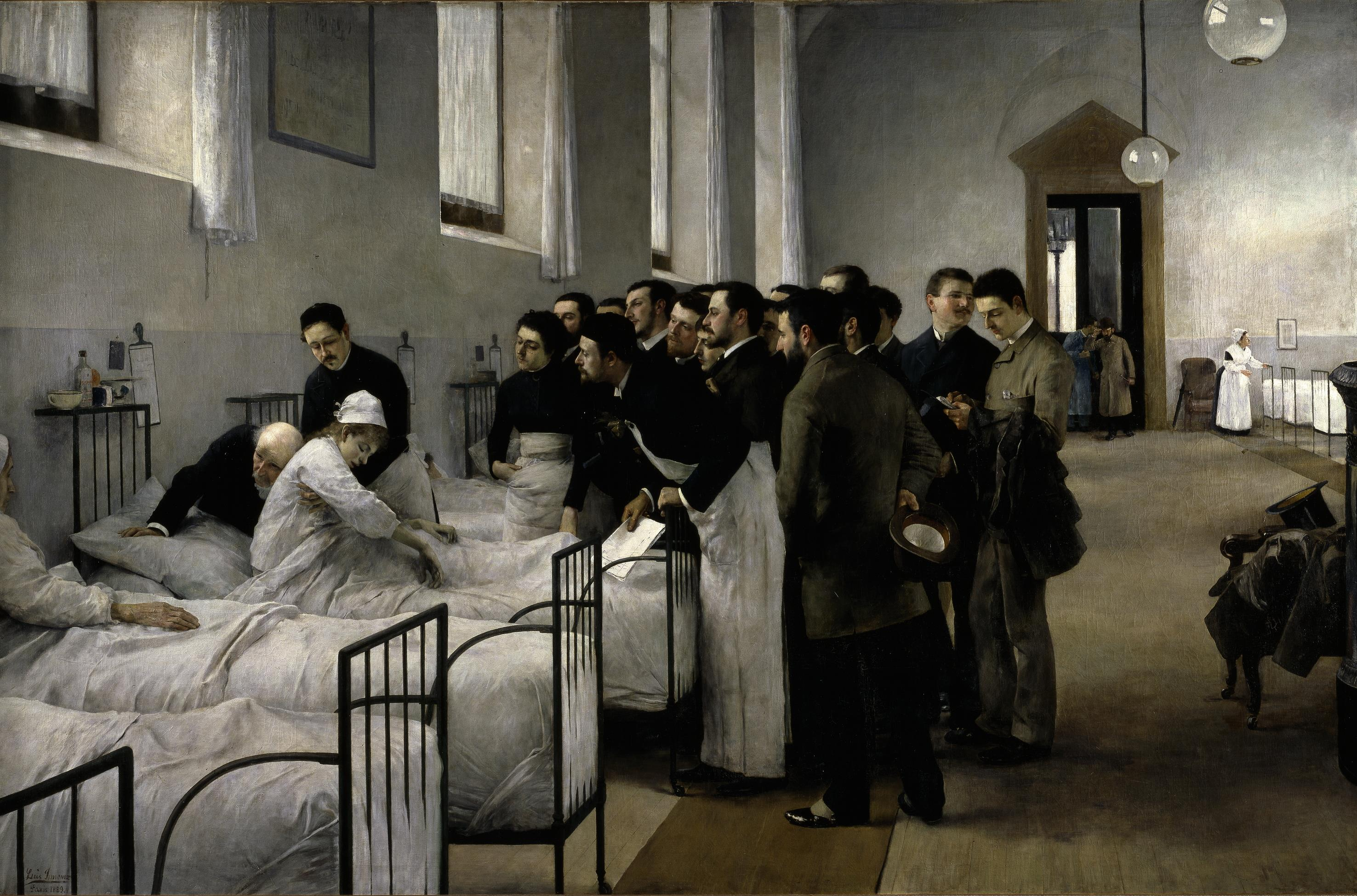
La visita al hospital, de Luis Jiménez Aranda, 1889.
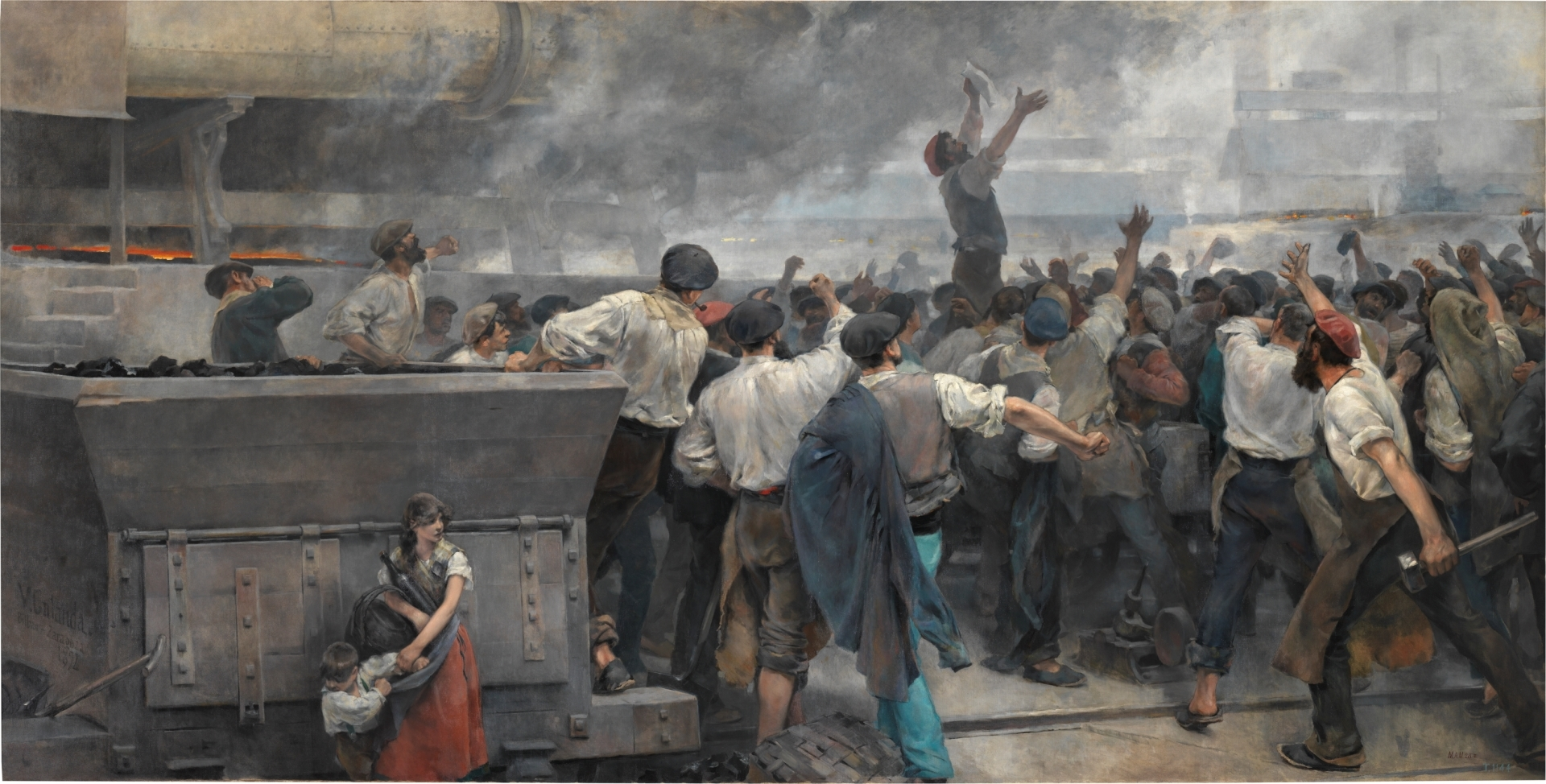
Huelga de obreros en Vicaya, de Vicente Cutanda, 1892.
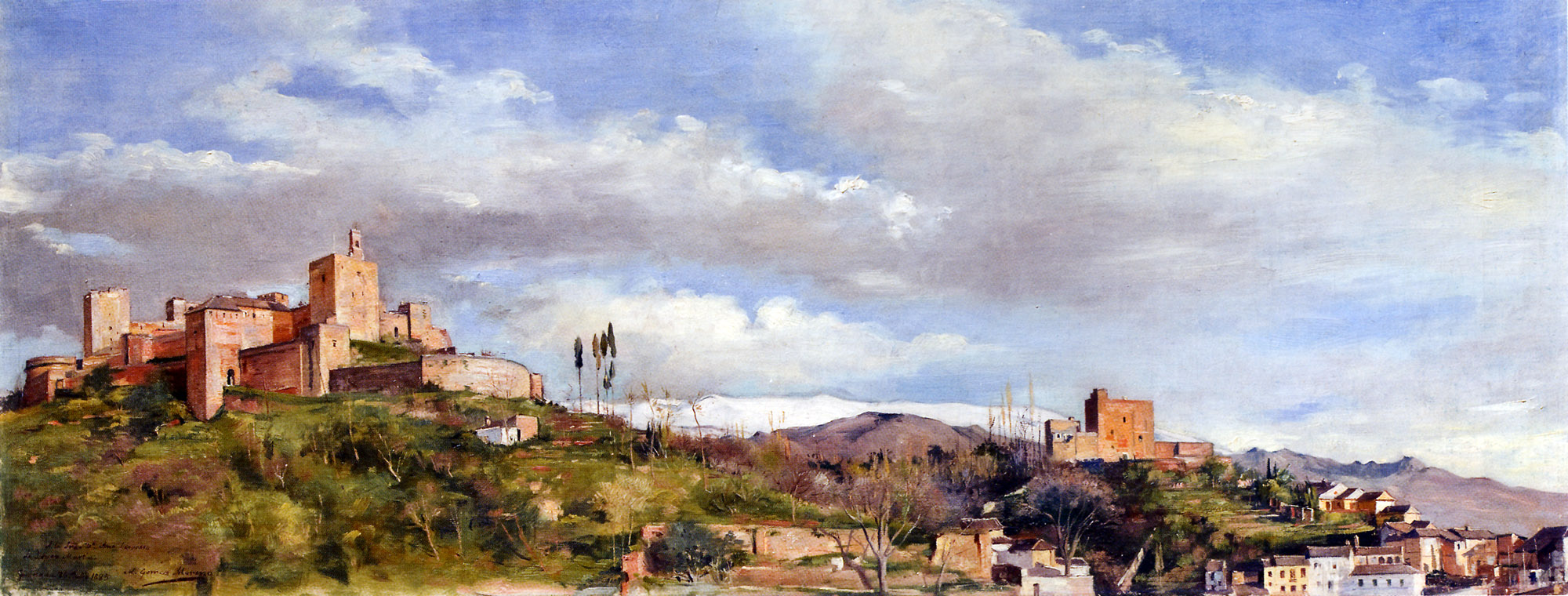
La Alcazaba y Torres Bermejas, de Manuel Gómez-Moreno, 1895.
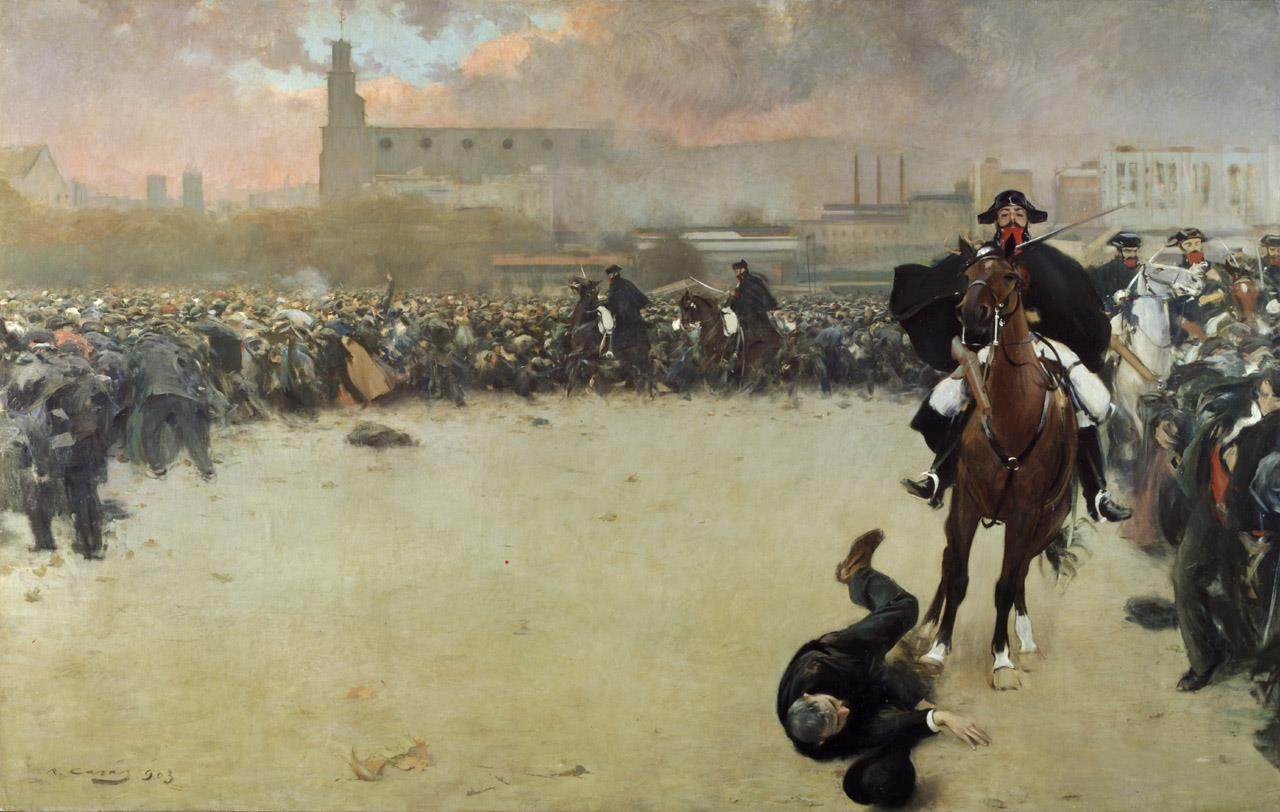
La carga, de Ramón Casas, 1899.
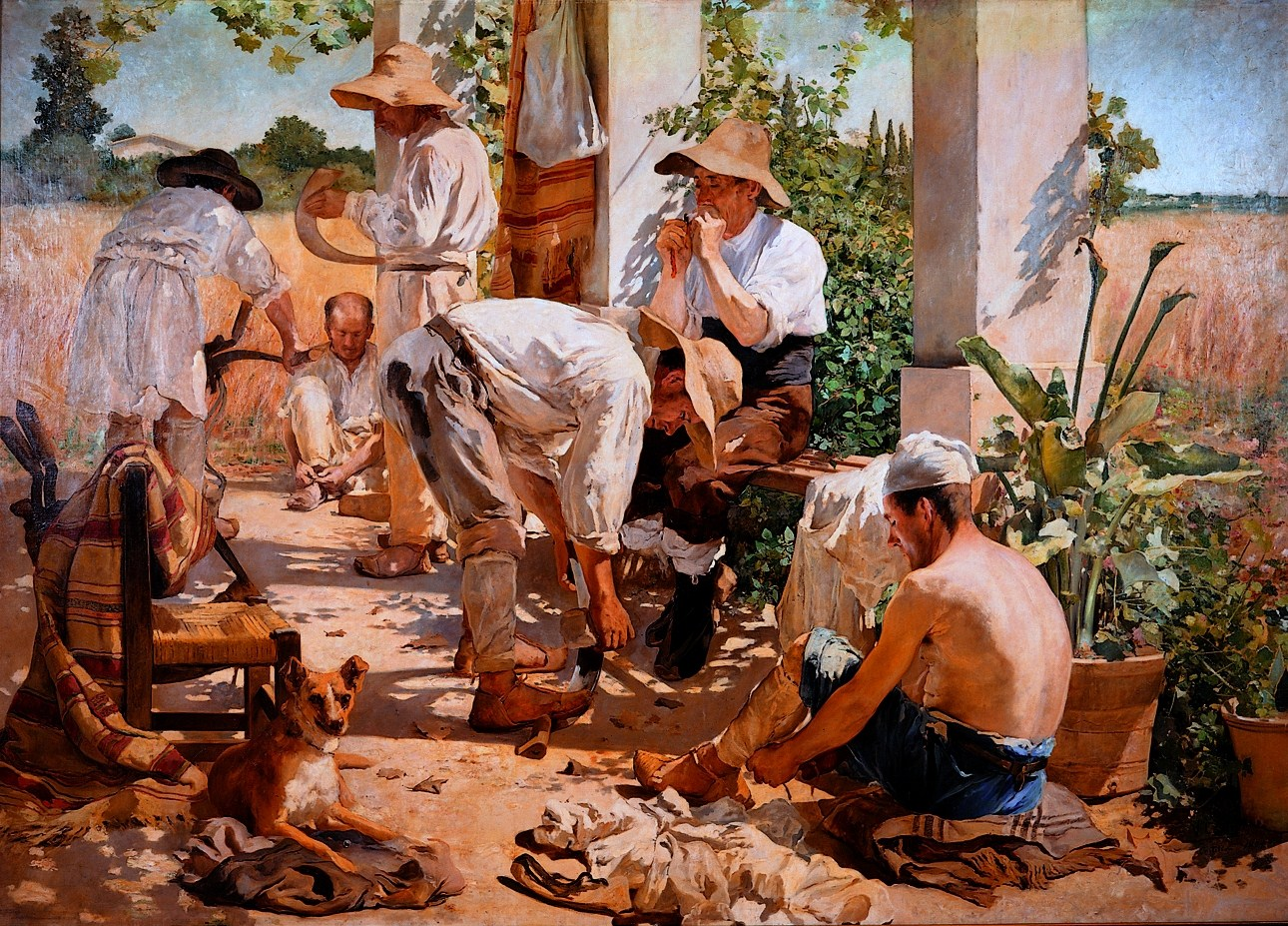
Descanso de segadores, de Vicente Castell, 1901.
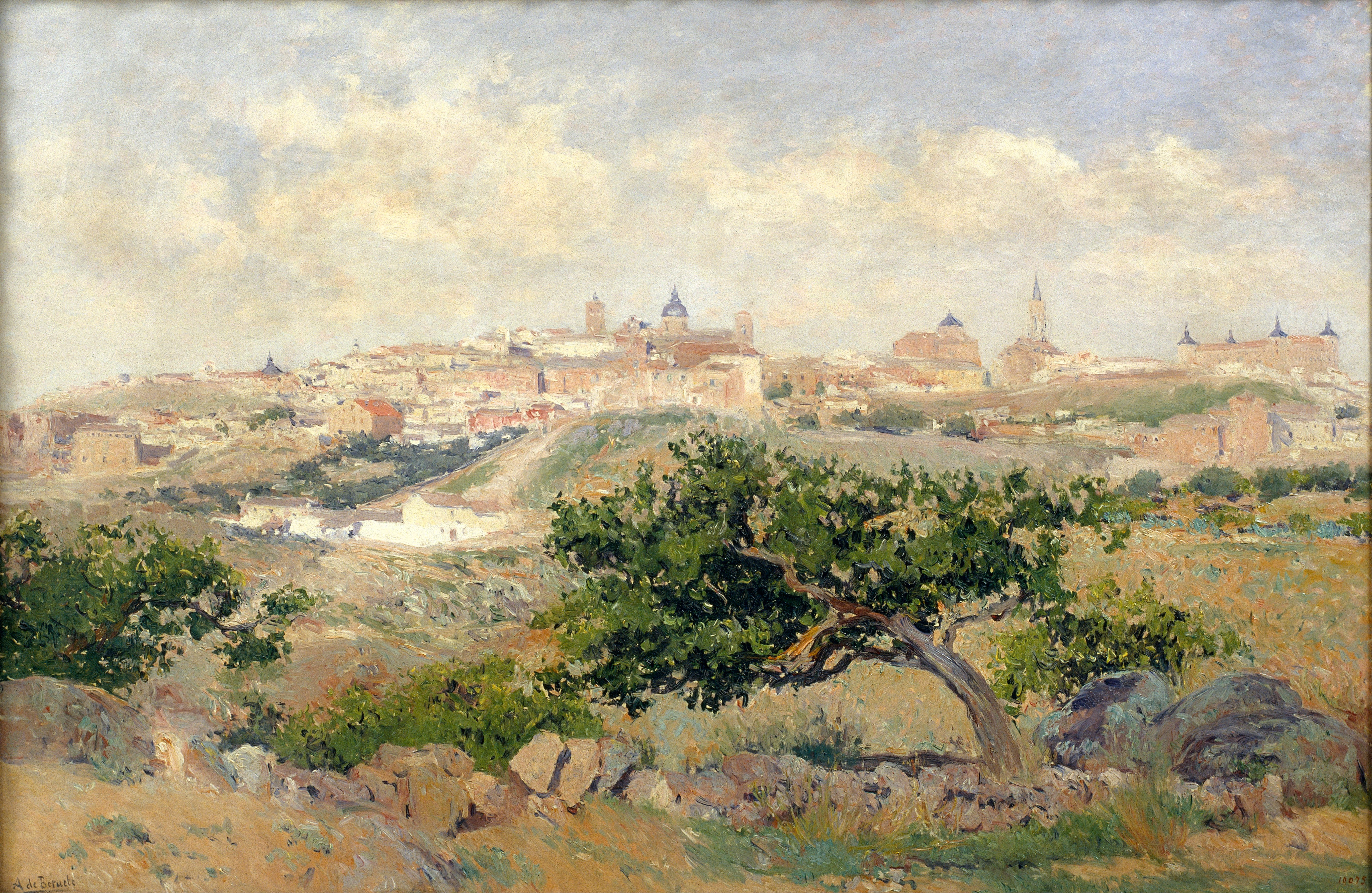
Vista de Toledo, de Aureliano de Beruete, 1907.
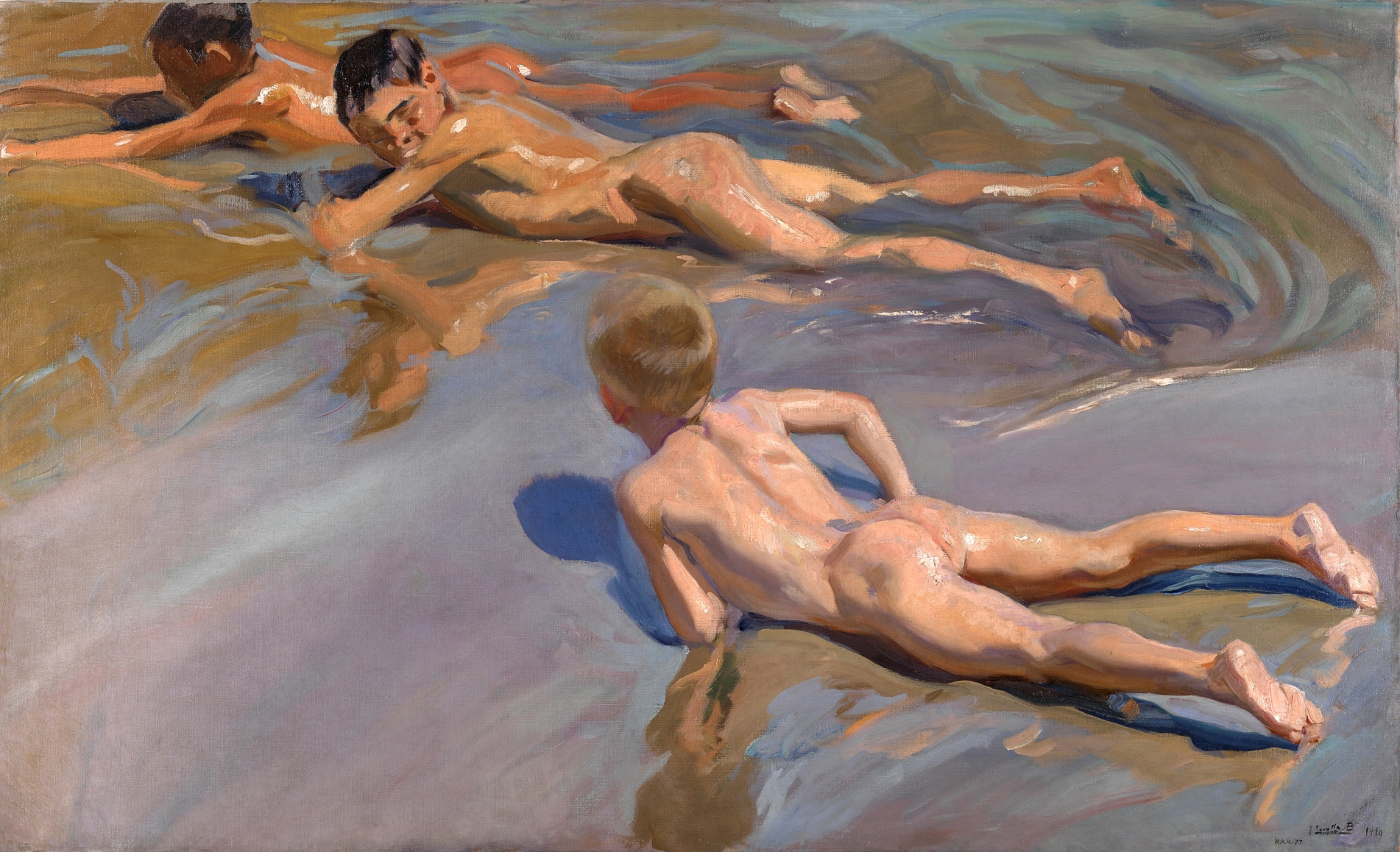
Chicos en la playa, de Joaquín Sorolla, 1910.

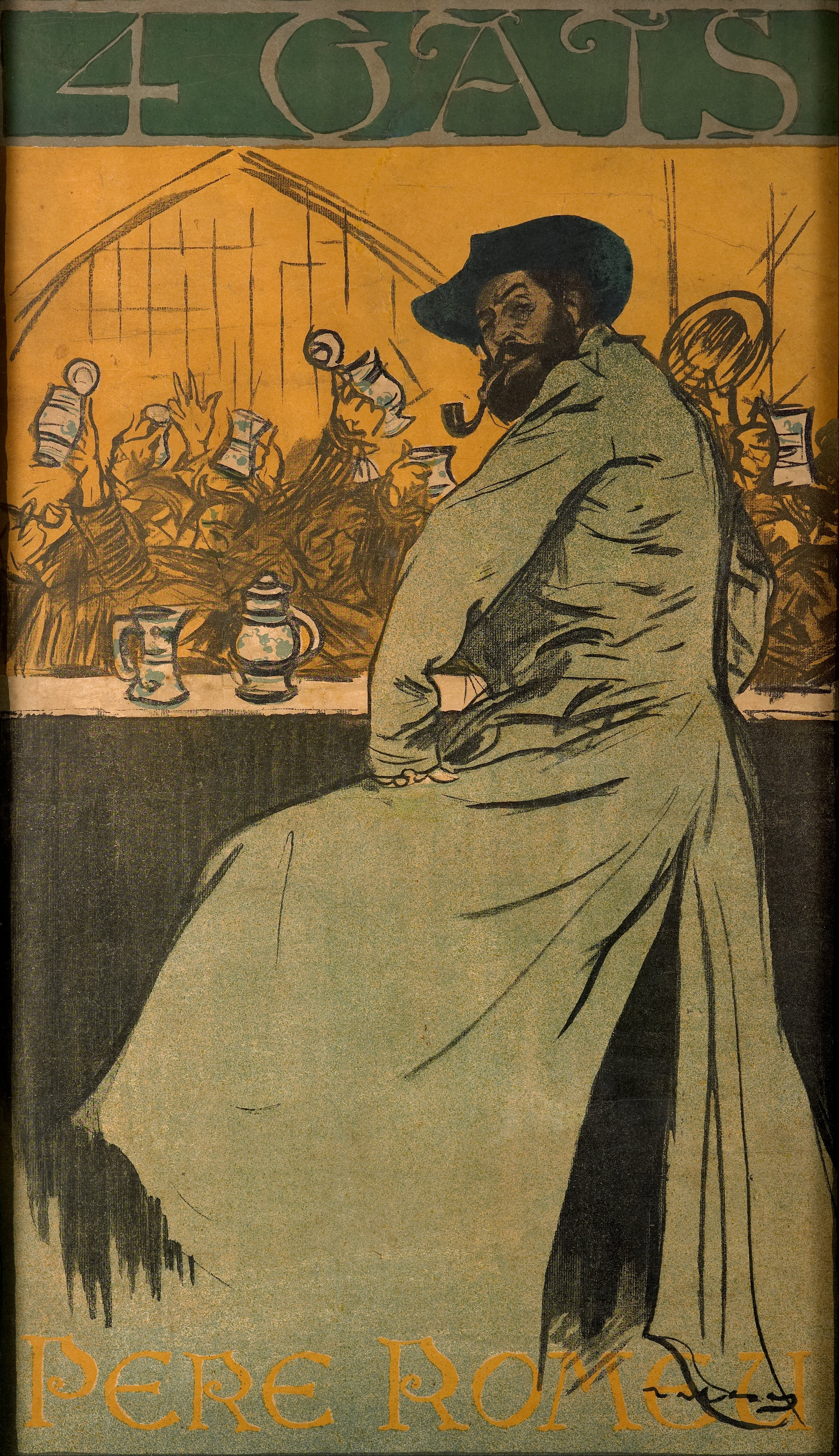
4 gats, de Ramón Casas, 1900.

El modernismo catalán, en el paso del XIX al XX, incluyó un grupo de pintores muy ligados al mundo cultural barcelonés, que se reunían en bares y ferias modernistas, como Els Quatre Gats (en los bajos de la Casa Martí, obra del arquitecto Josep Puig i Cadafalch): Santiago Rusiñol (1861-1931) -que también escribió novelas, teatro y actuaba como actor-, Ramón Casas -cartelista y retratista, participó con pinturas en la Exposición Mundial de París de 1900-, Antoni Utrillo (1867-1944), Isidro Nonell (1873-1911), Joaquim Mir (1873-1940) o Néstor Martín Fernández de la Torre (1887-1938). Las ilustraciones de publicaciones periódicas, la publicidad y el cartelismo adquieren una gran importancia.

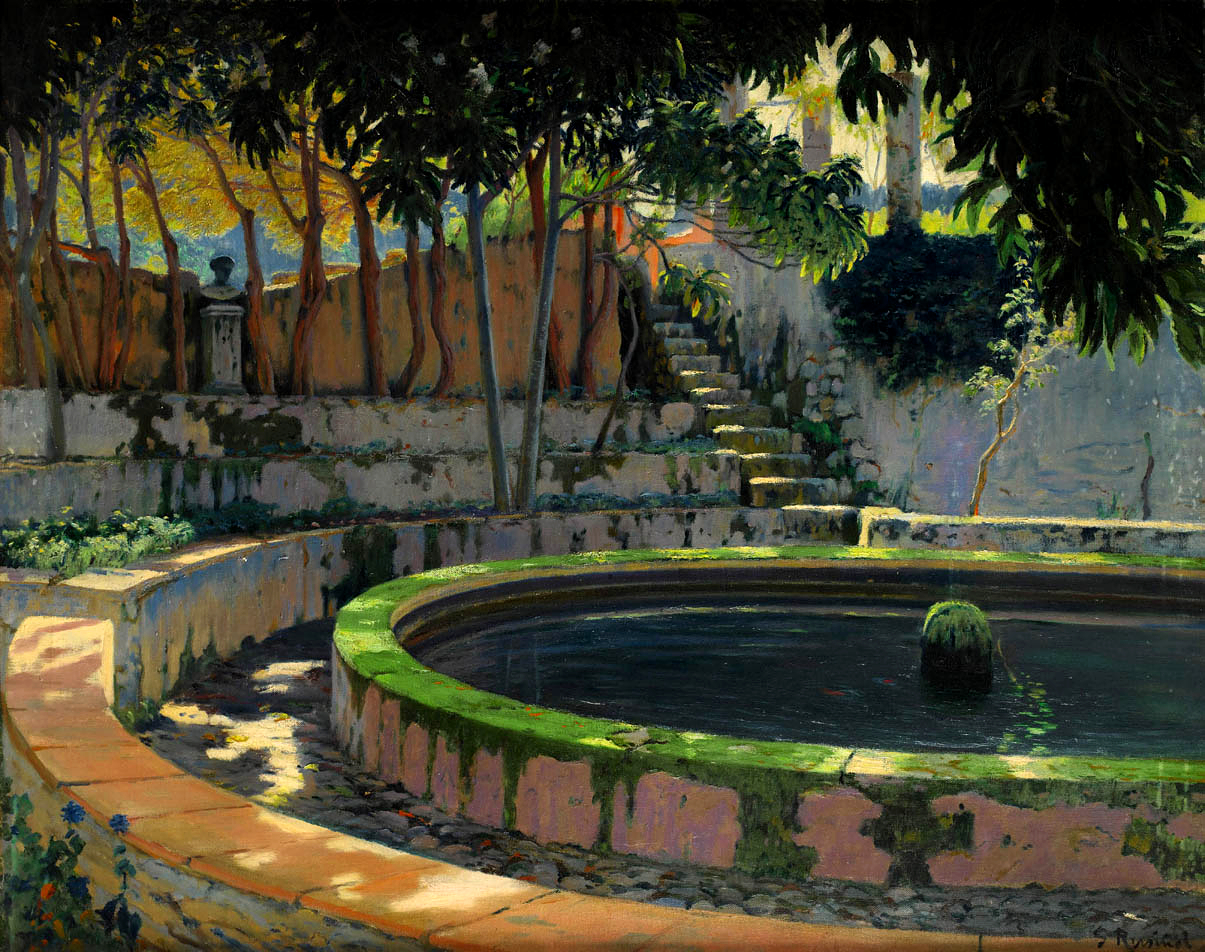
Son Moragues, de Santiago Rusiñol, ca. 1903.
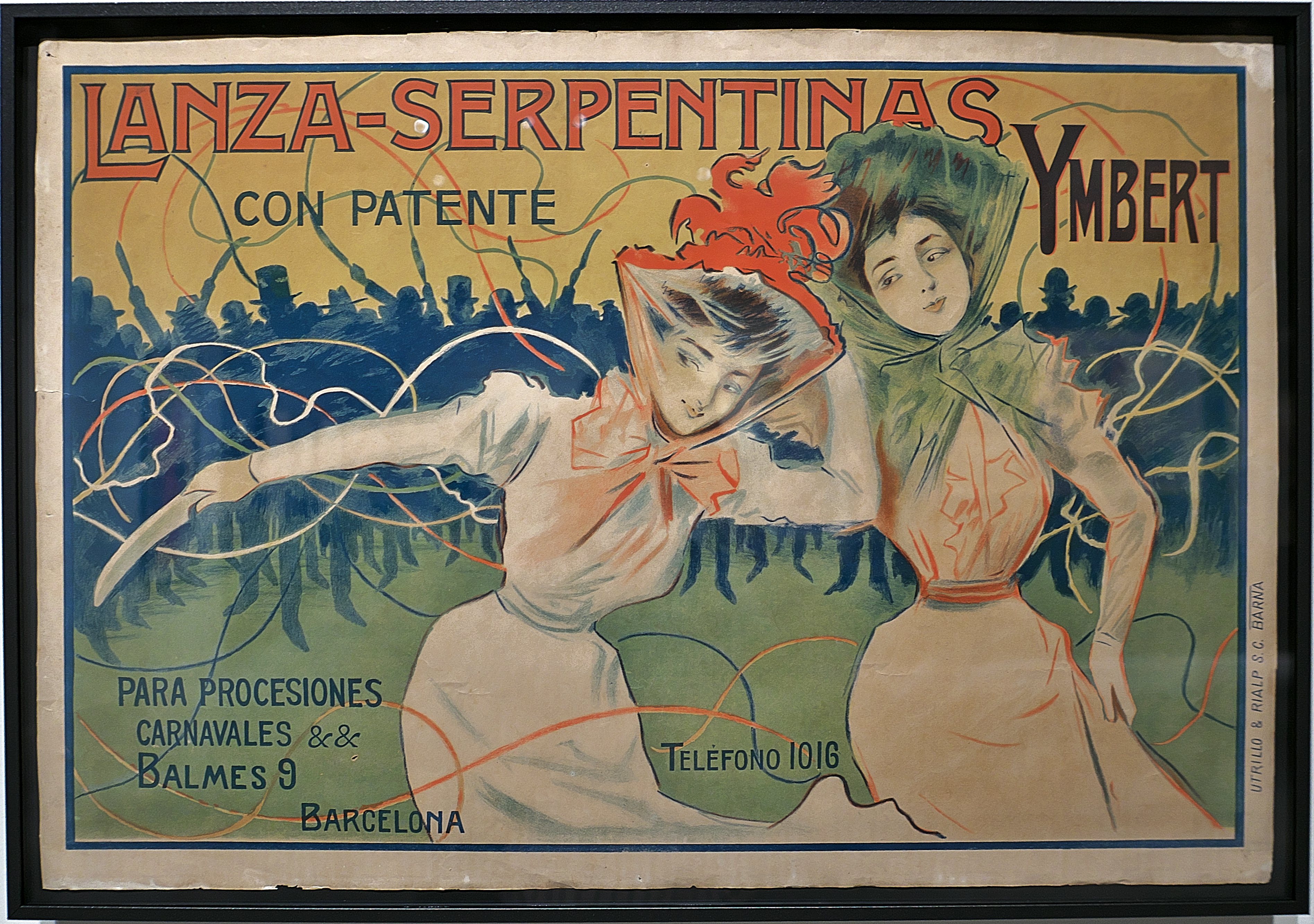
Lanza serpentinas Ymbert, de Antoni Utrillo, ca. 1906.

## Primera parte delSigloXX
En esta época aparecen algunos de los pintores españoles de más proyección internacional de todos los tiempos (Picasso, Dalí, Miró) y movimientos artísticos con gran protagonismo español (Cubismo, Surrealismo); además de otros de dimensión local (Novecentismo -Noucentisme-).
En todo caso, la adscripción a cualquiera de esas tendencias, a las anteriores o a las posteriores, es demasiado limitante tanto para ellos como para muchos de los más destacados pintores de las generaciones que se suceden en el comienzo de siglo y el periodo de entreguerras entre las dos guerras mundiales (1918-1939); periodo que tiene una especial importancia en la pintura española, como en toda su cultura, al coincidir con la que se ha denominado Edad de plata de las ciencias y las letras españolas y que quiebra de forma trágica con la guerra civil española (1936-1939, que también se combatió a través de los carteles y de los pabellones de la Exposición Internacional de París de 1937 -con el Guernica de Picasso y El segador de Miró en el republicano español y la Intercesión de Santa Teresa de José María Sert en el del Vaticano-). Entre estos pintores "inclasificables" están Francisco Iturrino, Juan de Echevarría, Fernando de Amárica, Julio Romero de Torres, José María Sert, Daniel Vázquez Díaz, José Gutiérrez Solana, Rafael de Penagos, Benjamín Palencia, Carlos Sáenz de Tejada, Josep Renau, etc.

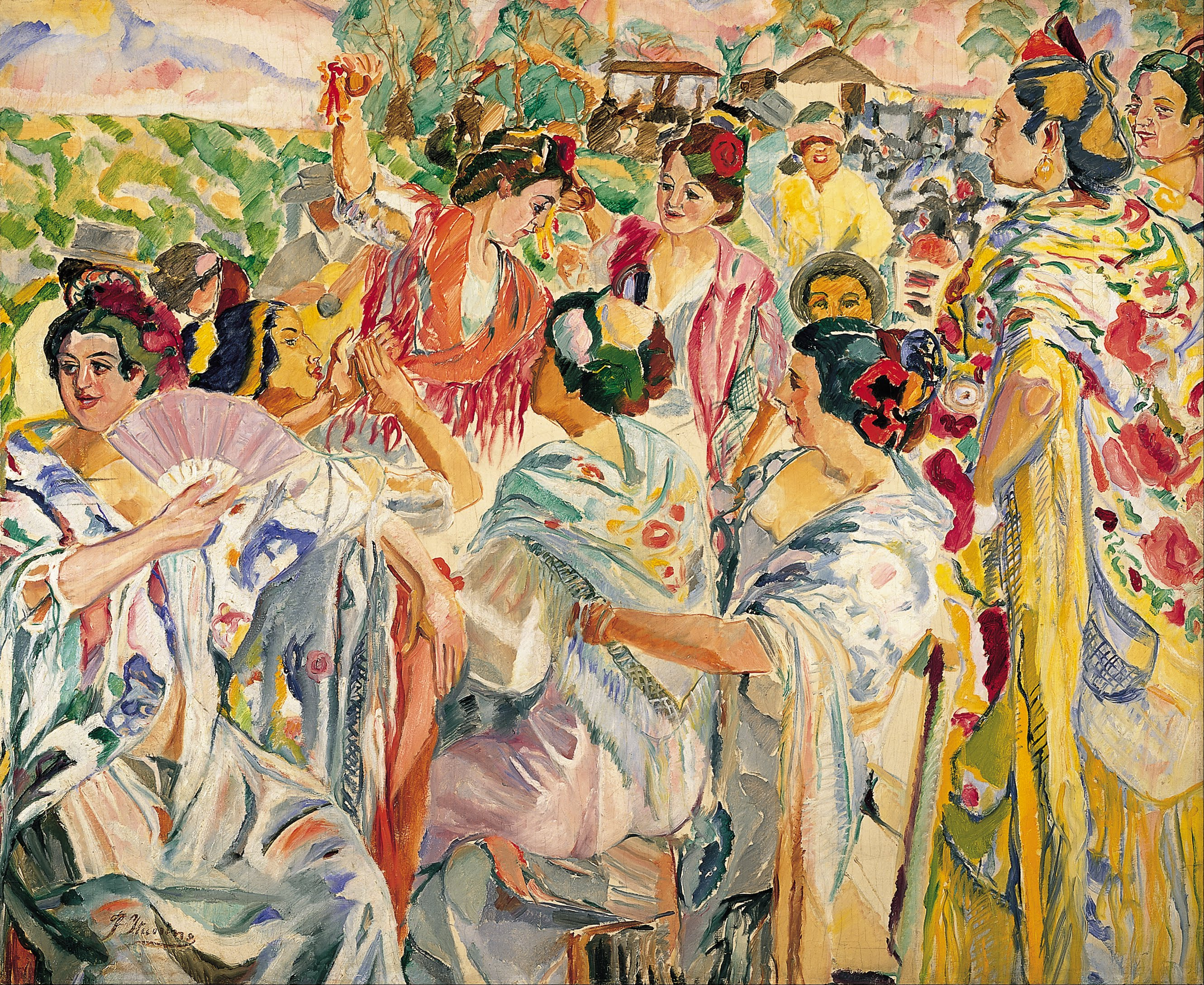
Manolas, de Francisco Iturrino (1908-1909).
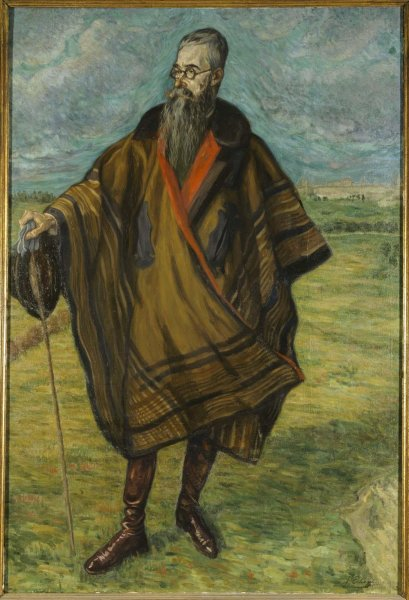
Retrato de Valle Inclán, de Juan de Echevarría (1922).
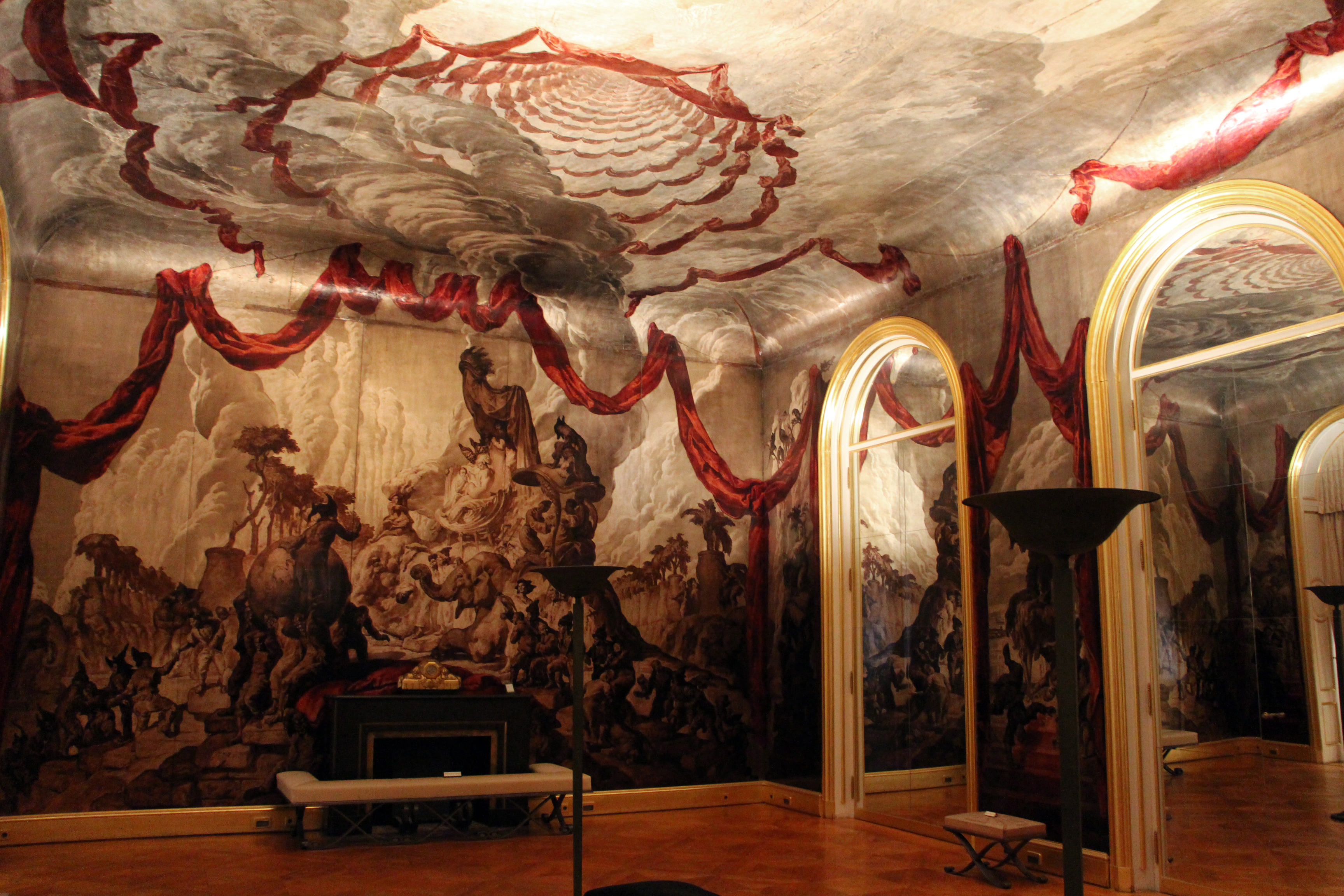
Decoración del salón de baile del Hotel de Wendel, de José María Sert (1925).
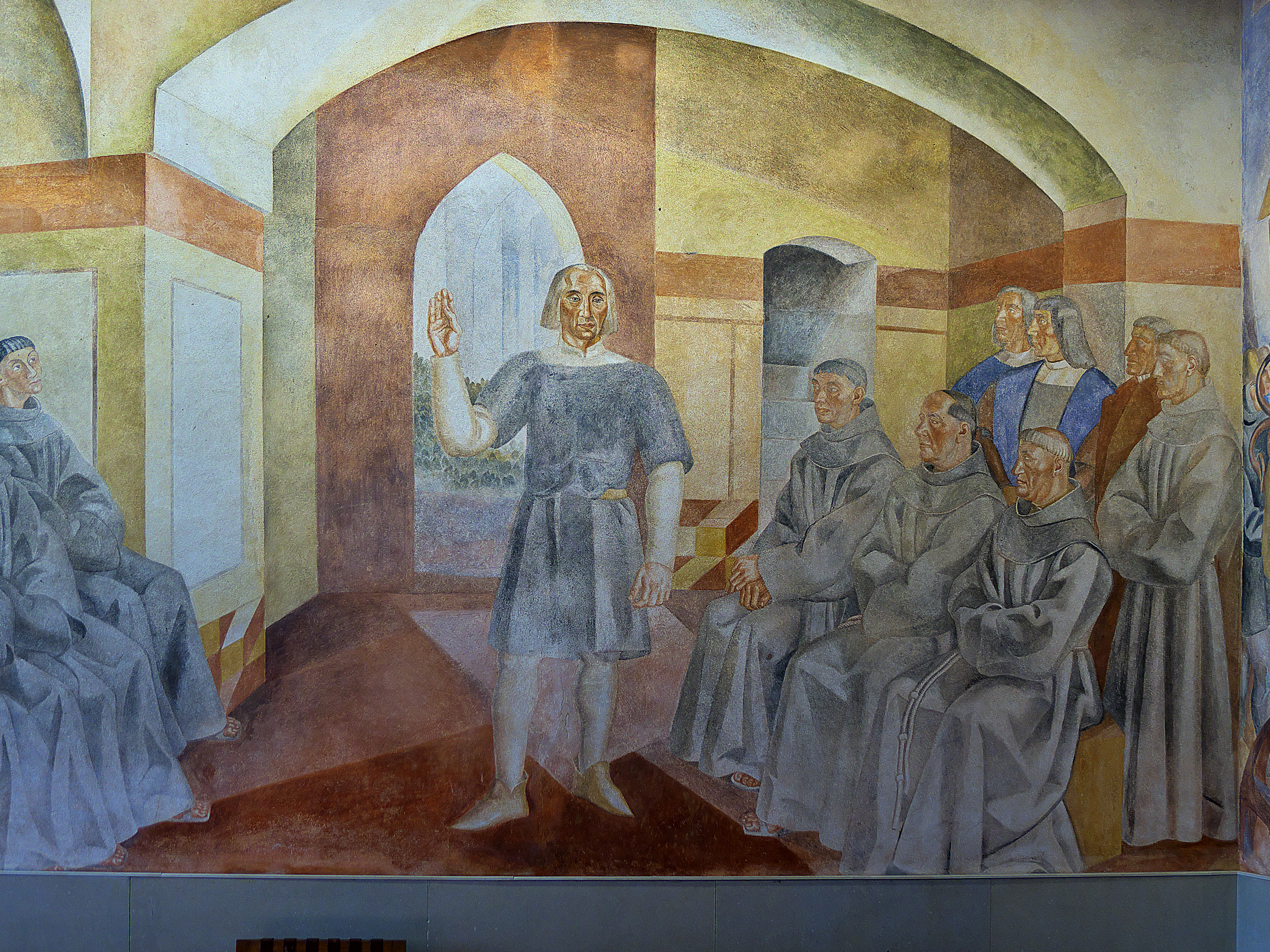
Detalle de la serie de frescos Poema del Descubrimiento, de Daniel Vázquez Díaz, en el Monasterio de La Rábida (1930).
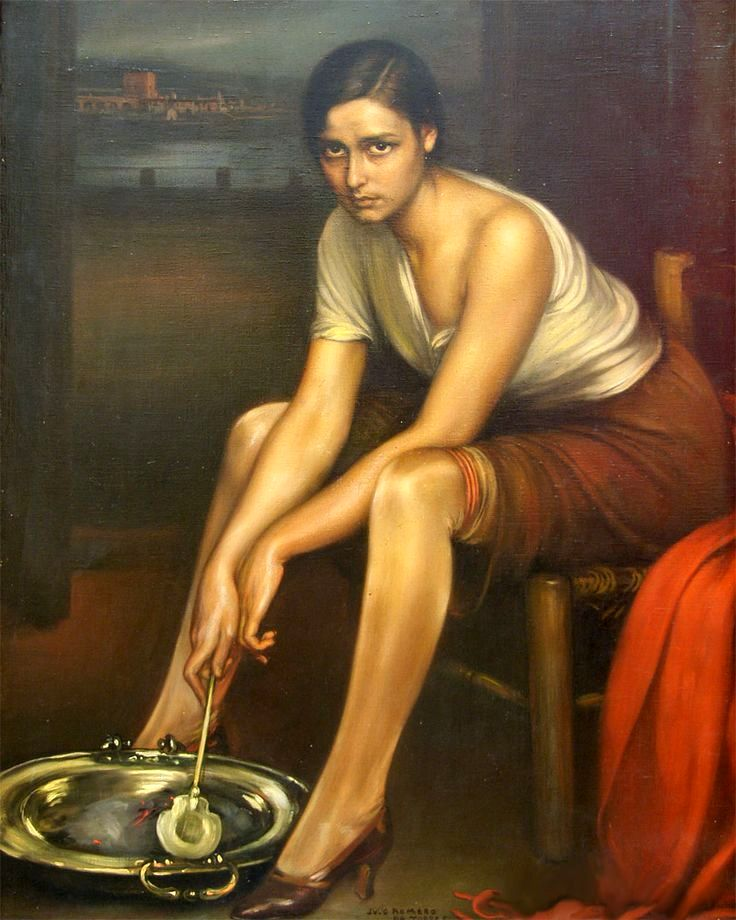
La chiquita piconera, de Julio Romero de Torres (1930).

### Novecentismo

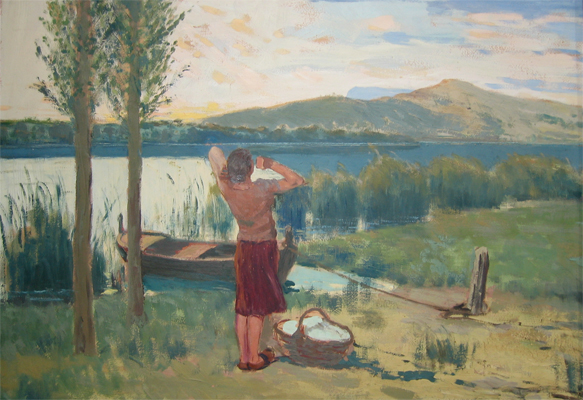
Noia estirant-se ("Chica estirándose"), de Joan Llimona, 1916.

El Novecentismo surge a principios del siglo XX como una derivación del Modernismo; y como éste, tiene su centro en Cataluña (Noucentisme, término acuñado por el escritor Eugenio D'Ors), e intenta poner la cultura catalana a un nivel más amplio. Contiene muchas características del Modernismo, como el que un artista debe cultivar más de una expresión artística. Es difícil distinguir los pintores del Novecentismo y del Modernismo, ya que muchas de las obras son muy parecidas. Destacan entre otros Hermenegildo Anglada Camarasa (1871-1959) o Joan Llimona.[cita requerida]
Manuel Hugué (1872-1945), Joaquín Sunyer (1875-1956), Joaquín Torres García (1874-1949) y Josep de Togores (1893-1970) fueron los más
significativos representantes de la plástica noucentista; siendo varios de ellos, además de pintores, también destacados escultores (en escultura fue precedente Josep Clarà). Recibieron el apoyo del galerista Josep Dalmau desde 1912. Una significativa incorporación fue Rafael Barradas, de origen uruguayo (1890-1929). En este ámbito estético barcelonés de la segunda década del siglo XX, en el que convive el noucentisme con las vanguardias que llegan de París (particularmente el cubismo) se situó la obra inicial de Joan Miró y Salvador Dalí. Fuera del foco catalán, se han considerado próximos al novecentismo Daniel Vázquez Díaz, Benjamín Palencia, Francisco Bores (1898-1972) o Alberto Sánchez (1895-1962, más conocido como escultor).

### Cubismo

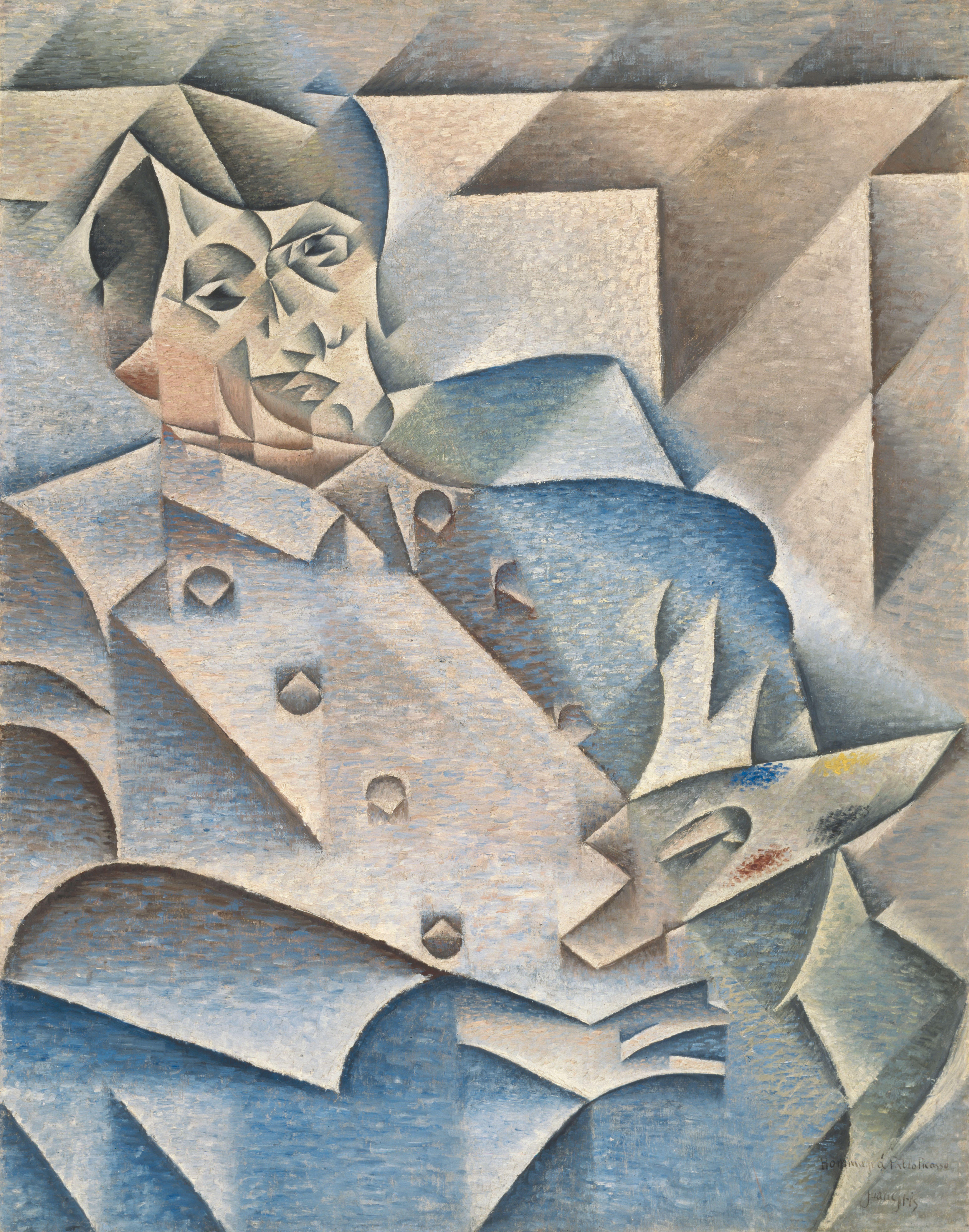
Retrato de Picasso por Juan Gris.

En el surgimiento de las vanguardias de comienzos del siglo XX, tocó al Cubismo un claro protagonismo de dos pintores españoles residentes en París: Pablo Ruiz Picasso y Juan Gris (junto al francés Georges Braque).
La prolongada trayectoria vital y artística de Picasso sobrepasa ampliamente el ámbito de este estilo.
El impacto del cubismo en España fue limitado, pero puede detectarse en Daniel Vázquez Díaz (presente en París en la época en que se forma el estilo, vuelve a España donde realiza la parte principal de su obra) y, de forma más evidente, en María Blanchard (cuya trayectoria es inversa: de España a París). Otros pintores españoles que se acercaron a Picasso en París en los años 20 y 30 fueron Francisco Bores, Hernando Viñes, Ismael González de la Serna, Ginés Parra o Manuel Ángeles Ortiz. Hay algún uso de la etiqueta "Neocubismo" para describir la influencia del cubismo en pintores como Joaquín Peinado, González de la Serna, Pancho Cossío (cuya obra también se etiqueta como "pintura-poesía" o "plástica-poética") o Vázquez Díaz.

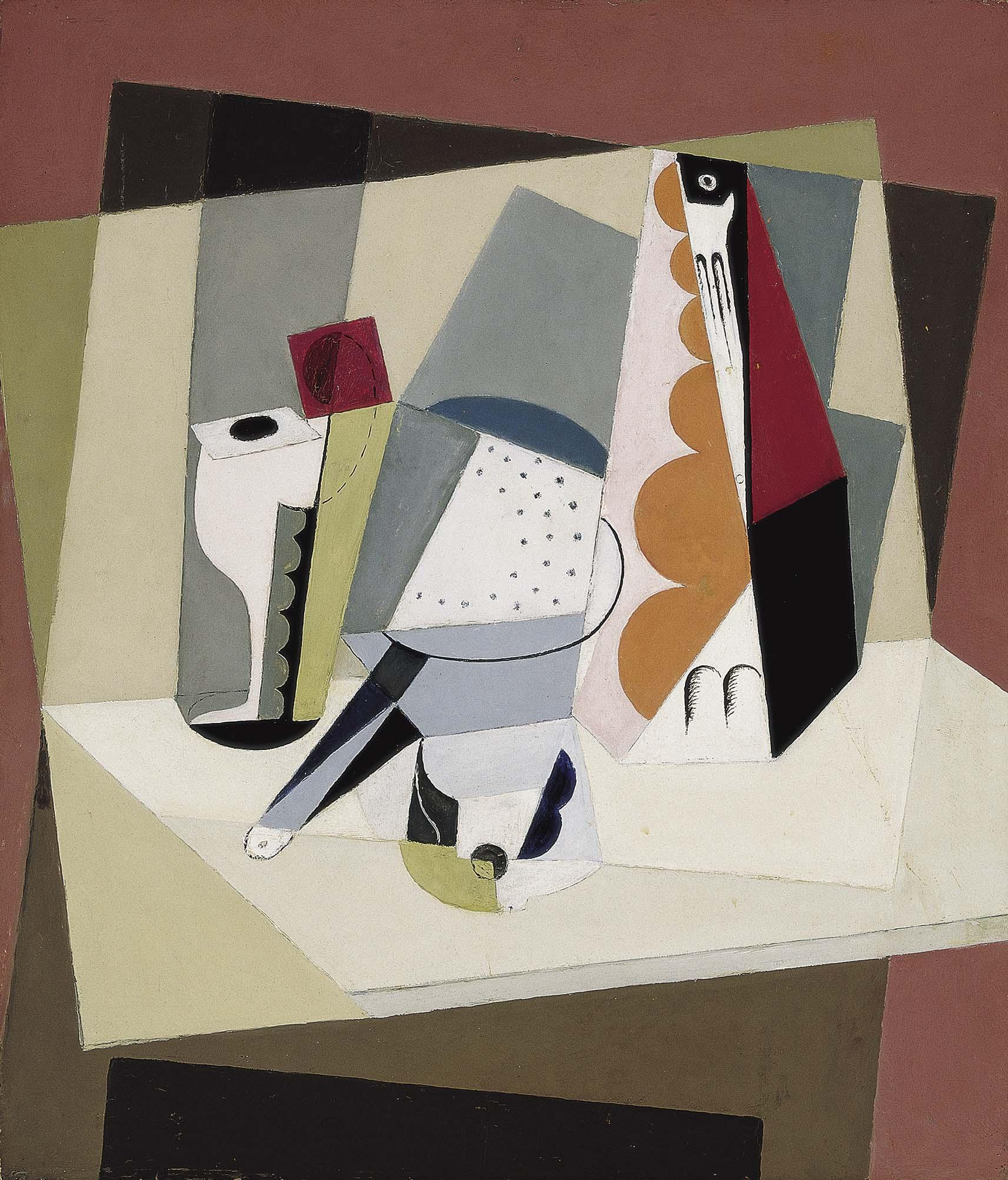
Naturaleza muerta cubista, de María Blanchard, 1917.

### Surrealismo

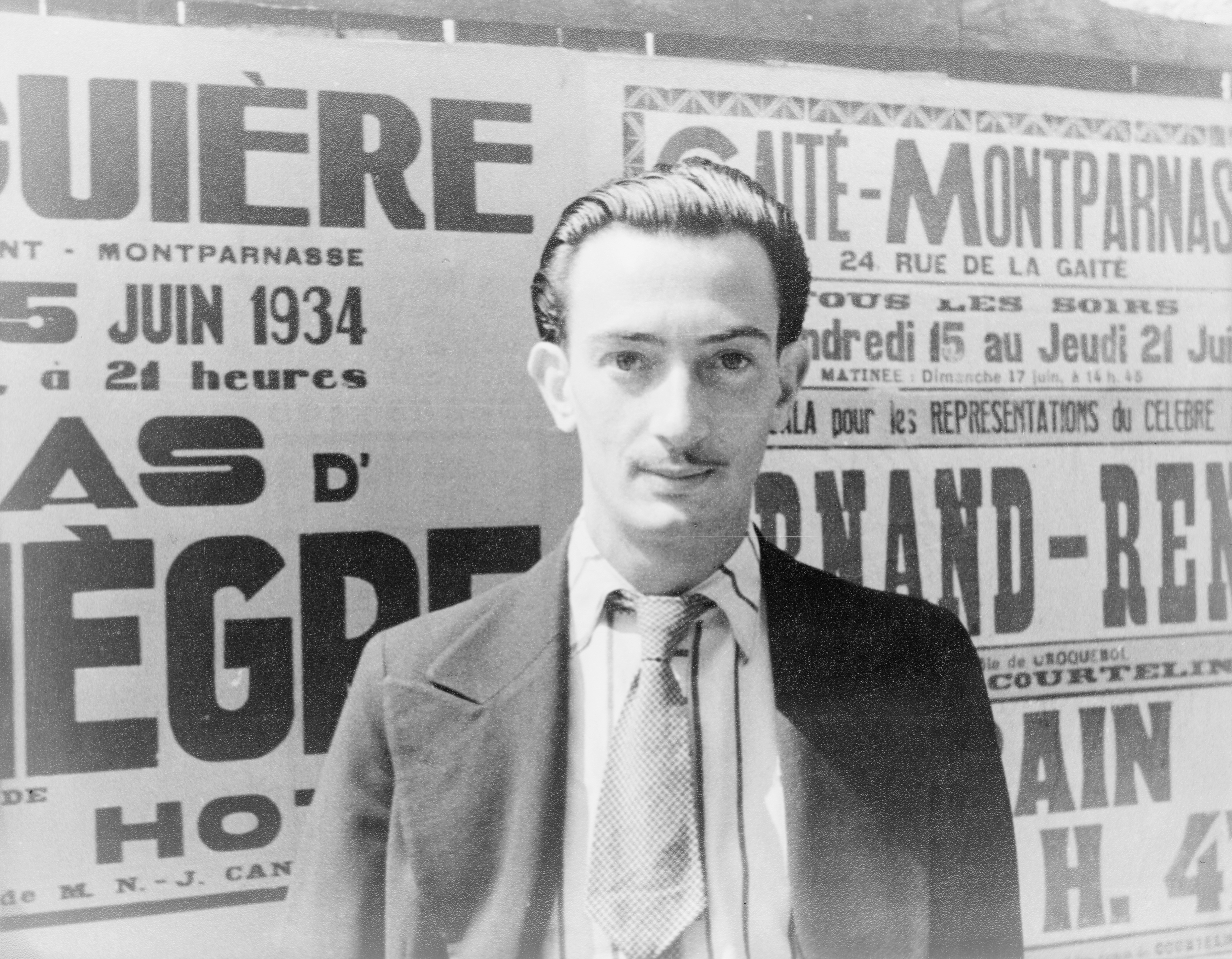
Salvador Dalí.

En España el surrealismo aparece en torno a los años veinte no en su vertiente puramente vanguardista sino mezclado con acentos simbolistas y de la pintura popular. Picasso con su surrealismo neocubista. Salvador Dalí fue expulsado de la Academia en 1926, poco antes de sus exámenes finales, tras afirmar que nadie en la Academia era lo bastante competente para examinarle. Joan Miró manifestó su deseo de abandonar los métodos convencionales de pintura, en sus propias palabras de «matarlos, asesinarlos o violarlos», para poder favorecer una forma de expresión que fuese contemporánea.[cita requerida]
La nómina de pintores españoles próximos al surrealismo, al menos en alguna fase de su actividad, es muy extensa: Óscar Domínguez (inventor de una técnica propia -decalcomanía-) Juan Ismael, Remedios Varo, Moreno Villa, Aurelio Suárez, José Caballero, Àngel Planells, Joan Massanet, Josep de Togores, Esteve Francés, José Luis González Bernal, Federico Comps, Alfonso Buñuel, Eugenio Granell, Antonio Saura, etc. Benjamín Palencia, Maruja Mallo y Nicolás de Lekuona desarrollaron en la Escuela de Vallecas un trabajo colectivo que se denominó "surrealismo telúrico". Fueron muy importantes los espacios institucionales compartidos, como la Residencia de Estudiantes, revistas (L’Amic des Arts, Hélix, Arts  -Barcelona-, Gaceta de Arte -Tenerife- Noreste -Zaragoza-), asociaciones (ADLAN -Amics de l'Art Nou-), exposiciones (la exposición de la Sociedad de Artistas Ibéricos - 1925-, la Exposición Internacional del Surrealismo en el Ateneo de Santa Cruz de Tenerife -Eduardo Westerdahl, 1935-, la Exposición Logicofobista -Barcelona, 1936-).

## Mediados y finales delSigloXX

### Abstracción y figuración
Tras la posguerra, periodo de afirmación de un concepto tradicional de pintura española, negando la vanguardia, el propio régimen franquista vio la oportunidad de legitimarse también a través de la obra de artistas que hubieran mostrado cercanos al bando perdedor, incluso de algunos que comienzan a volver del exilio. Desde finales de los años cuarenta se produce una escisión estética entre la pintura abstracta que en España se identifica con la etiqueta del Informalismo (excepto en el caso de Pablo Palazuelo, que cultiva la abstracción geométrica; tanto en el grupo catalán Dau al Set -Antoni Tàpies, Modest Cuixart, Joan-Josep Tharrats- como en el madrileño El Paso -Rafael Canogar, Juana Francés, Manuel Viola, Luis Feito, Manuel Rivera Hernández, Antonio Saura-, el conquense del Museo de Arte Abstracto Español -Fernando Zóbel, Gustavo Torner, Gerardo Rueda-, el canario -Manolo Millares, César Manrique-, etc.) y la pintura figurativa (Benjamín Palencia -y en su torno la segunda escuela de Vallecas o la escuela de Madrid- y otras figuras, aisladas o reunidas en grupos de afinidad, como Rafael Zabaleta, Ramón Gaya y Lorenzo Goñi, o Godofredo Ortega Muñoz). La distancia entre figuración y abstracción no significaba falta de relación entre sus seguidores, que mantenían estrechos contactos.

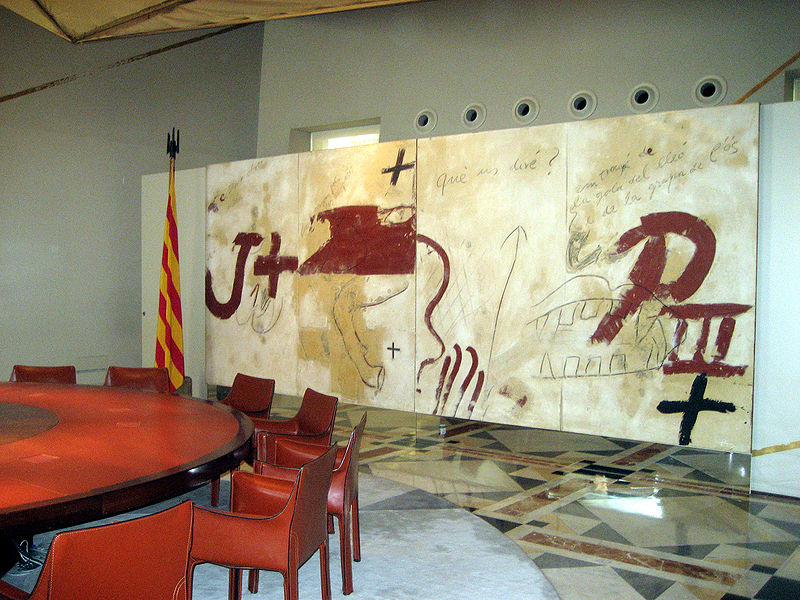
Una obra de Tàpies preside las reuniones del gobierno autonómico catalán en la Sala Tarradellas.
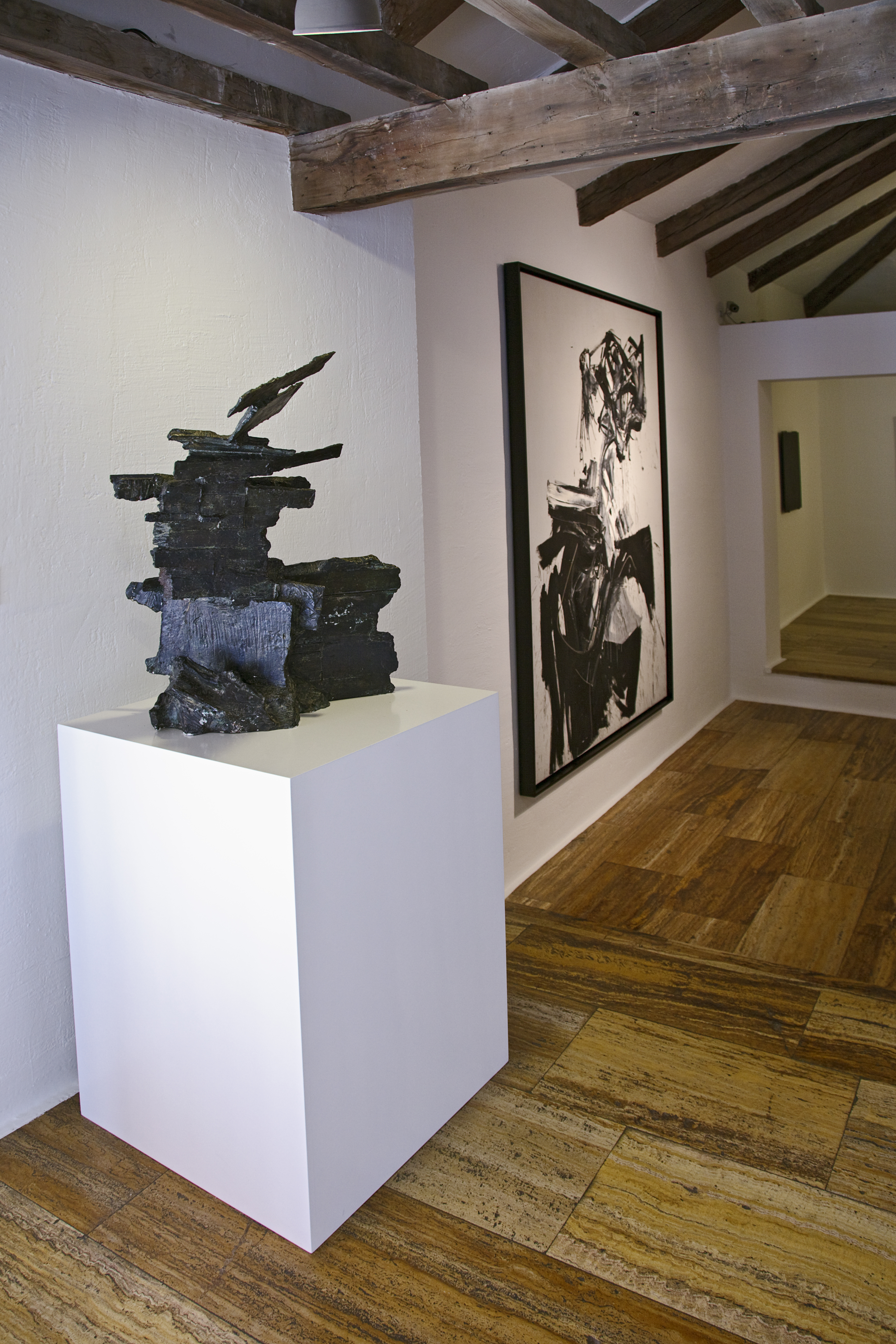
Una de las salas del Museo de Arte Abstracto Español de Cuenca.
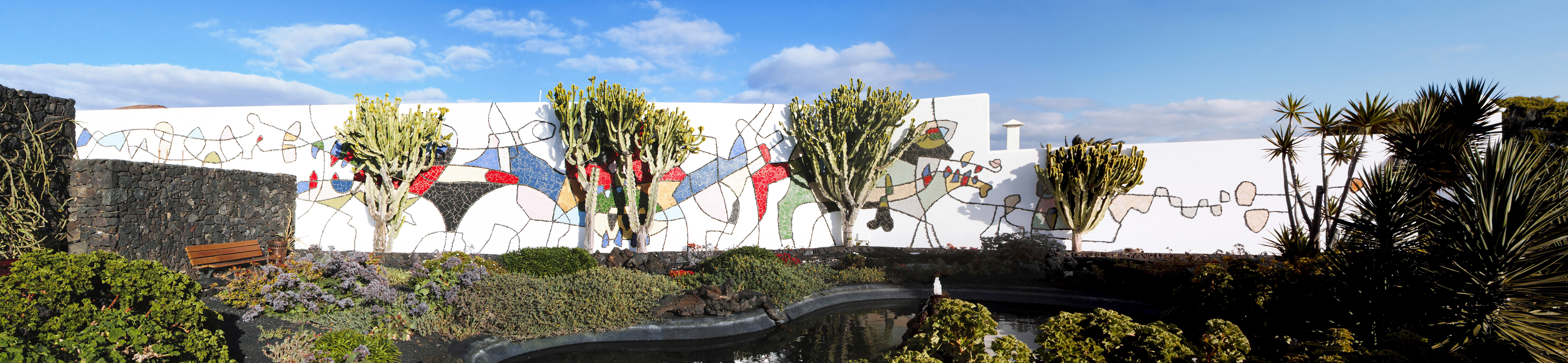
Fundación César Manrique, Lanzarote.
Paisaje con castaños, de Ortega Muñoz, 1966.Paisaje con castaños, de Ortega Muñoz, 1966.

### Arte pop
La década de 1960 significó para el franquismo una intensificación del aperturismo y la búsqueda de un compromiso con la modernidad, coincidente con la celebración de los 25 años de paz y las campañas turísticas, que evidenciaba el interés del sistema productivo y el político por los recursos de la publicidad y el diseño gráfico, más allá del cartelismo tradicional. En la recepción y adopción en España de la estética del Pop art fue significativa la obra de fotógrafos como Ortiz Echagüe y Joaquín del Palacio (Kindel), o equipos de diseño gráfico como el Grupo 13. La frontera entre la colaboración y la crítica al sistema era objeto de discusión en trabajos de Estampa Popular o el grupo valenciano Crónica de la Realidad, de donde surgieron Equipo Crónica (Manolo Valdés y Juan Antonio Toledo, que utilizan composiciones fotográficas, imágenes publicitarias y del cómic) y Equipo Realidad. Eduardo Arroyo, interesado en el entorno y crítica del medio cultural, utilizaba iconos de los medios de comunicación de masas y de la historia de la pintura, con desprecio por cualquier estilo establecido; y es seleccionado para la Biennale di Venezia de 1976. El cómic en España pasa a tener una fuerte voluntad de expresión artística, incluyendo perspectivas de compromiso social, que en el caso de Elsa Plaza, es feminista (Una vida, 1978).

### Pintura española en la Transición y la Democracia
Conviviendo con el Pop y la abstracción se da en España el hiperrealismo, sobre todo en Madrid y Sevilla. En la capital destaca Antonio López, pero también hay que nombrar a pintores como José Hernández, Matías Quetglas, Isabel Quintanilla y Amalia Avia. En Sevilla sobresalen las figuras de Cristóbal Toral y Eduardo Naranjo.
El realismo de Antonio López García crea escuela en Madrid denominada "realismo madrileño", y representada en los años 90 por un grupo de pintores entre los que figuran los nombres de Roberto González Fernández y Consuelo Hernández.
Dentro del posmodernismo español son significativas las obras de Miquel Barceló. También son populares, en cierta medida, las del andaluz Guillermo Pérez Villalta.[cita requerida]
Durante los años 80 y 90 del siglo pasado se produce en la pintura española la aparición de varias corrientes estéticas, que en ocasiones resultan contradictorias, pero que conviven perfectamente en la trayectoria artística de algunos pintores dando lugar a una suerte de postmodernismo ajeno a la preocupación de unicidad estilística. En la línea de pintura abstracta de contenido lírico, abierta a una iconografía de signos suaves y orgánicos, estaría situada la obra de Juan Uslé y Antonio Murado. En un terreno pictórico neofigurativo emparentado con imágenes neo pop y espacios próximos al mundo onírico surrealista, tendríamos las obras de Ángel Mateo Charris, Juan Ugalde, Dis Berlín y Joel Mestre. Otra característica que define la pintura española de los años 90 es la puesta en duda de los materiales tradicionalmente pictóricos, introduciéndose una pintura que se extiende por todo el espacio expositivo y borra sus fronteras con la escultura. En esta última tendencia estarían situadas las obras del artista leonés Daniel Verbis. En el nuevo siglo se produce la aparición de nuevas abstracciones como las de Pablo Rey, la pintura llevada al extremo de su propio cuestionamiento en artistas como Perejaume.[cita requerida]
Los complejos de inferioridad frente al exterior que gran parte del mundo cultural mantuvo durante el franquismo se pretendieron superar con posturas atrevidas y cosmopolitas, con una voluntad de universalizarse y superar la anterior imagen de la modernidad que suponía el informalismo (aunque tomando como referentes un par de pintores que no eran precisamente los más exitosos aquella generación (Luis Gordillo y José Herrero). Tales pretensiones se han indicado como definitorias de pintores nacidos a finales de los cuarenta y en los años cincuenta (generación de los 70): Miguel Ángel Campano Carlos Alcolea, Alfonso Albacete, Guillermo Pérez Villalta, José María Sicilia, Juan Uslé, Guillermo Pérez Villalta, Chema Cobo, Carlos Alcolea, Carlos Franco, Miquel Barceló, Ferran García Sevilla, etc. (Juan Navarro Baldeweg, citado en las fuentes junto a ellos, es una década anterior).
Ya en democracia, la pintura que convive con la llamada movida madrileña de finales de los 70 y comienzos de los 80 contó con nombres como Ouka Leele, Antón Patiño, Javier de Juan o Pedro Castrortega.

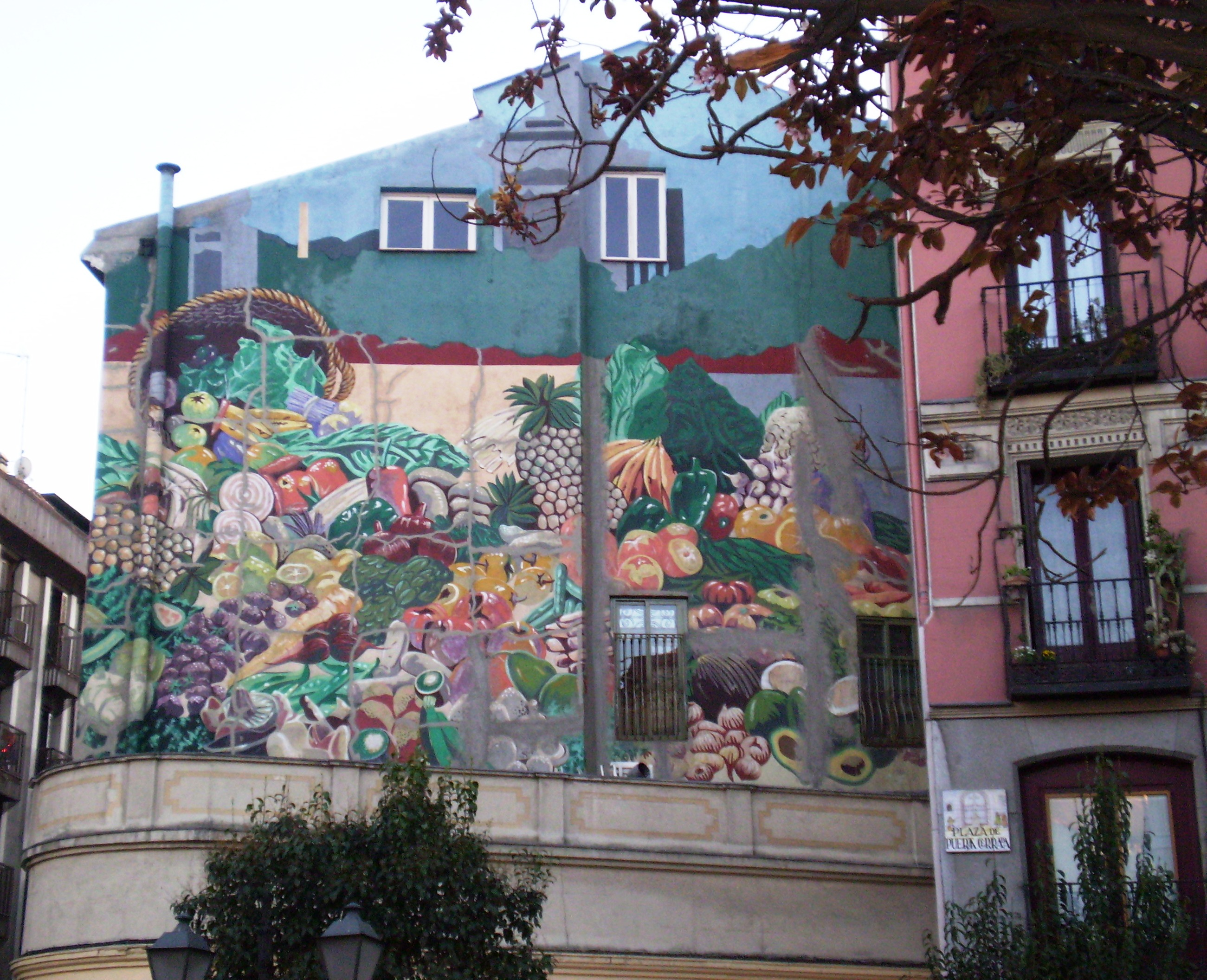
Pintura urbana en una pared de Puerta Cerrada (Madrid), de Alberto Corazón, 1983.
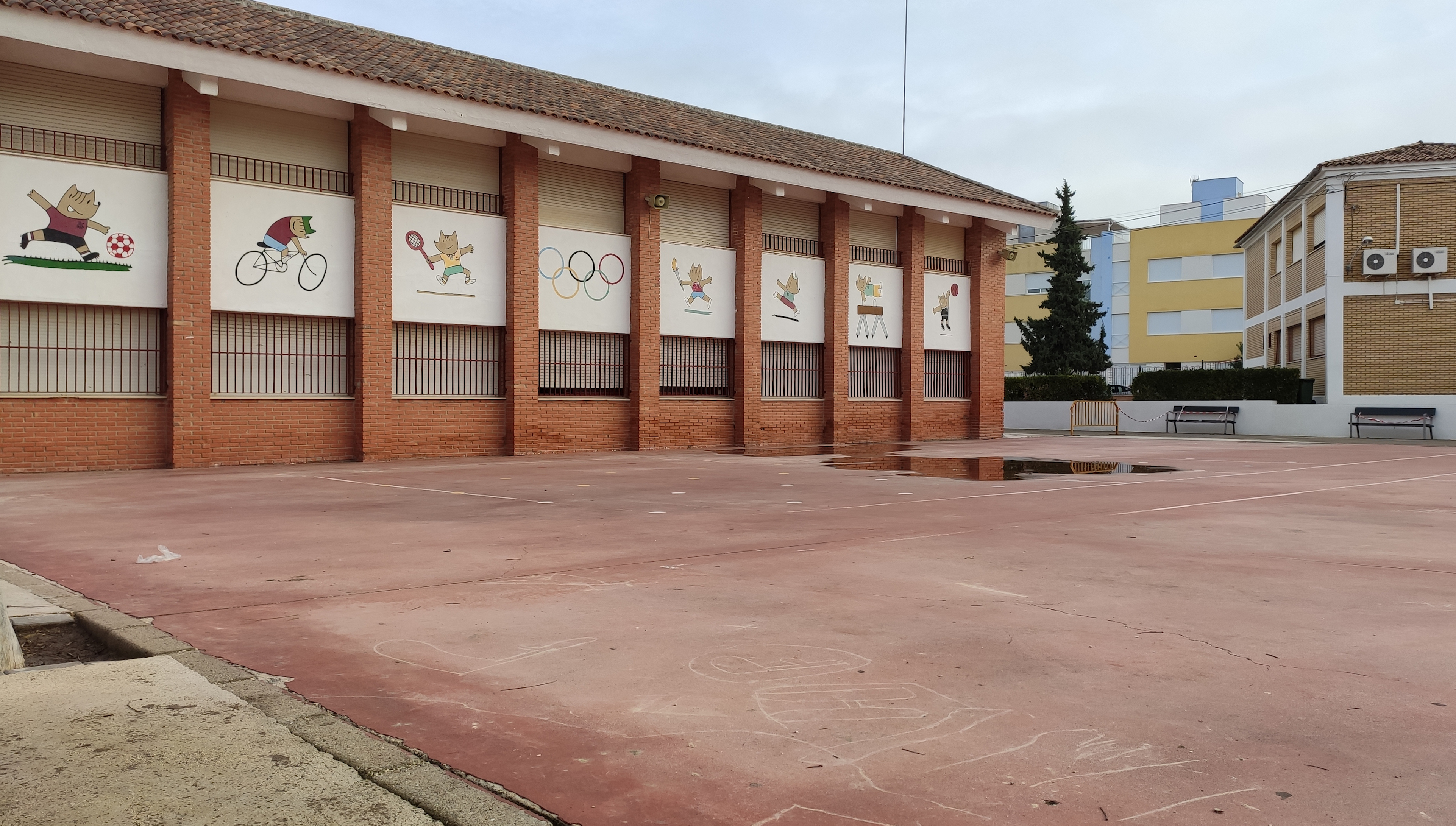
Uso de Cobi, la mascota de los Juegos Olímpicos de Barcelona 1992, diseñada por Javier Mariscal, en un entorno escolar.
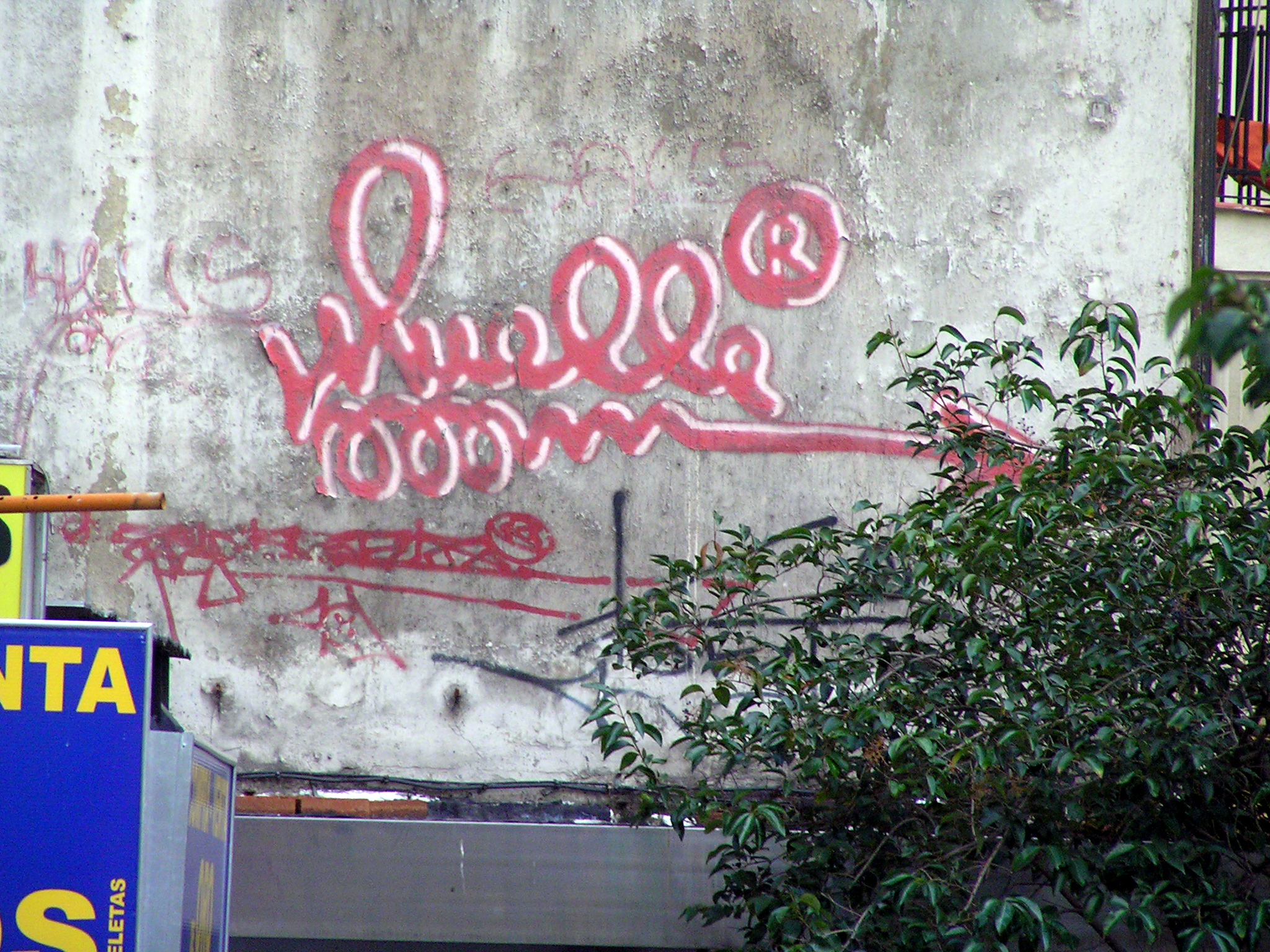
Graffiti de Muelle.